# 諸国名所百景
『諸国名所百景』（しょこくめいしょひゃっけい）は、二代歌川広重による浮世絵木版画の連作である。

## 概要
作品は二代広重を襲名した翌年安政6年（1859年）4月から文久元年（1861年）9月頃にかけて魚栄から出版された名所絵のシリーズであり、二代広重の代表的力作とされる。
初代の六十余州名所図会や名所江戸百景に倣い、日本全国の百景を目指したものの遂に完成をみなかった。

## 作品一覧
作品枚数は79,81,85,90など諸説あるが、ここでは二代広重考（二）の「二代広重作品目録」に従って、以下に85図（出版年月順、一部画像なし）を示す。

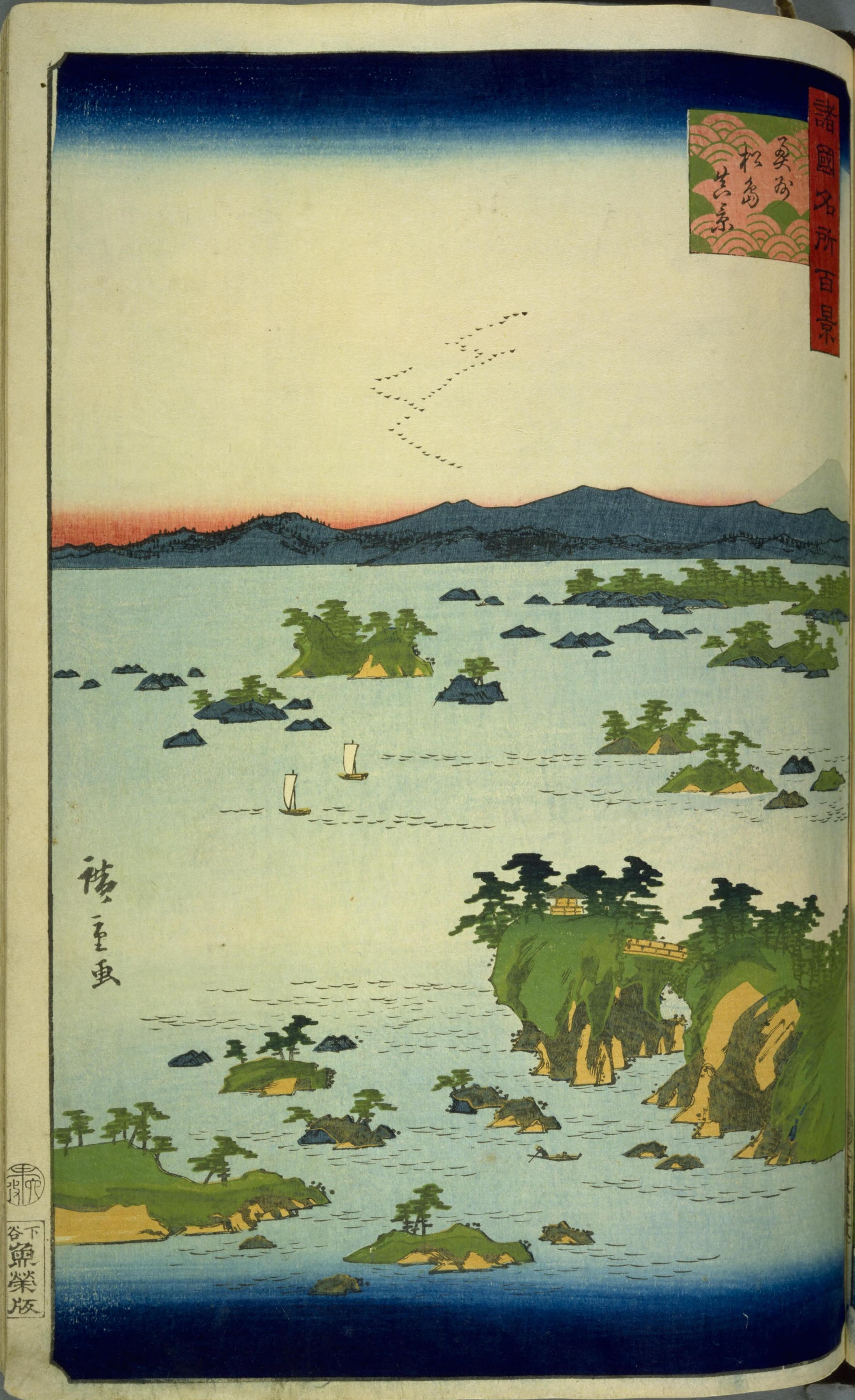
1.奥州松島真景（安政6年4月）
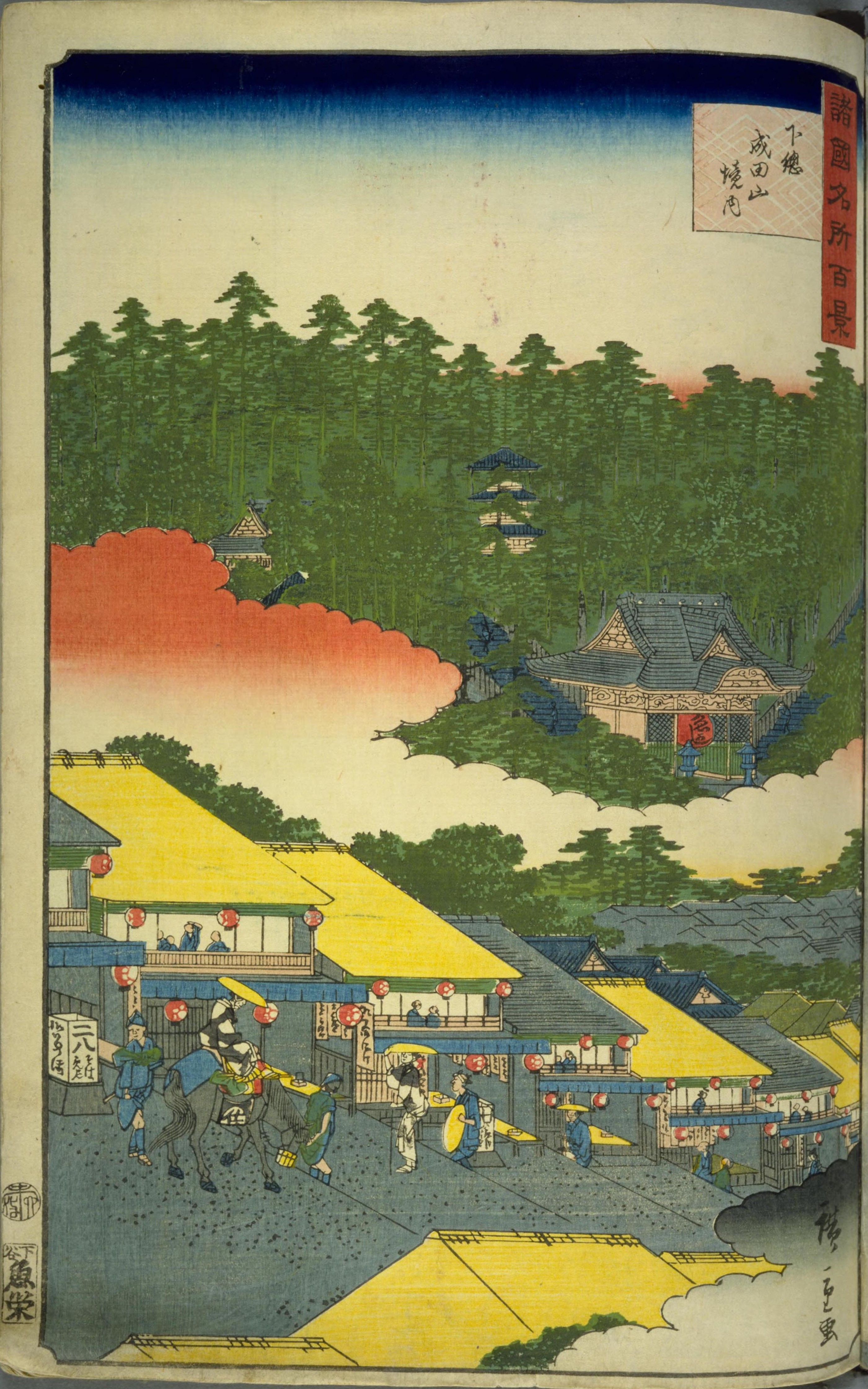
2.下総成田山境内（安政6年4月）
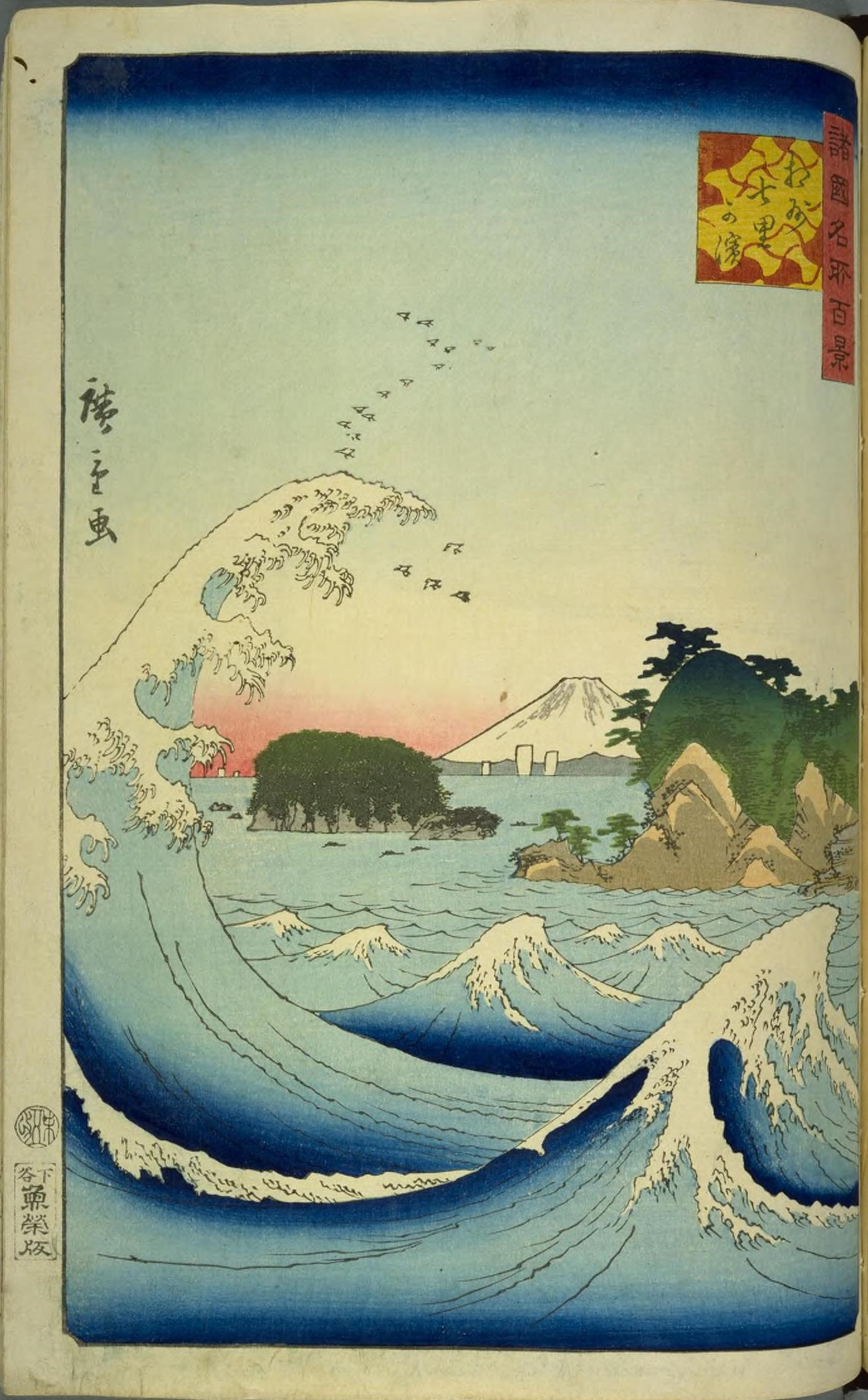
3.相州七里か浜（安政6年5月）
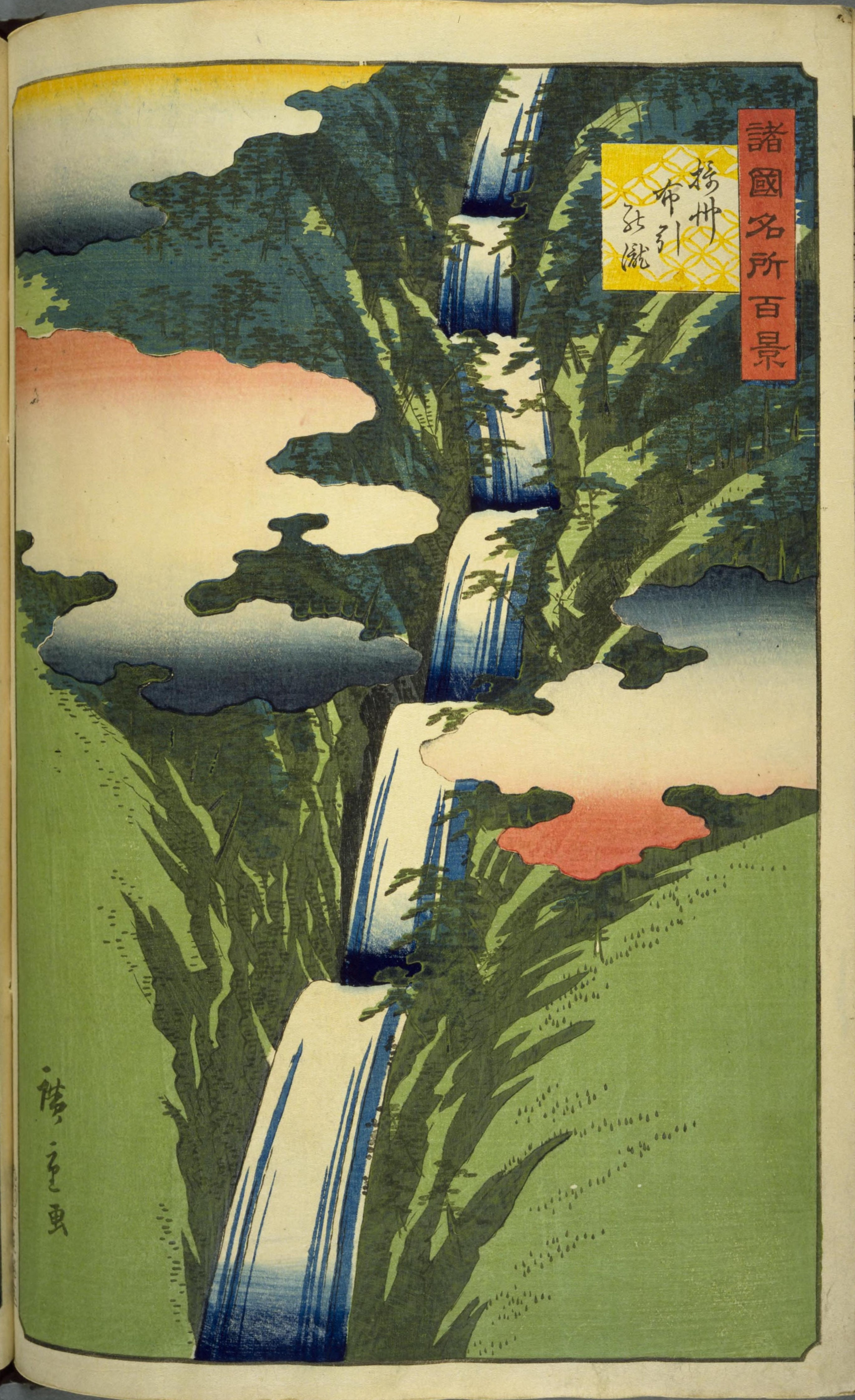
4.摂州布引の滝（安政6年5月）
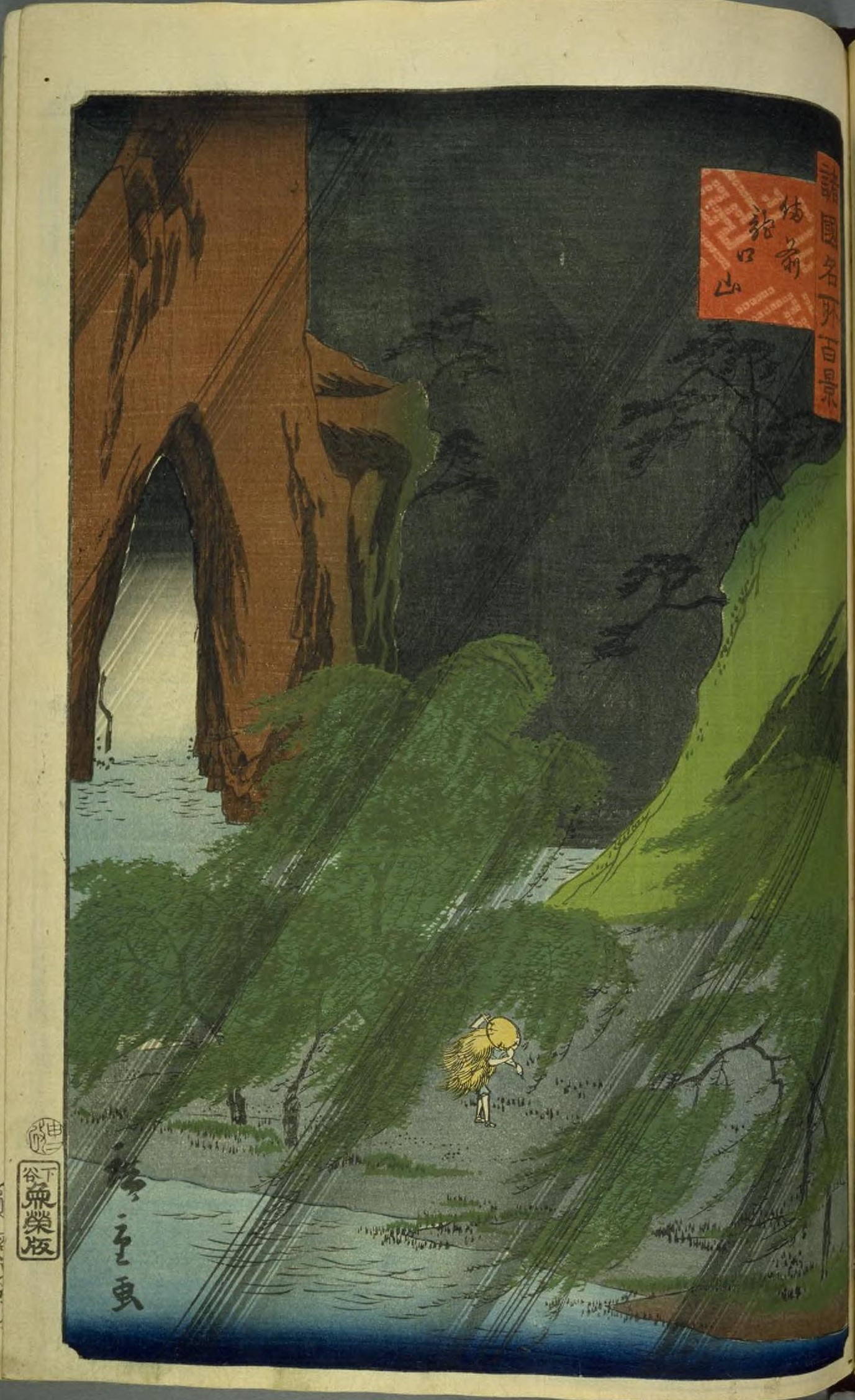
5.備前竜口山（安政6年5月）
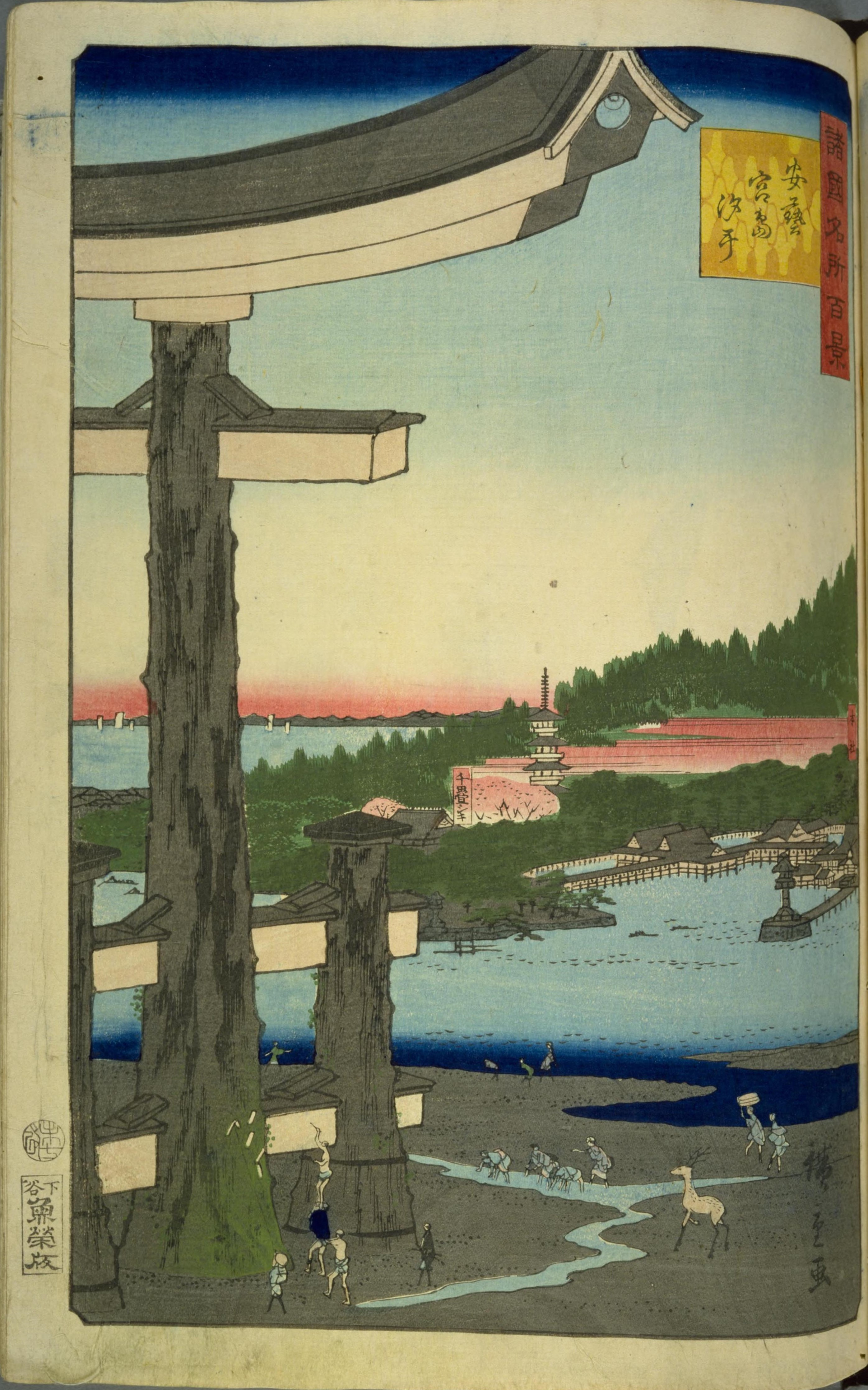
6.安芸宮島汐干（安政6年7月）
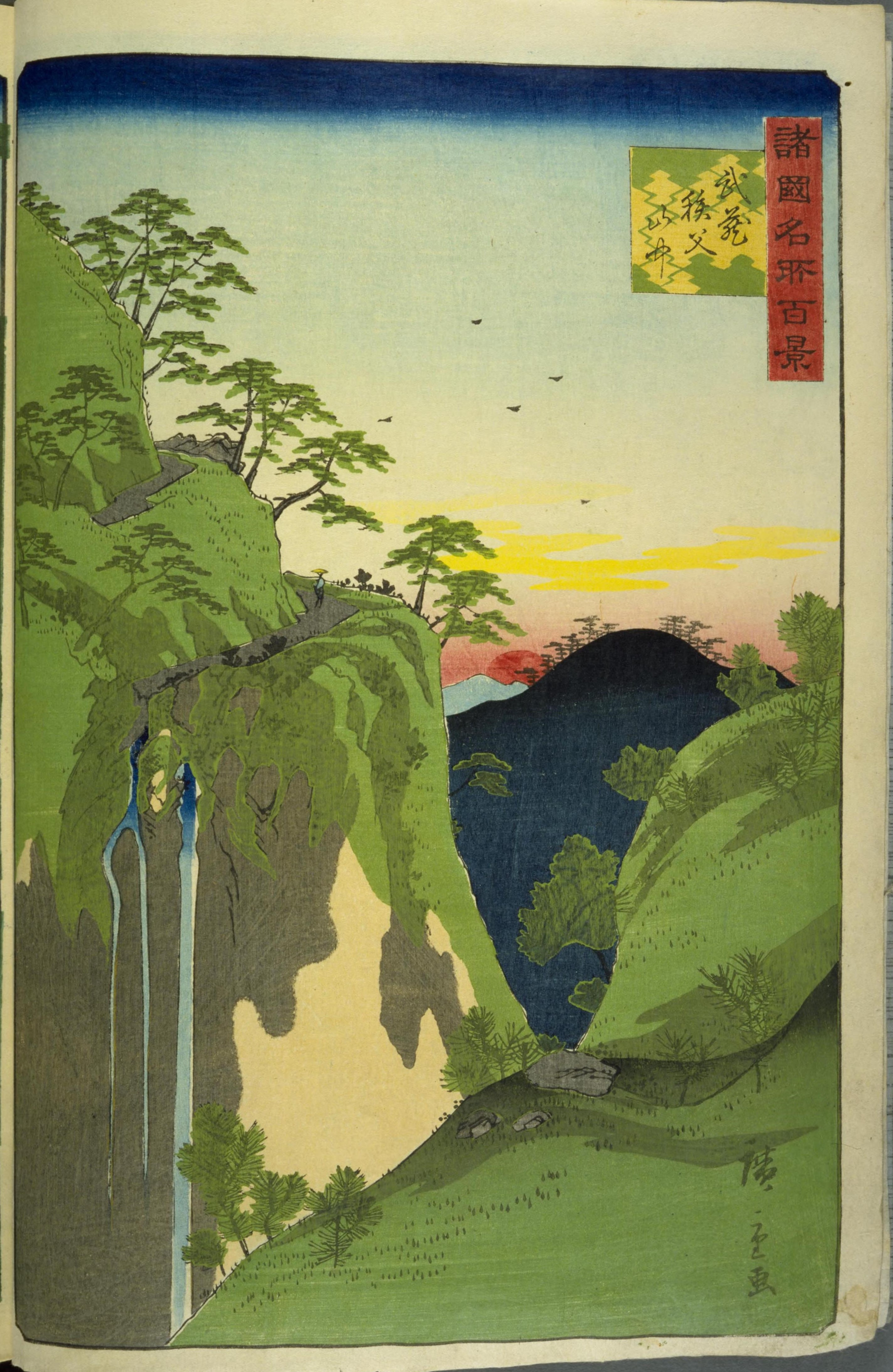
7.武蔵秩父山中（安政6年7月）
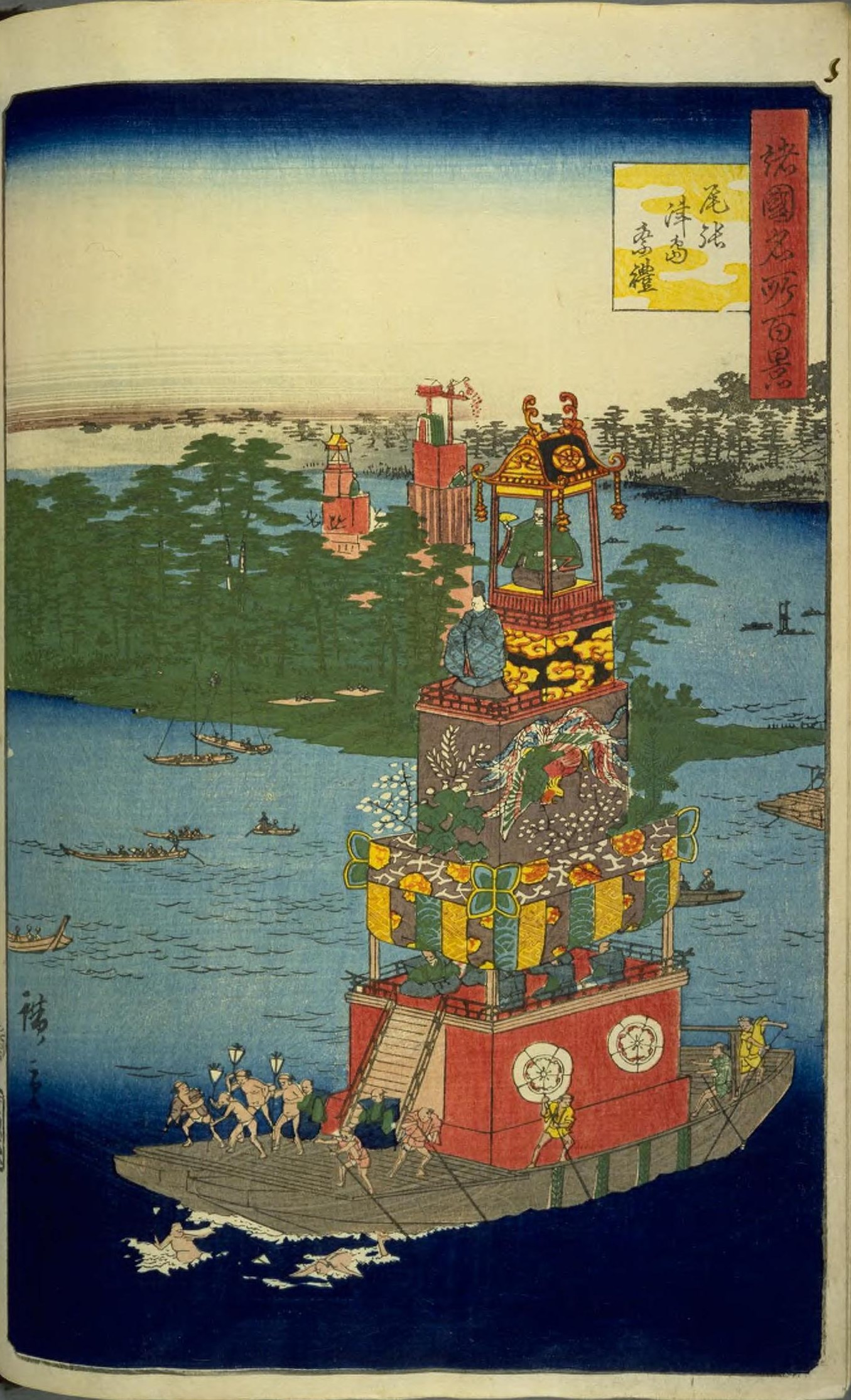
8.尾張津島祭礼（安政6年8月）
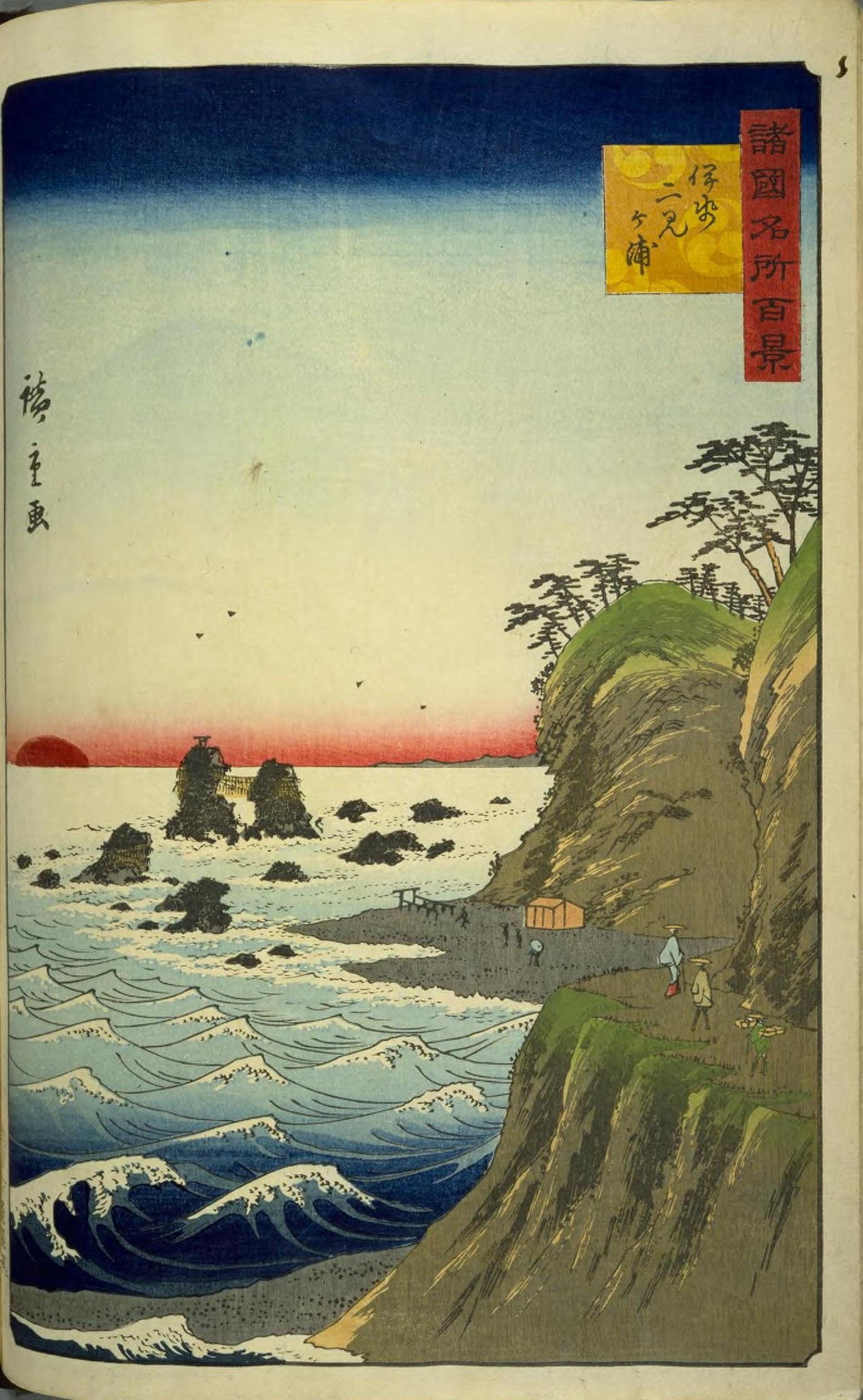
9.伊勢二見ヶ浦（安政6年8月）
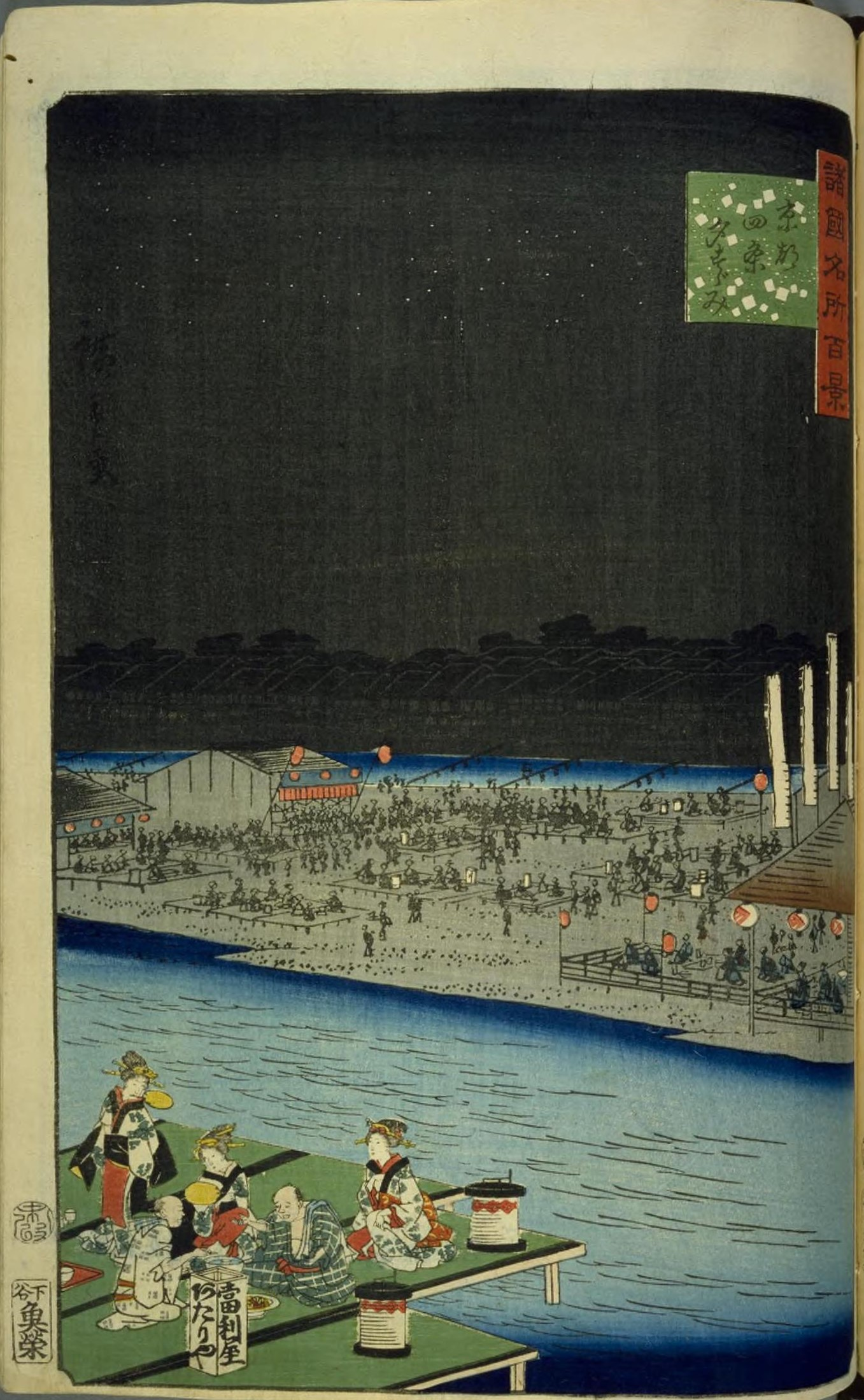
10.京都四条夕すゞみ（安政6年8月）
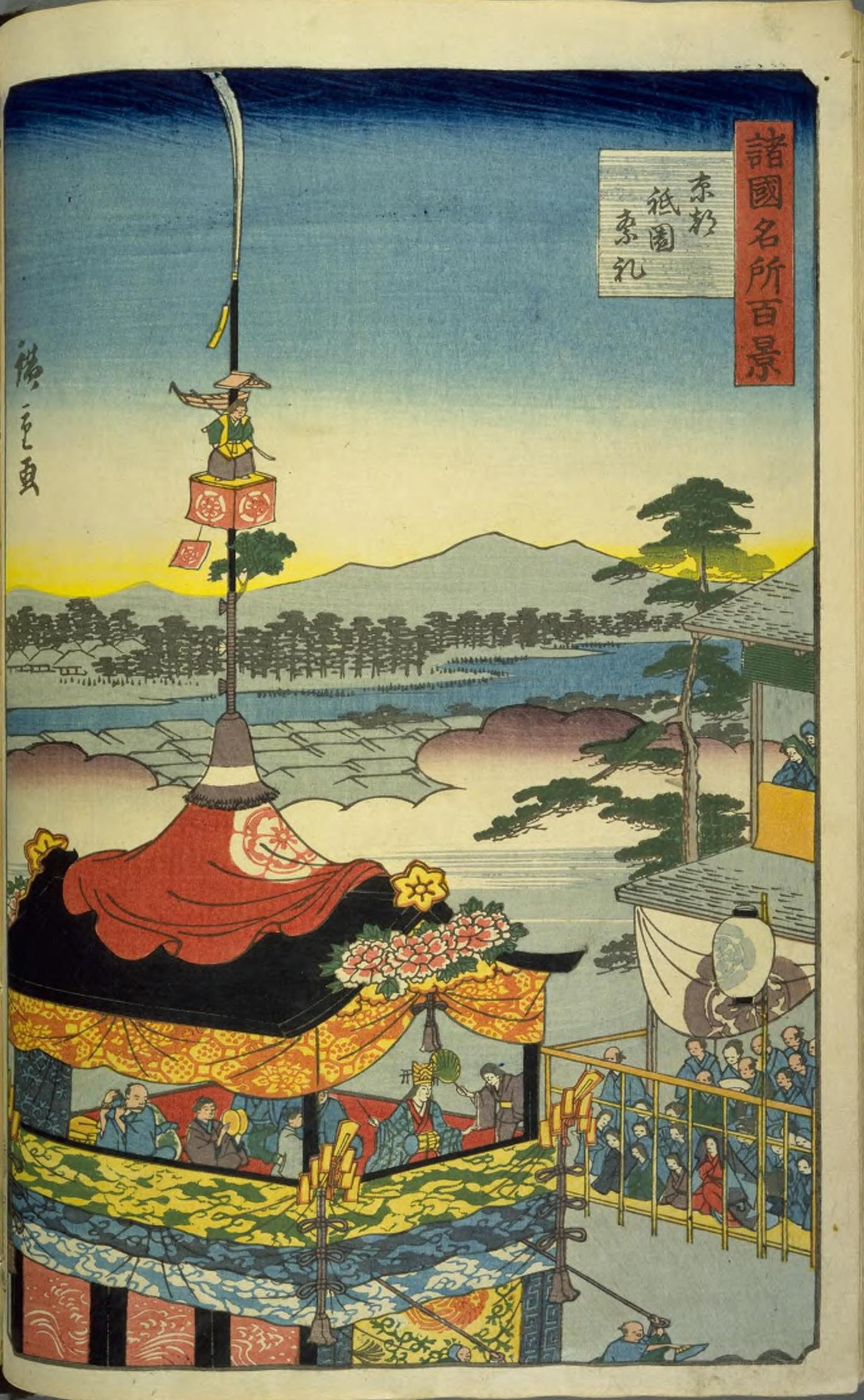
11.京都祇園祭礼（安政6年8月）
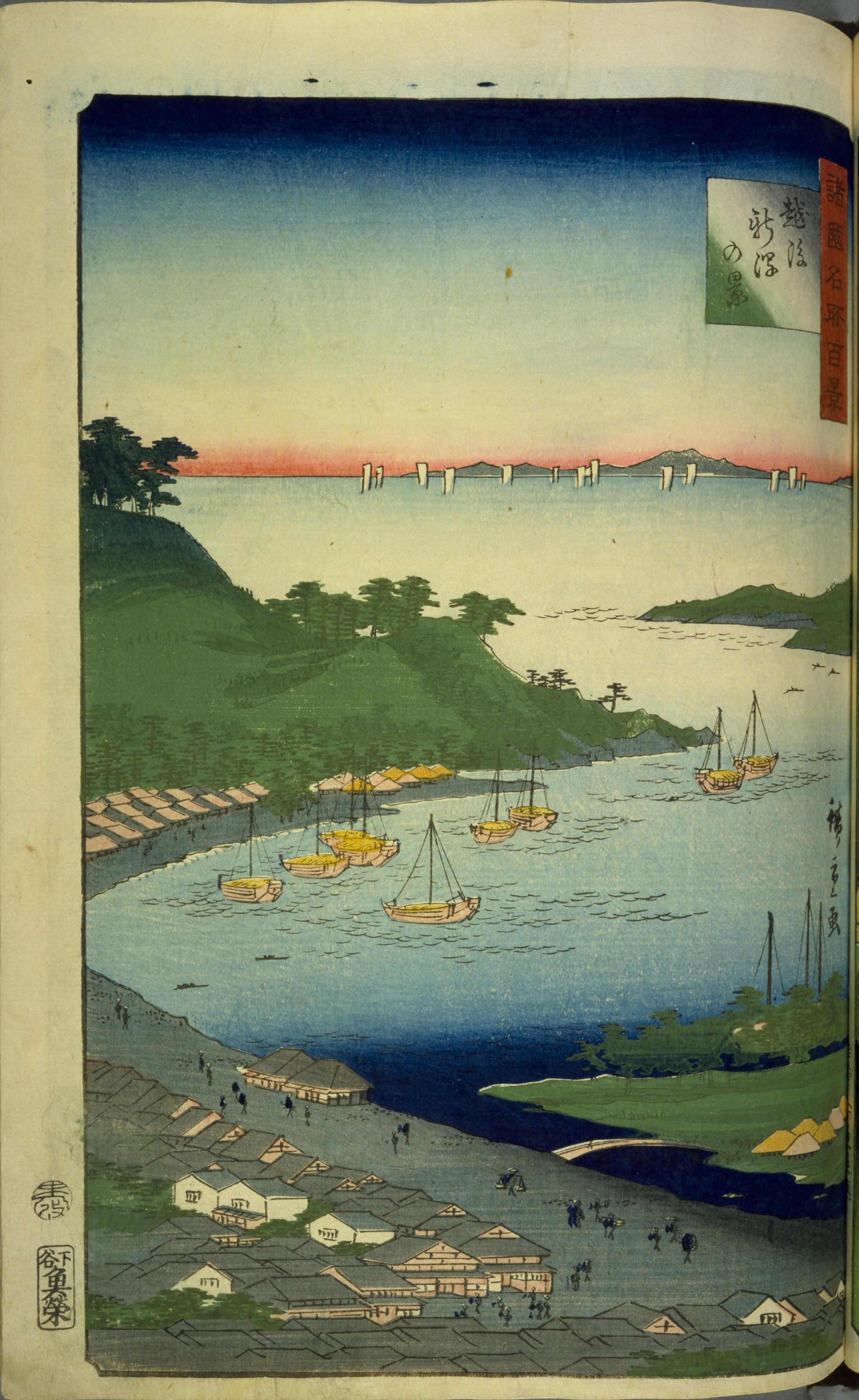
12.越後新潟の景（安政6年9月）
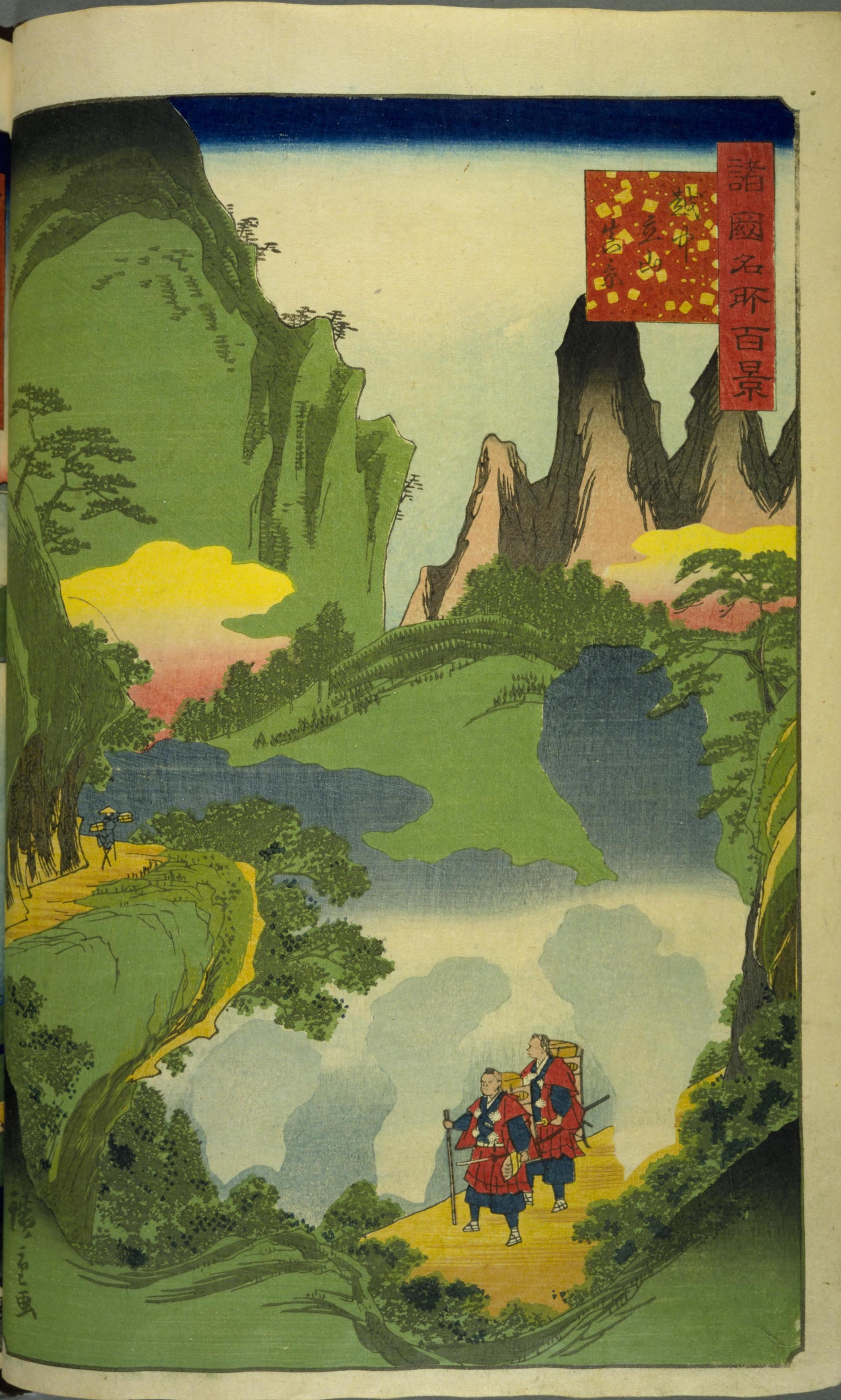
13.越中立山真景（安政6年9月）
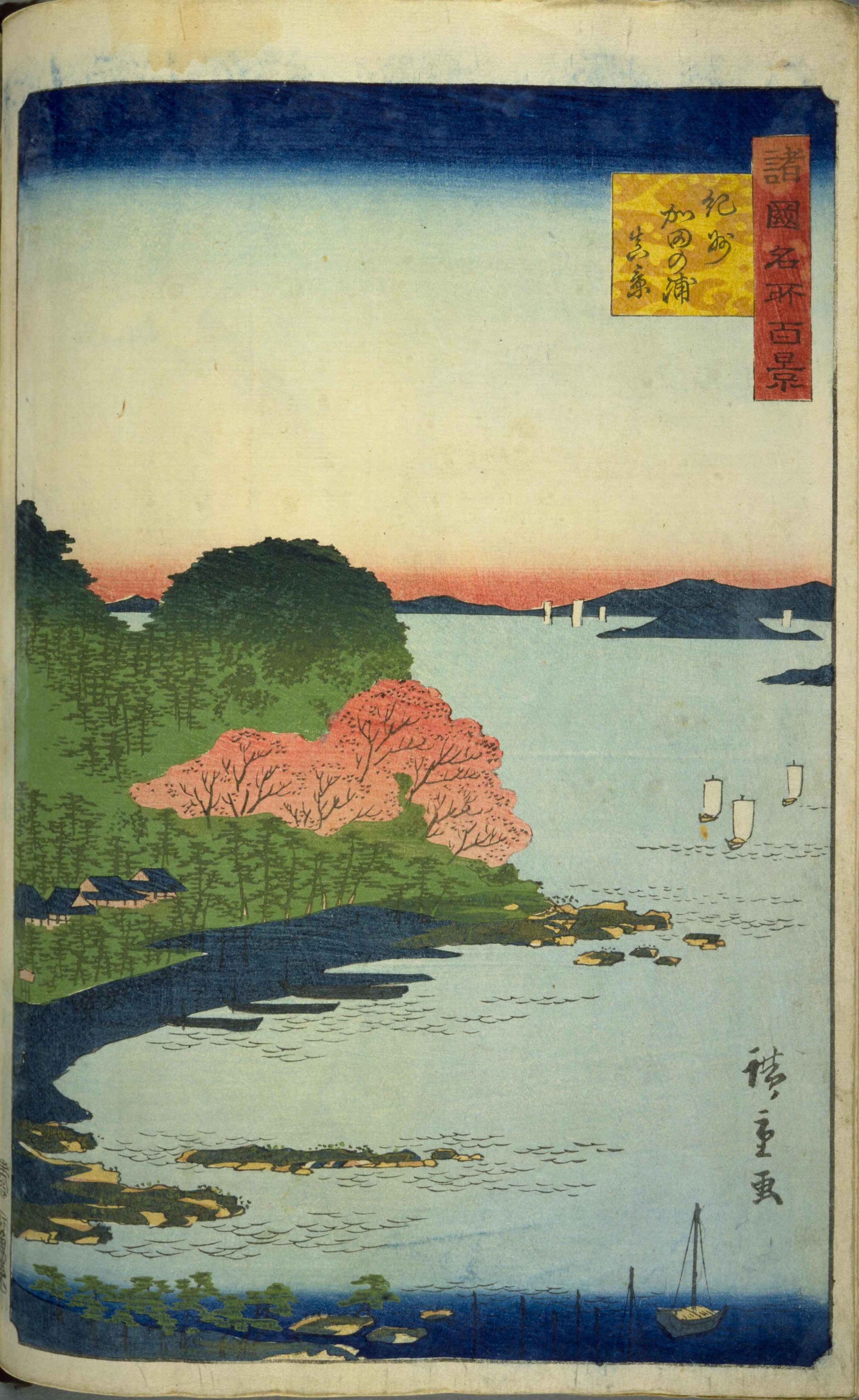
14.紀州加田の浦真景（安政6年9月）
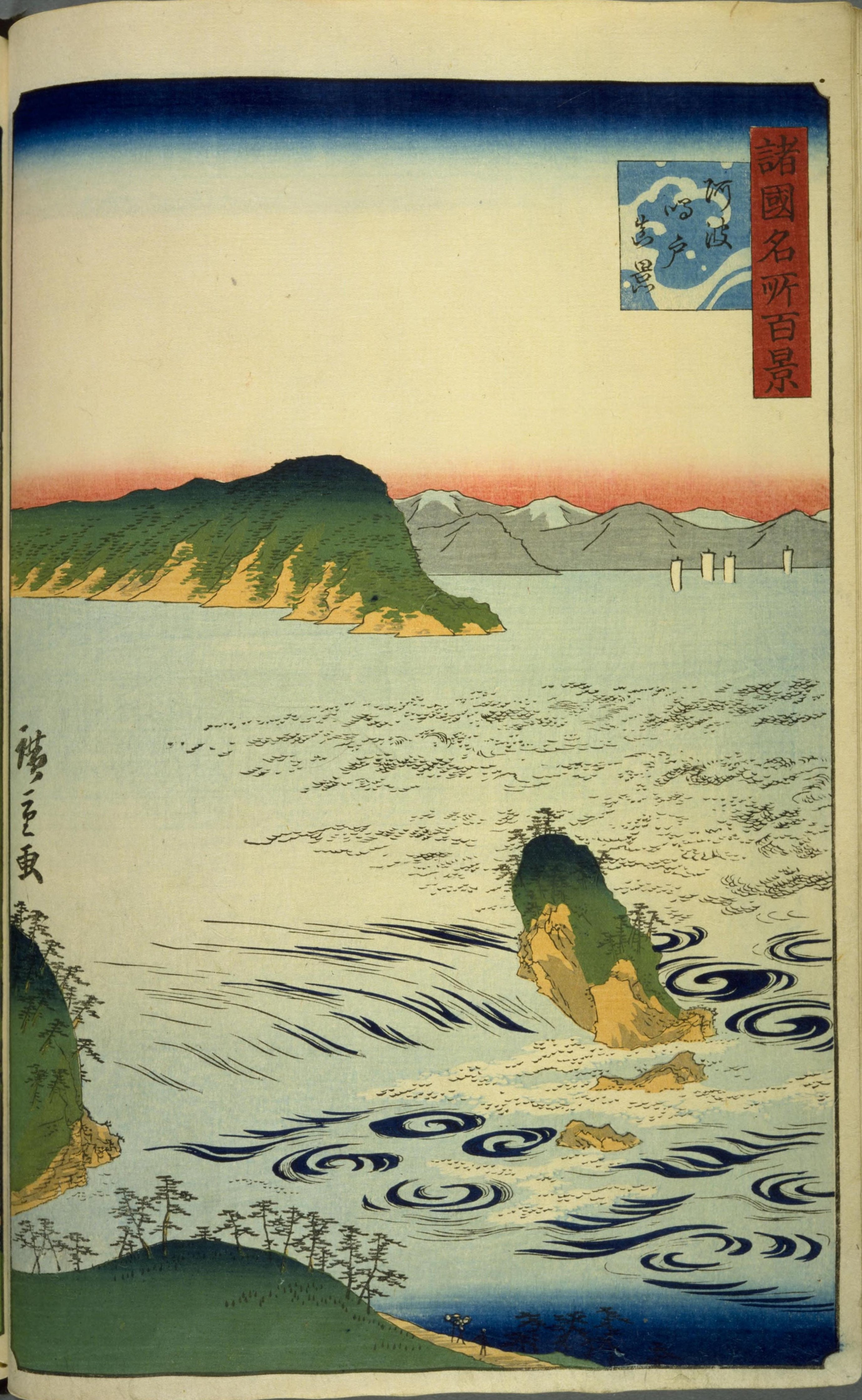
15.阿波鳴戸真景（安政6年9月）
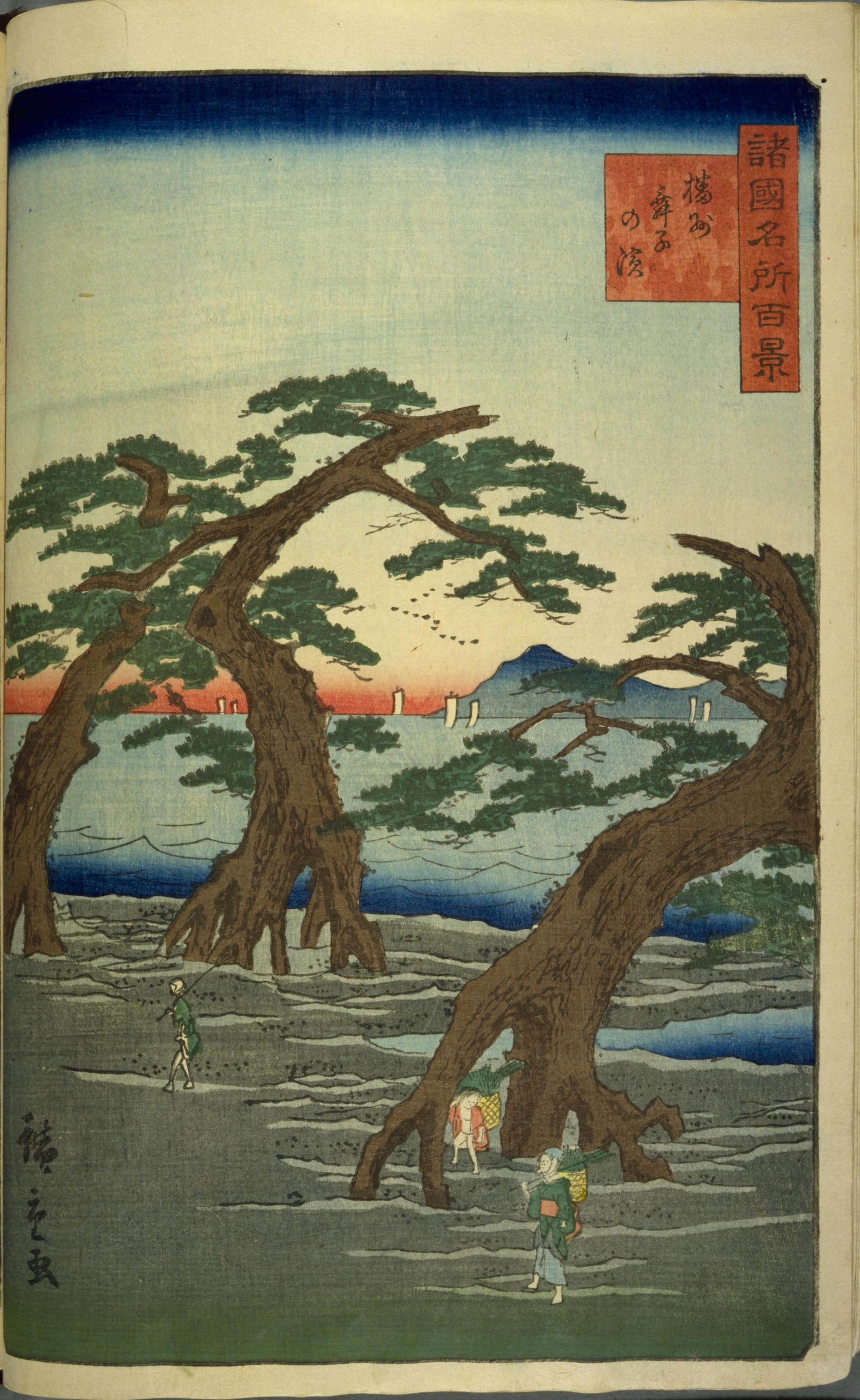
16播州舞子の浜（安政6年9月）
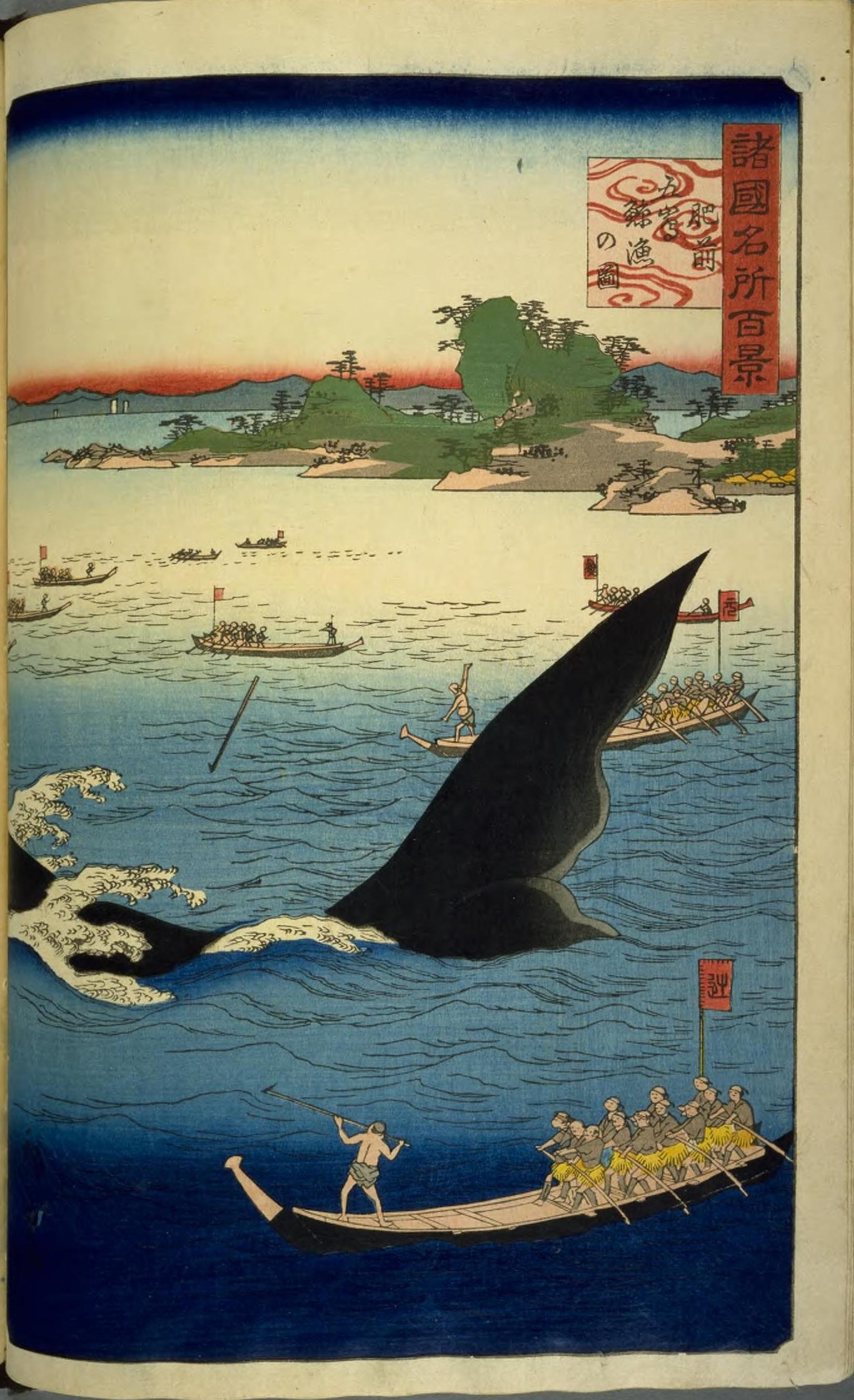
17.肥前五嶋鯨漁の図（安政6年9月）
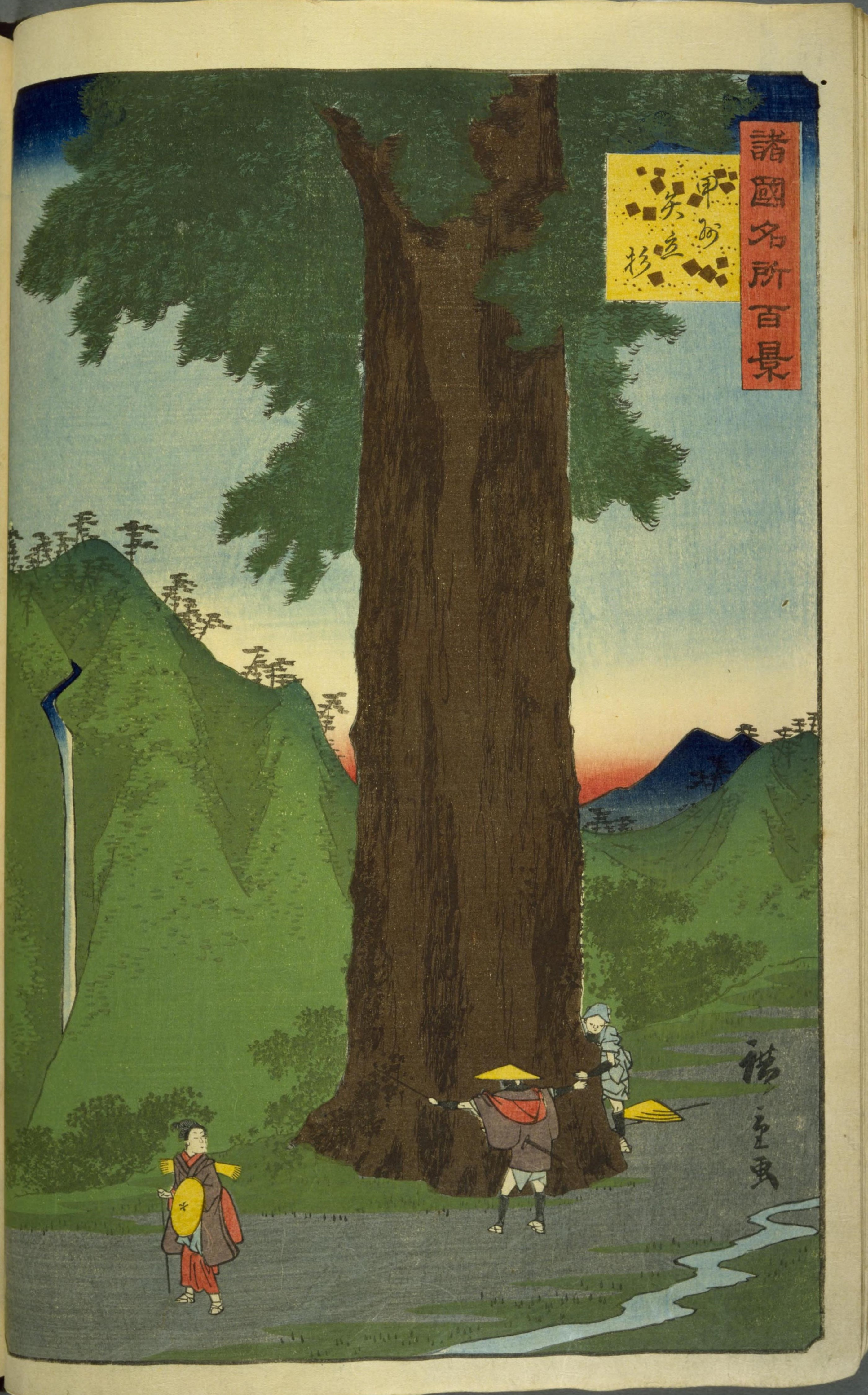
18.甲州矢立杉（安政6年9月）
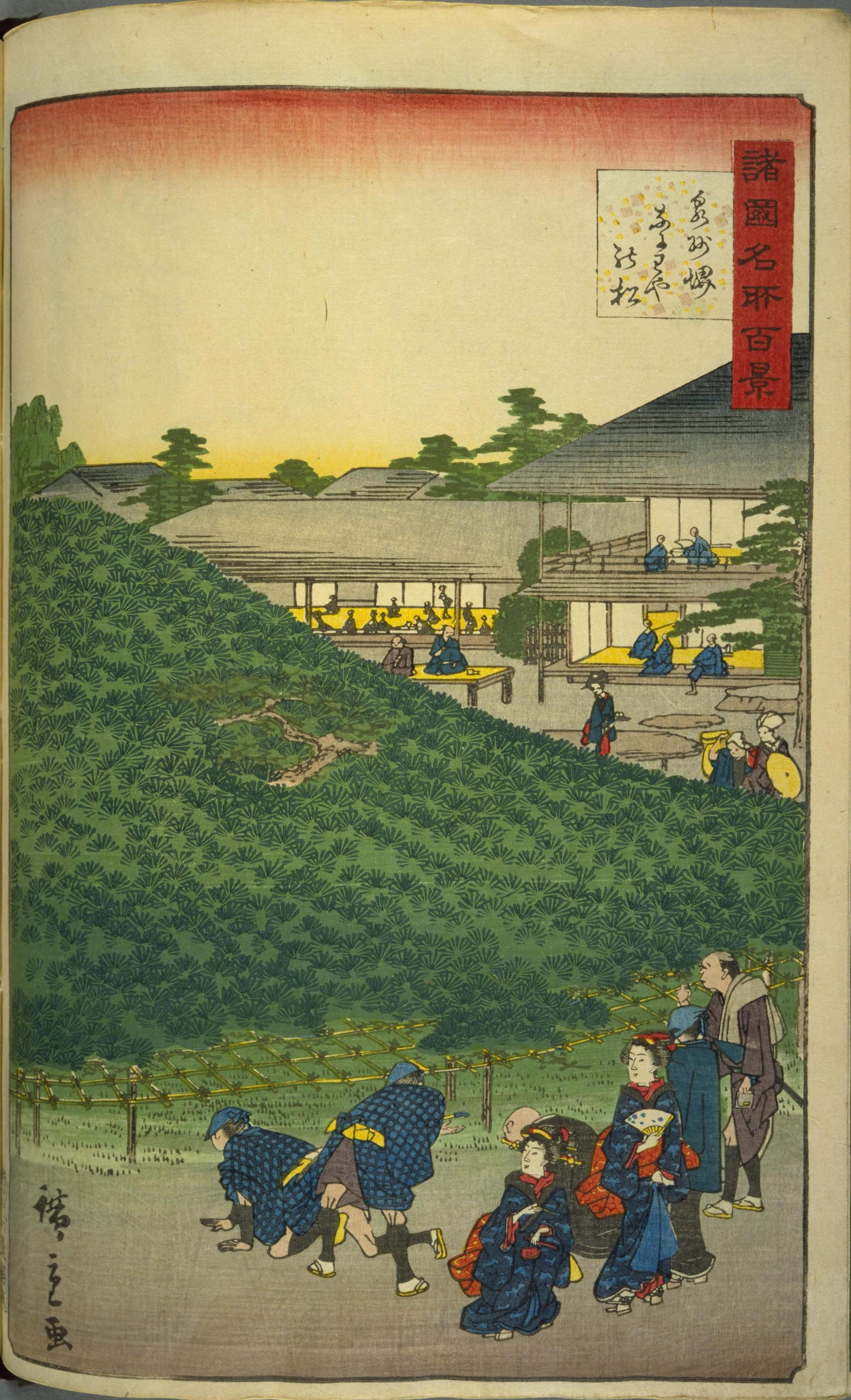
19.泉州堺なにわやの松（安政6年9月）
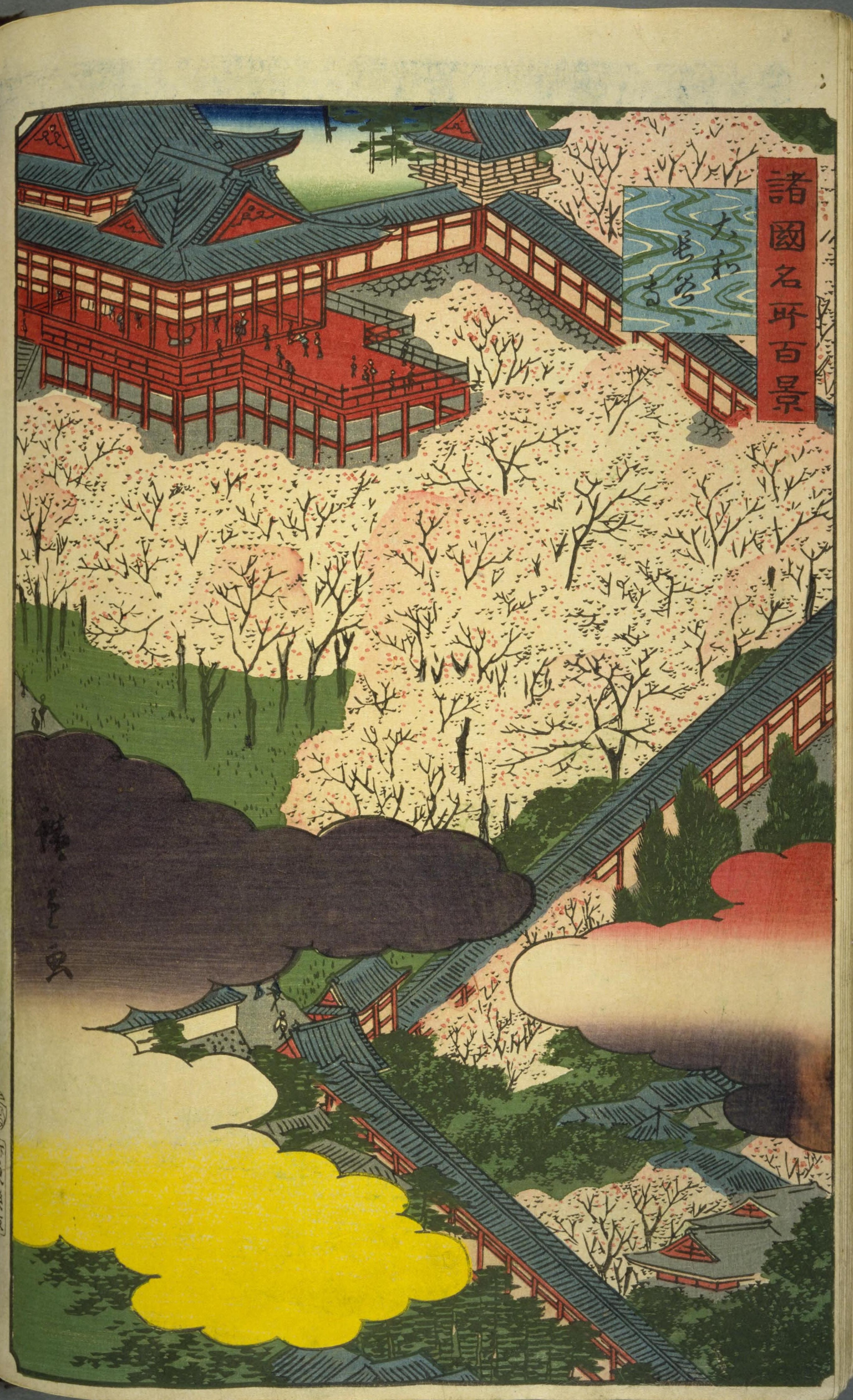
20.大和長谷寺（安政6年9月）
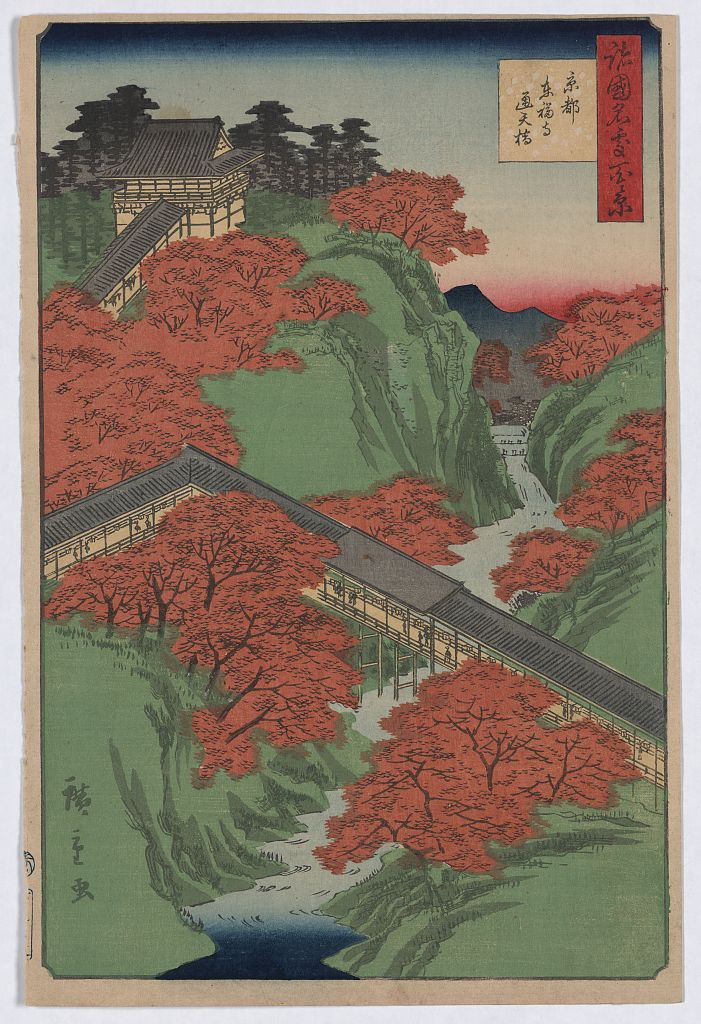
21.京都東福寺通天橋（安政6年9月）
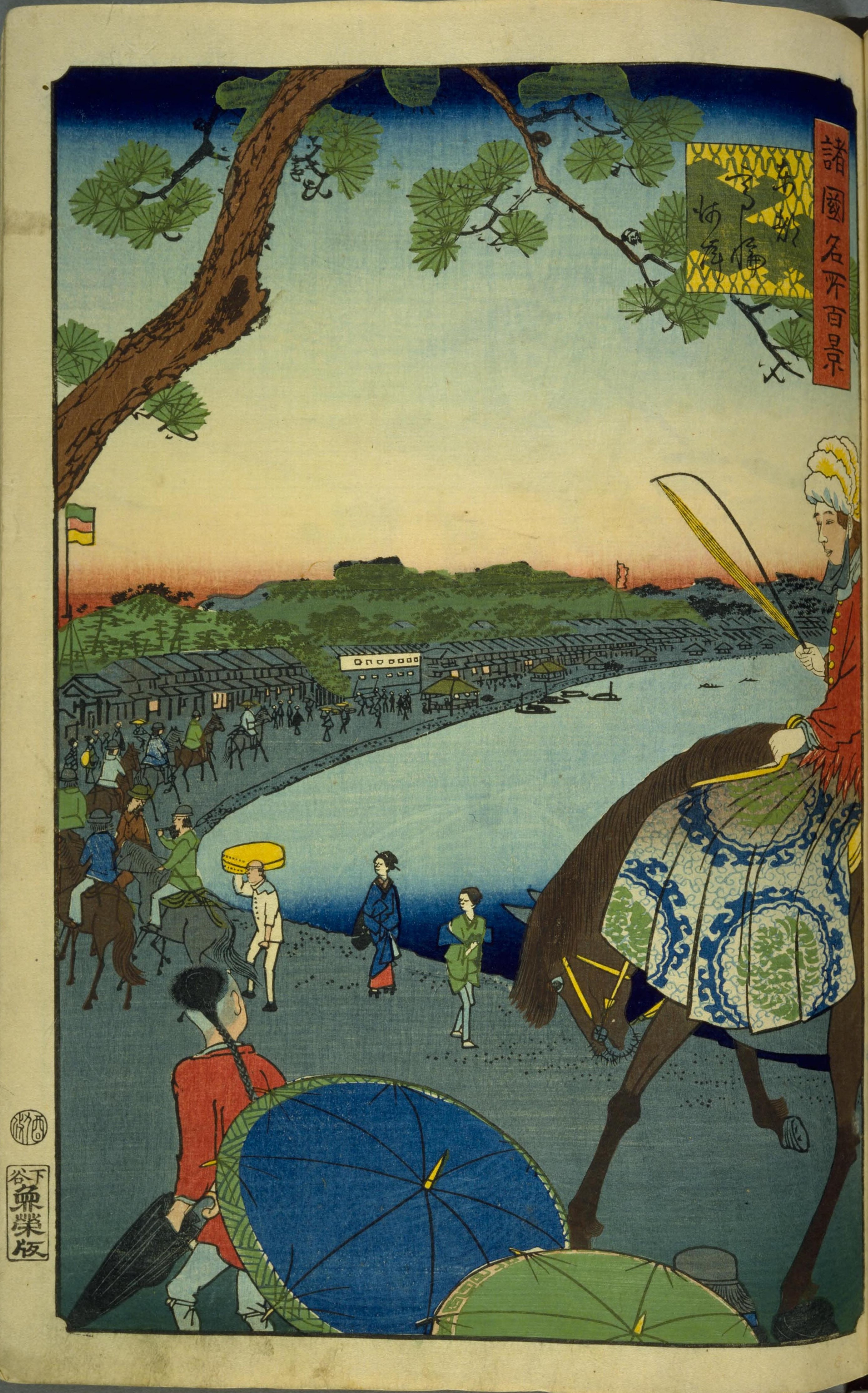
22.東都高輪海岸（安政6年9月）
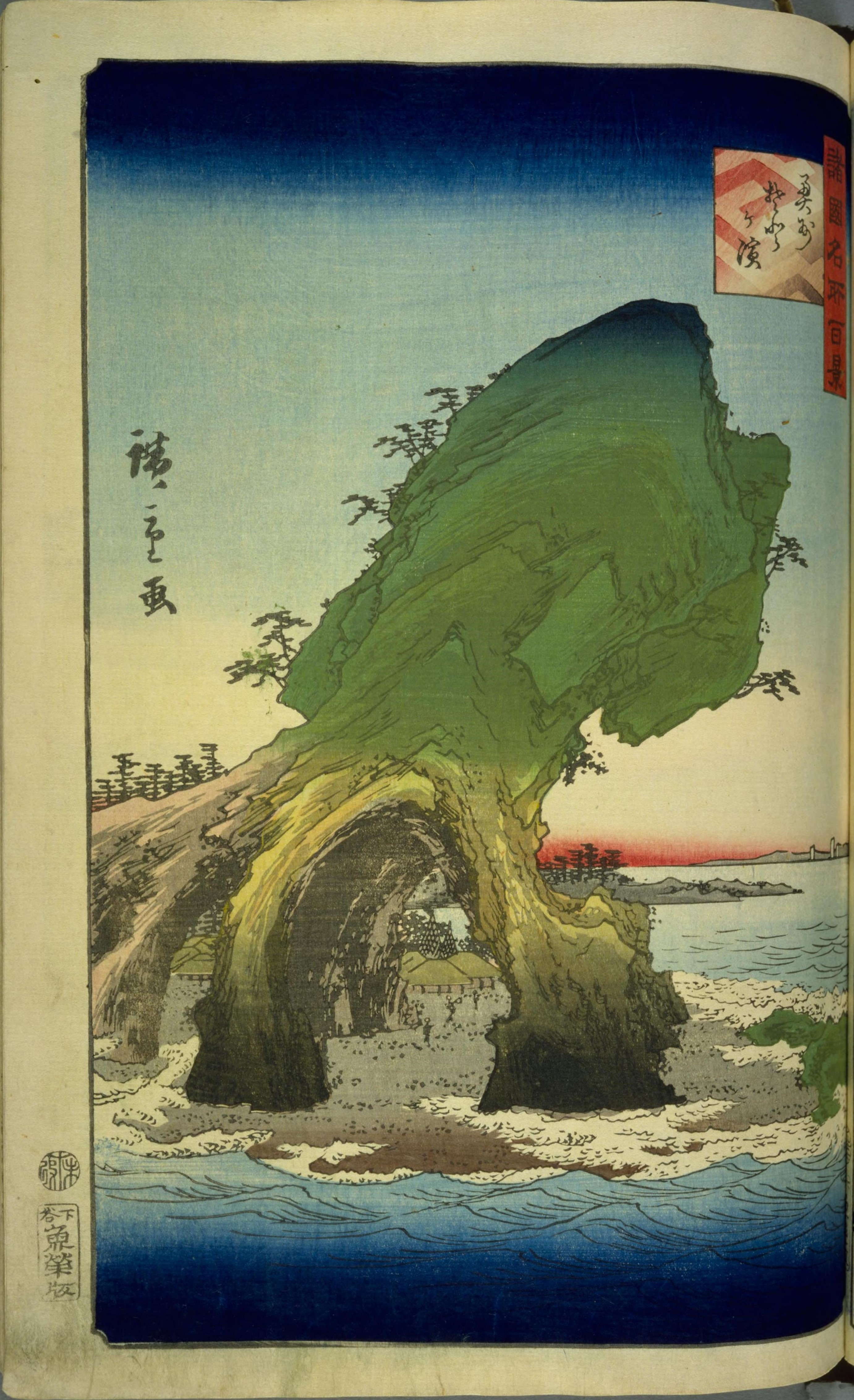
23.奥州そとヶ浜（安政6年10月）
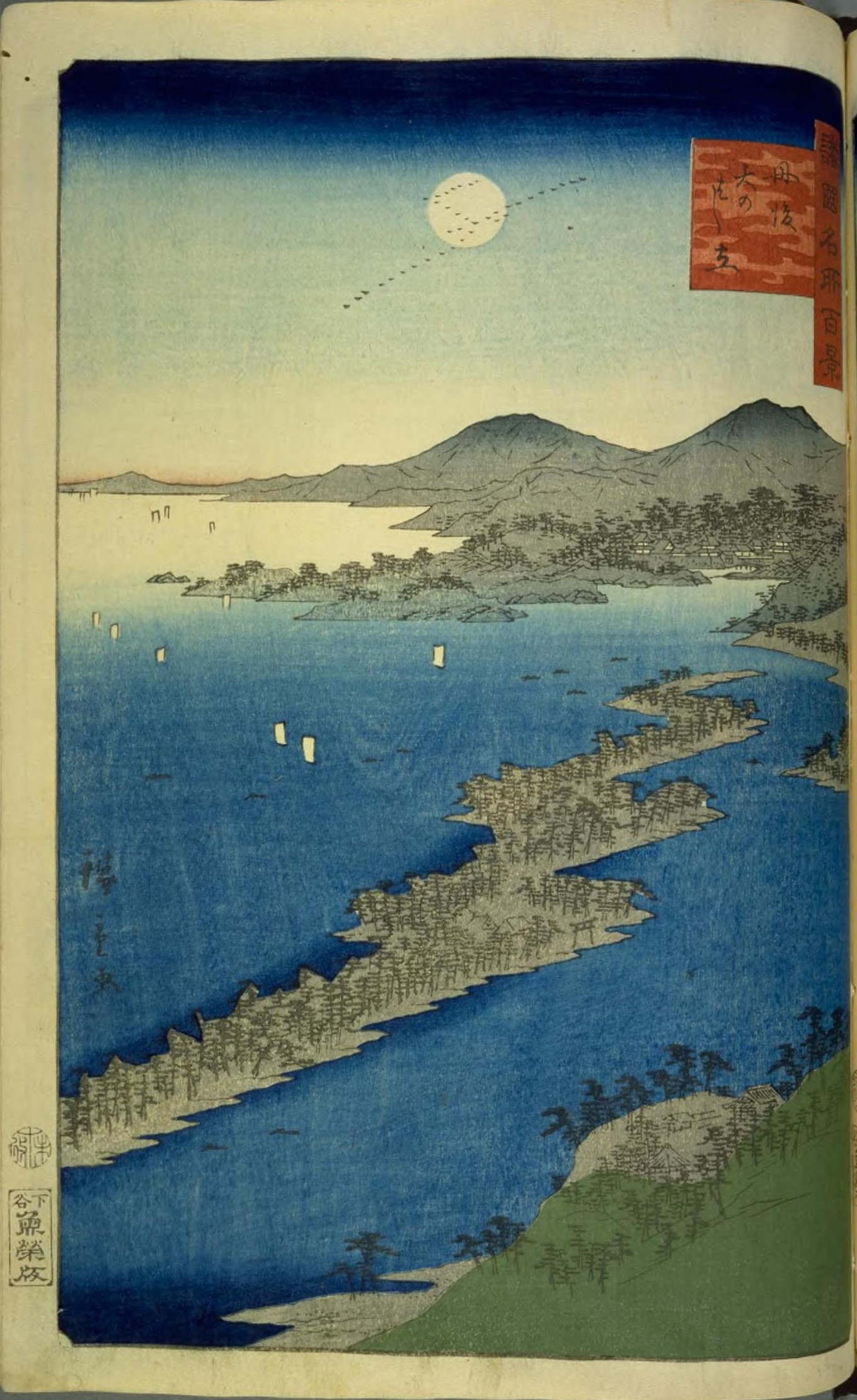
24.丹後天のはし立（安政6年10月）
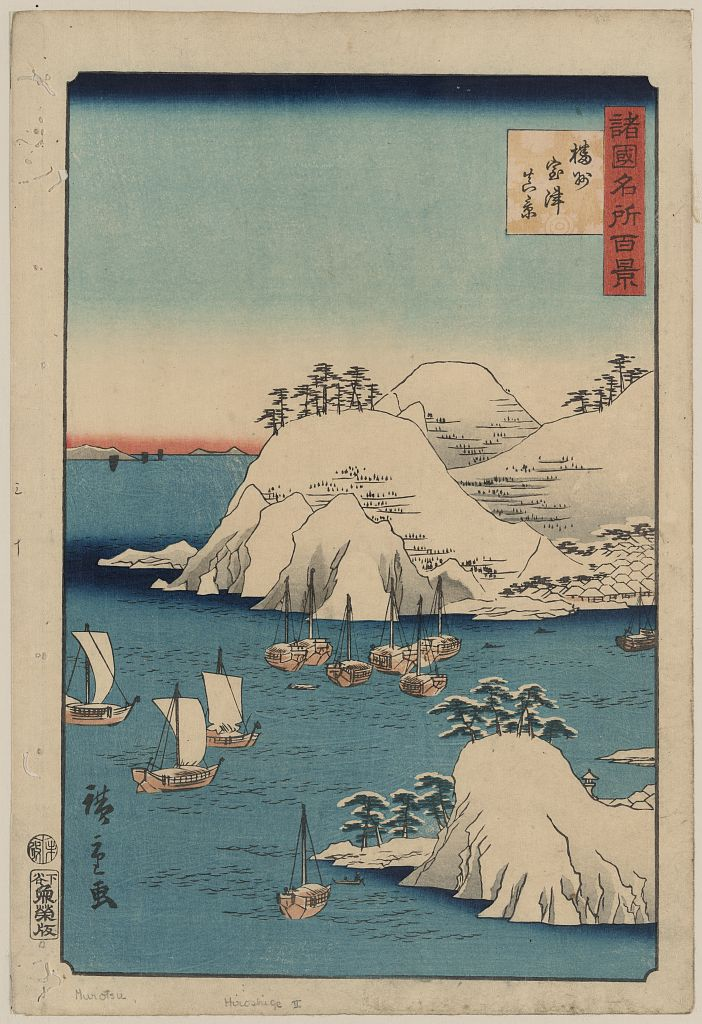
25.播州室津真景（雪景）（安政6年10月）
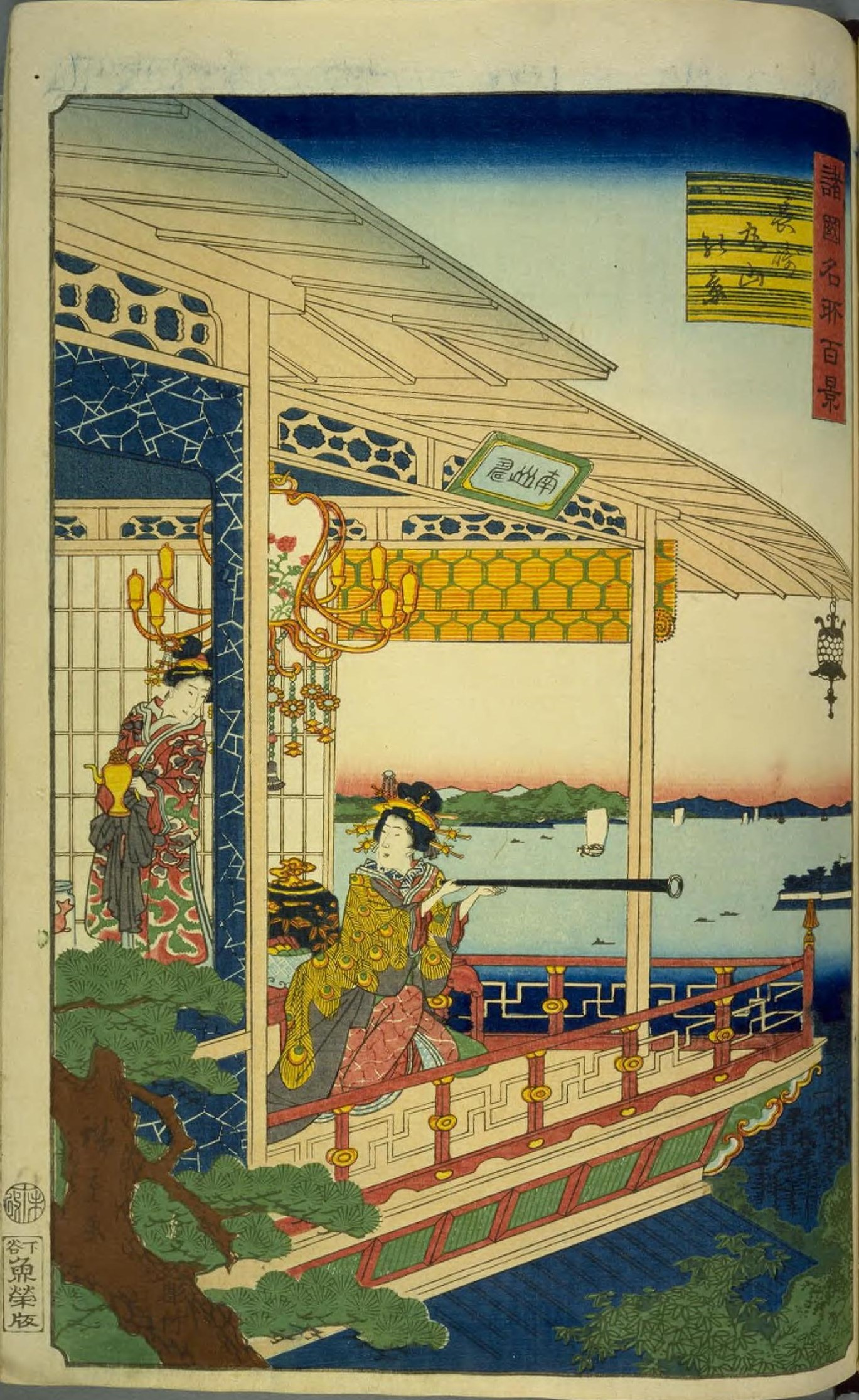
26.長崎丸山の景（安政6年10月）
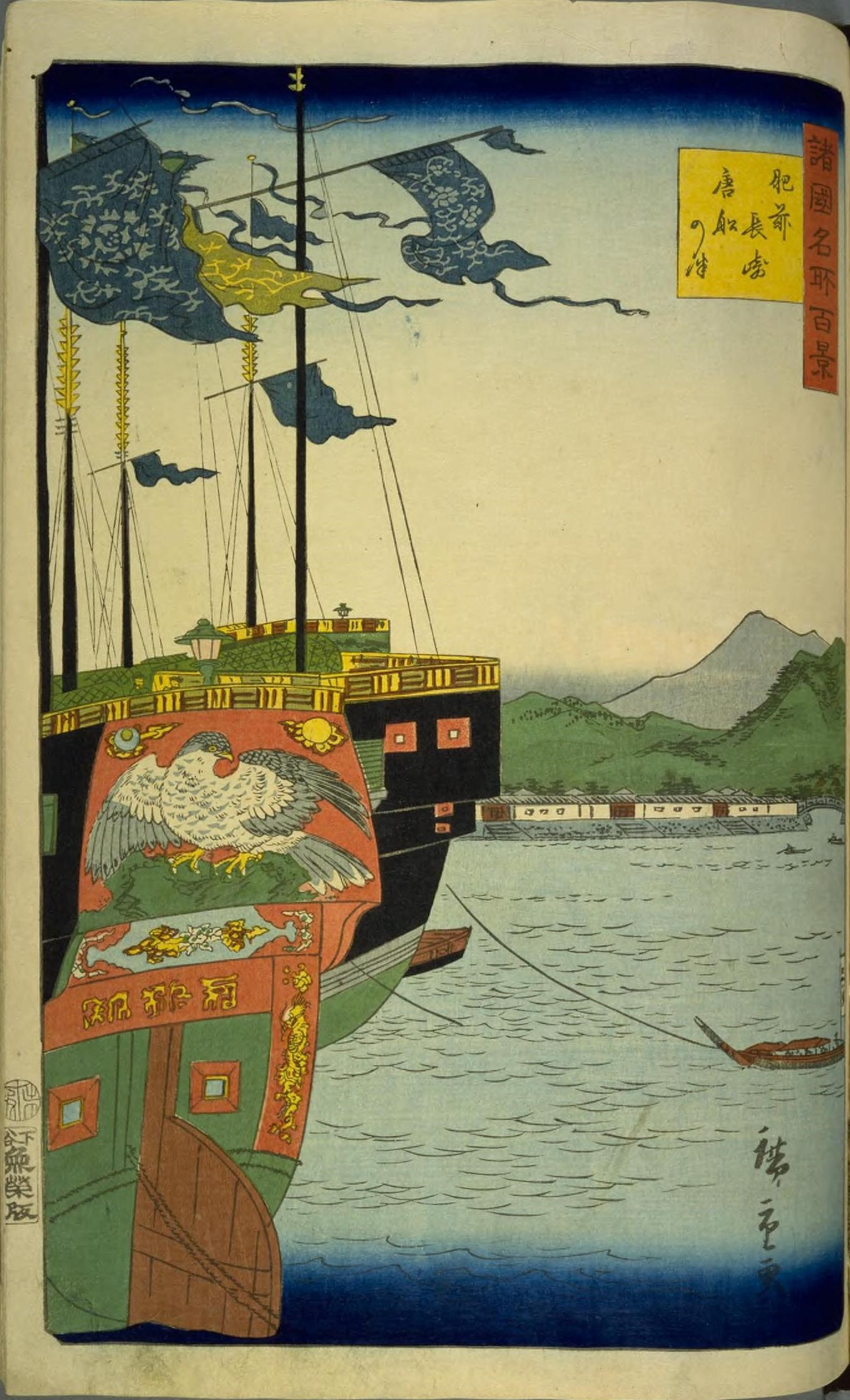
27.肥前長崎唐船の津（安政6年10月）
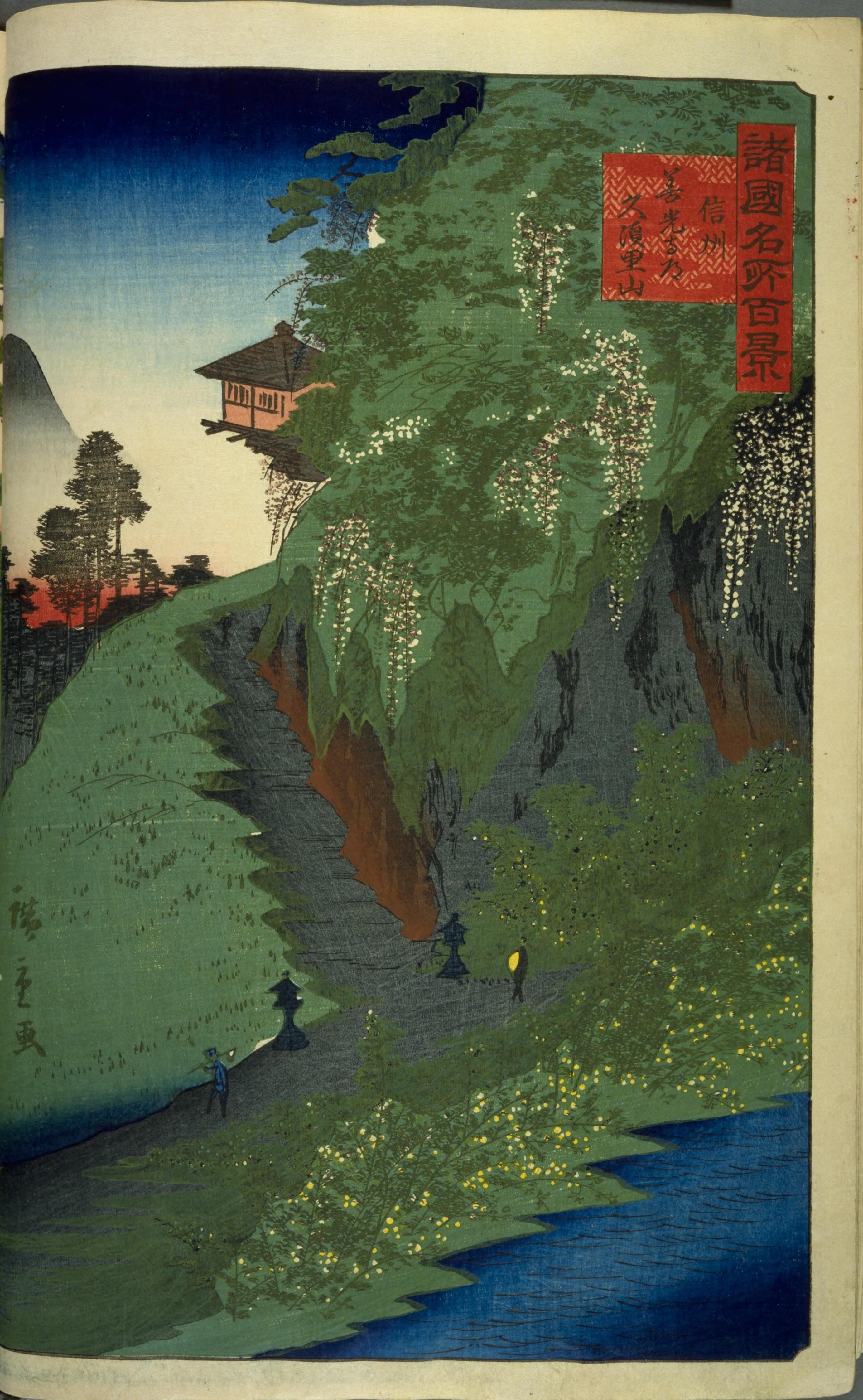
28.信州善光寺道久須里山（安政6年10月）
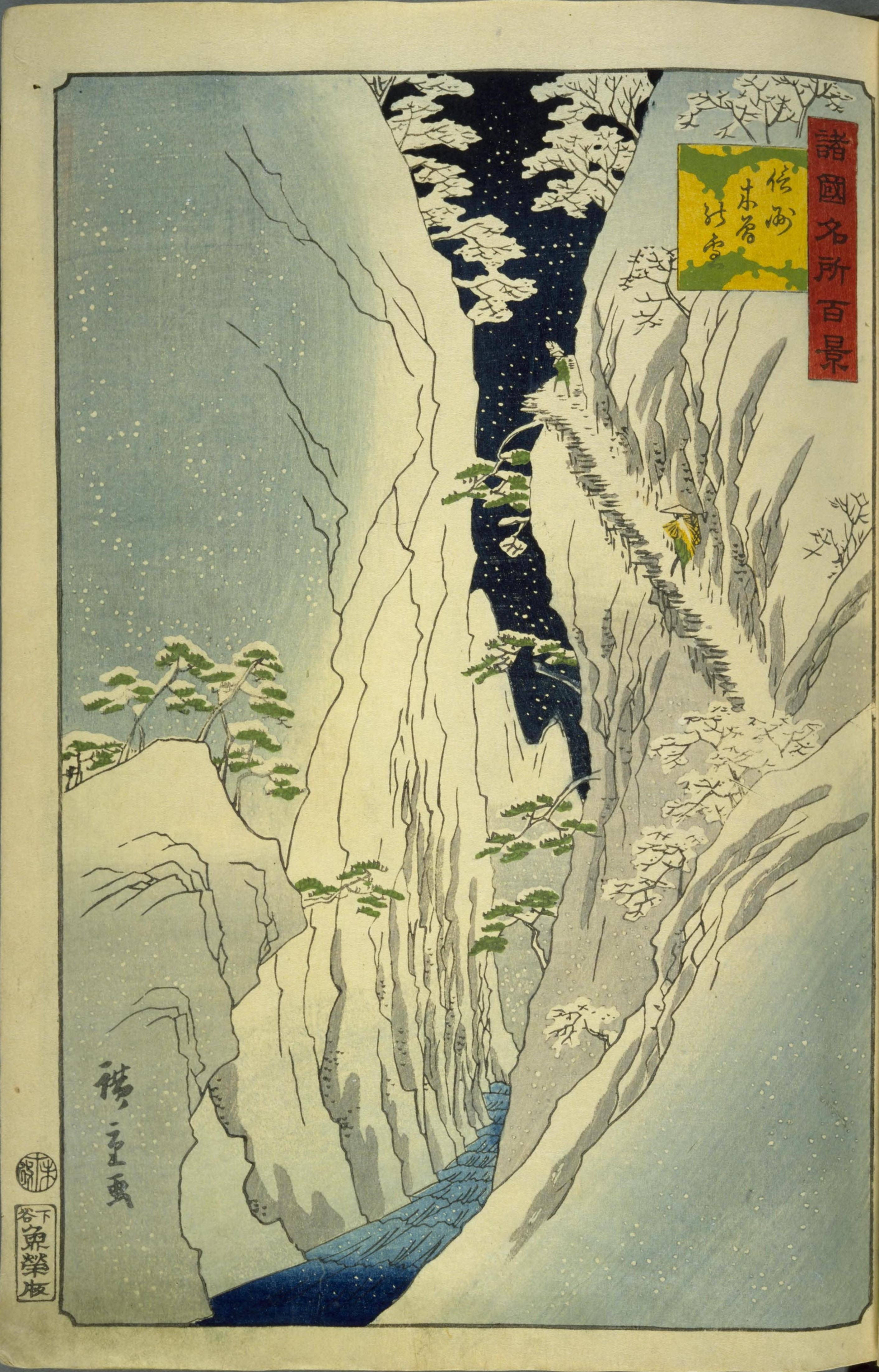
29.信州木曽の雪（安政6年10月）
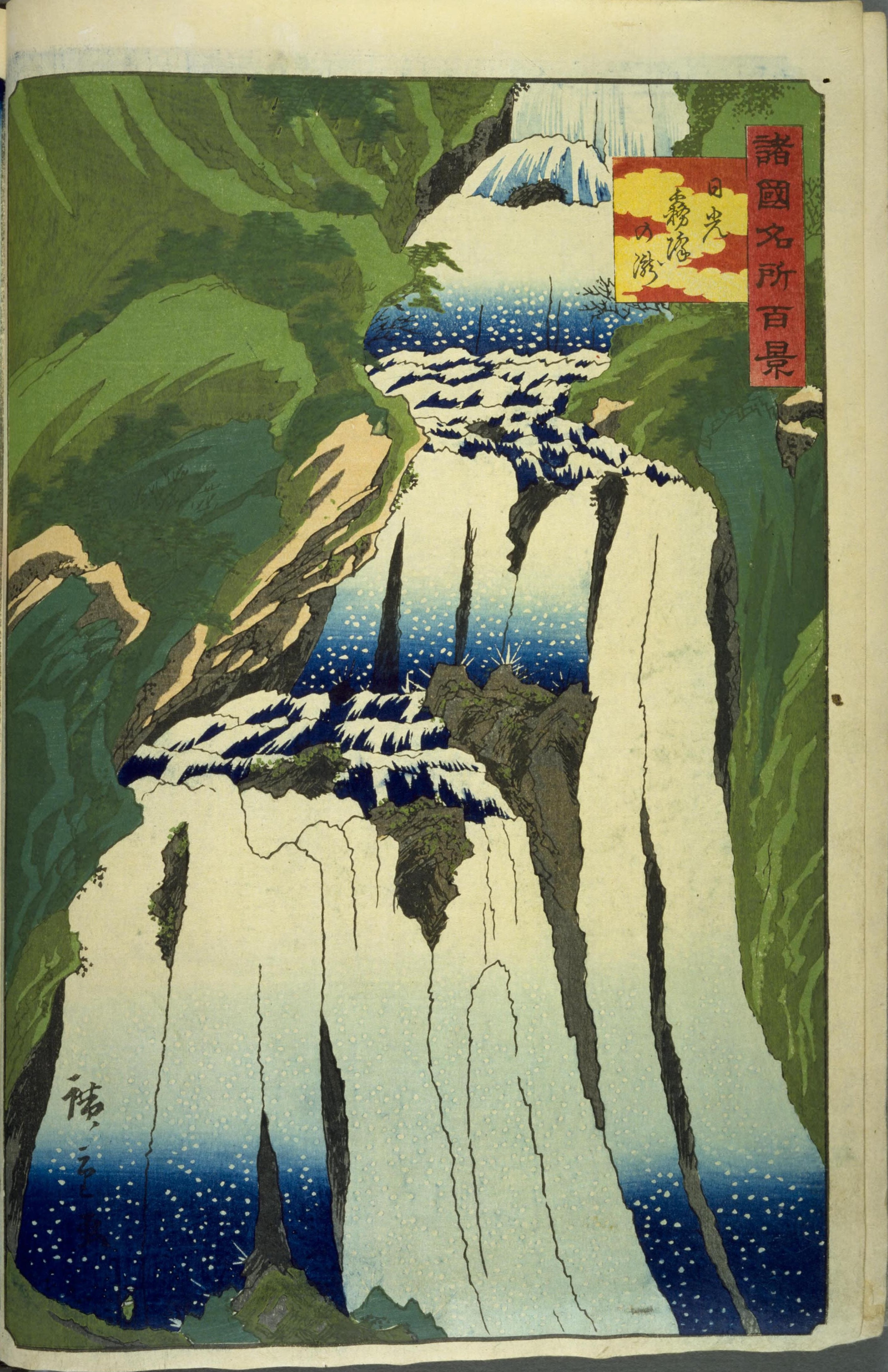
30.日光霧降の滝（安政6年10月）
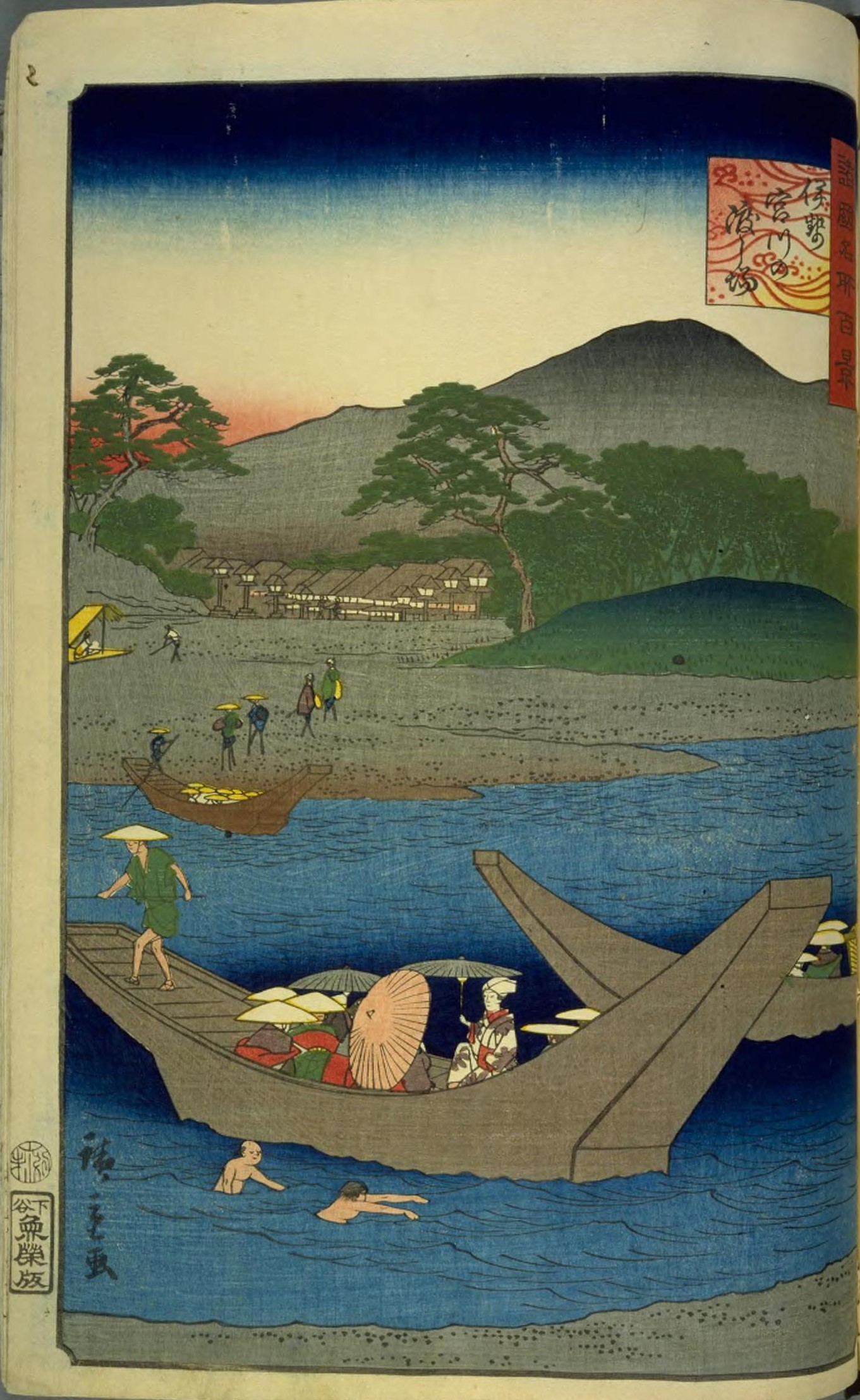
31.伊勢宮川の渡し場（安政6年10月）
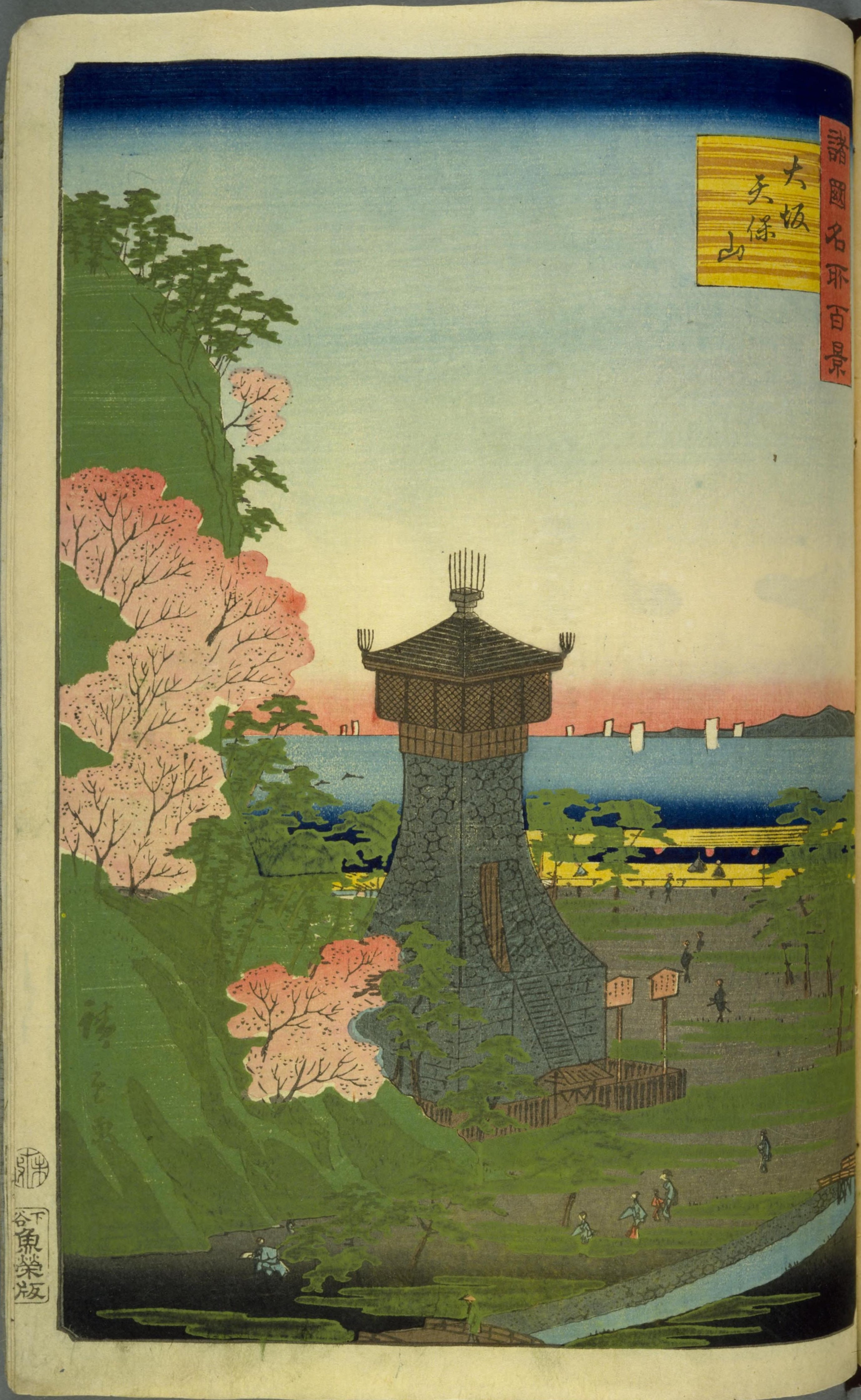
32.大坂天保山（安政6年10月）
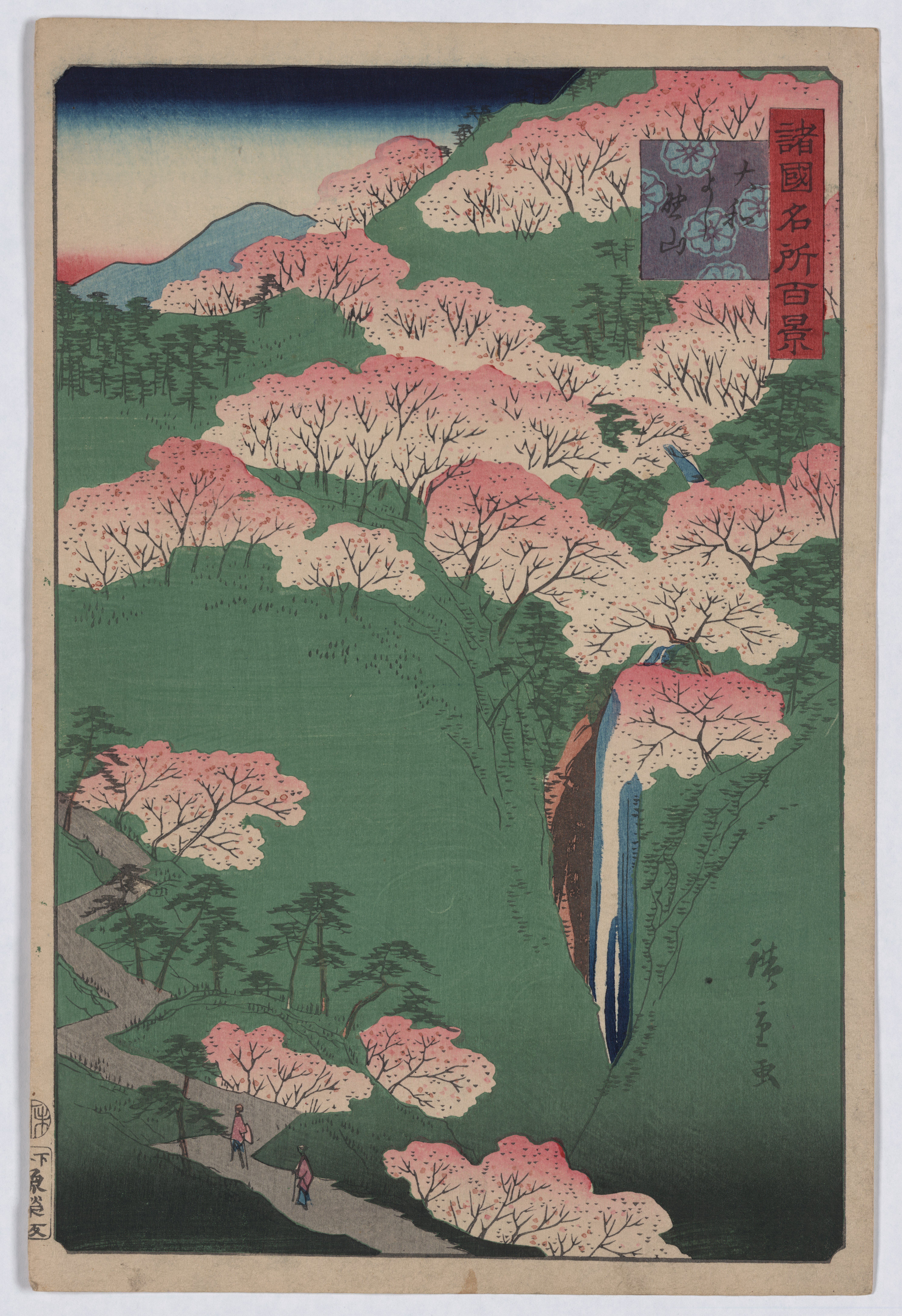
33.大和よし野山（さくら）（安政6年10月）
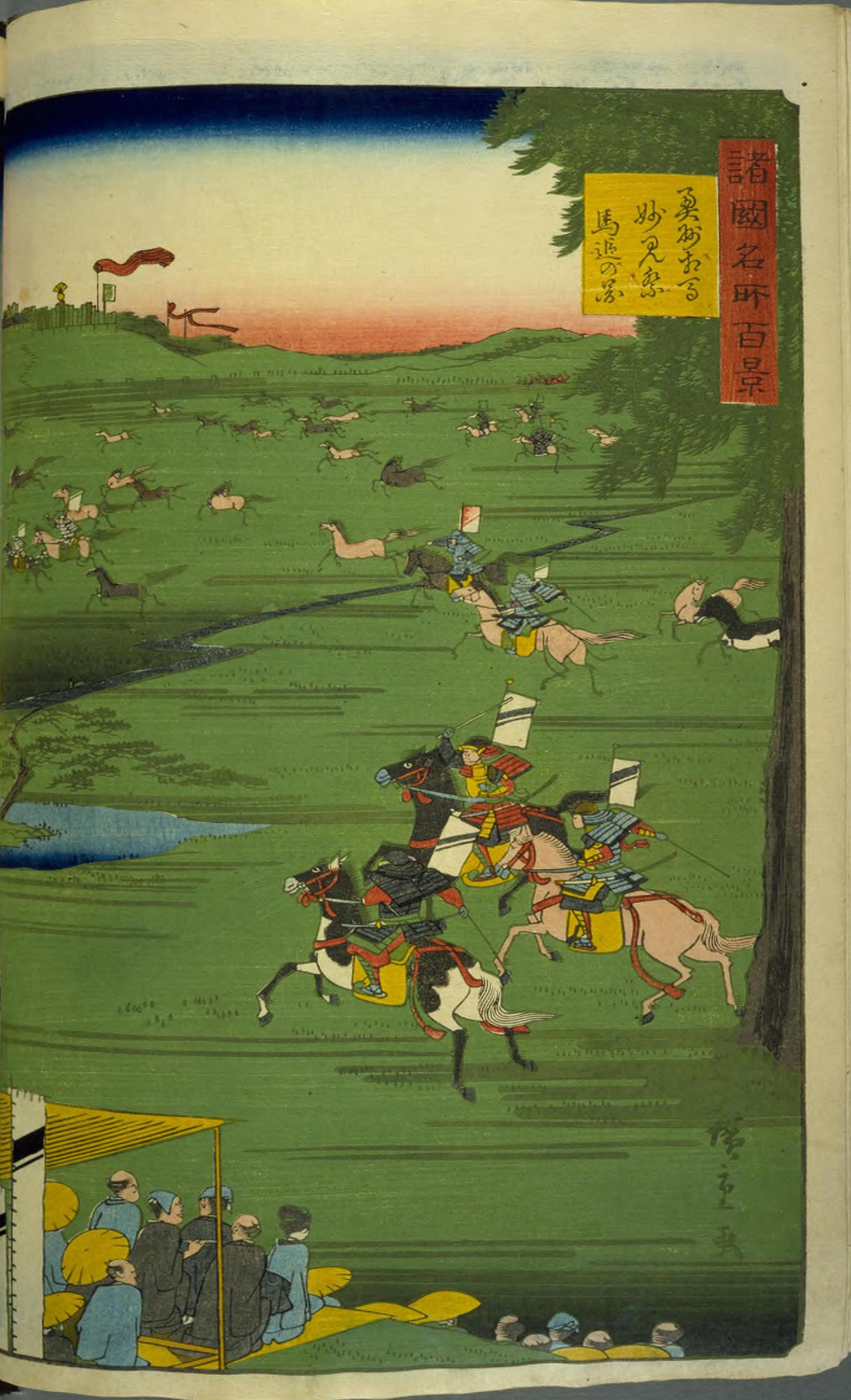
34.奥州相馬妙見祭馬追の図（安政6年10月）
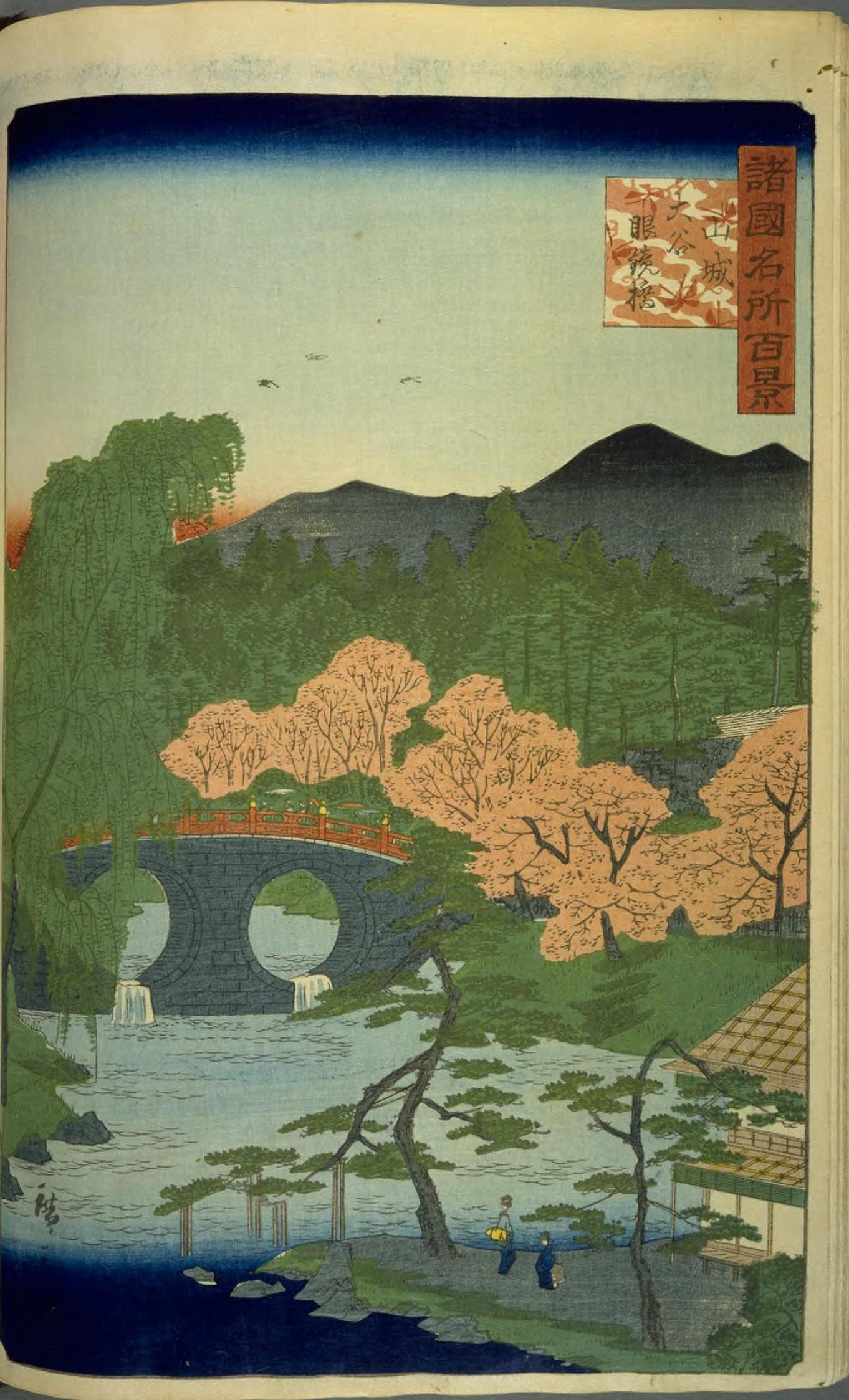
35.山城大谷眼鏡橋（安政6年10月）
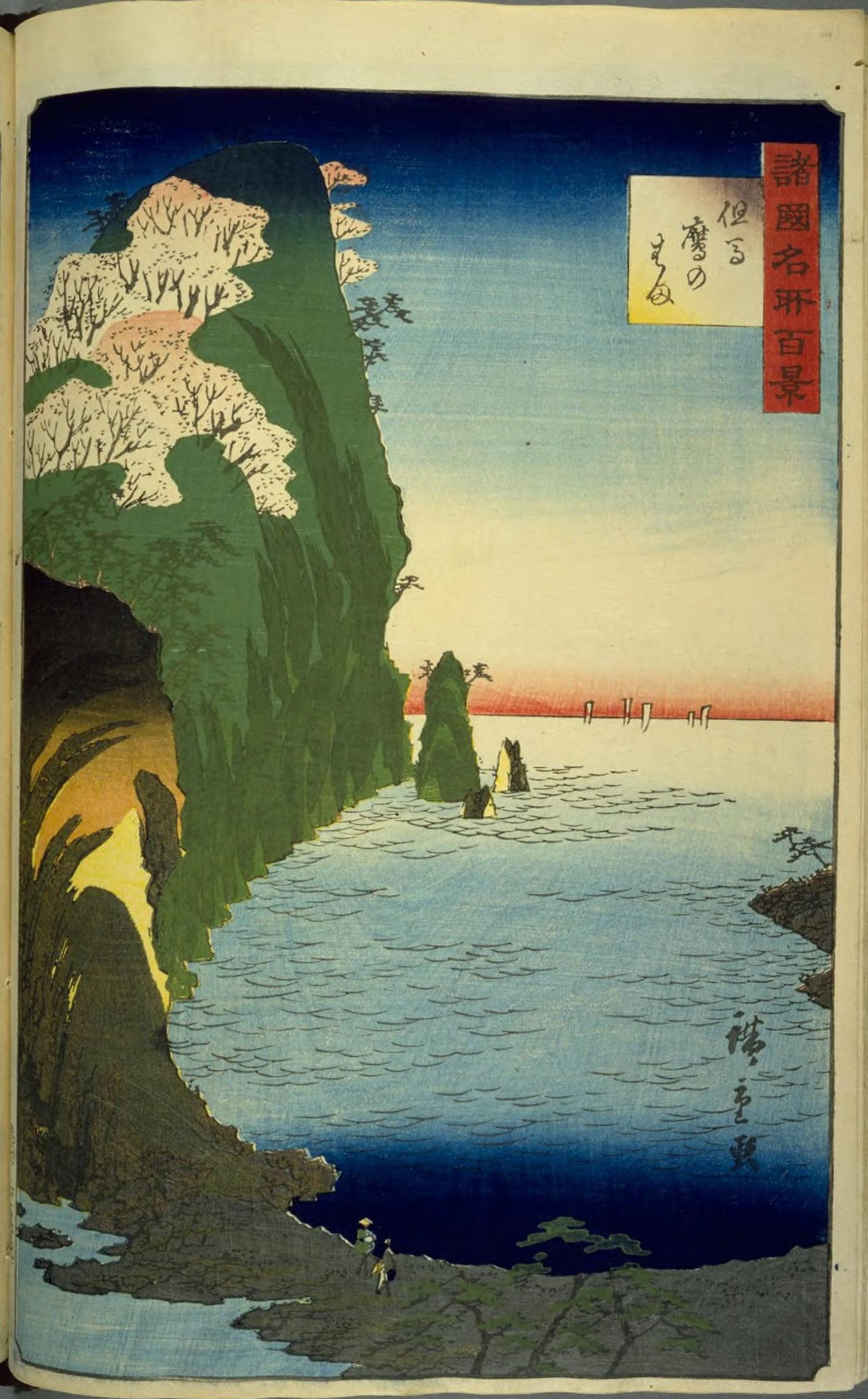
36.但馬鷹のはま（安政6年11月）
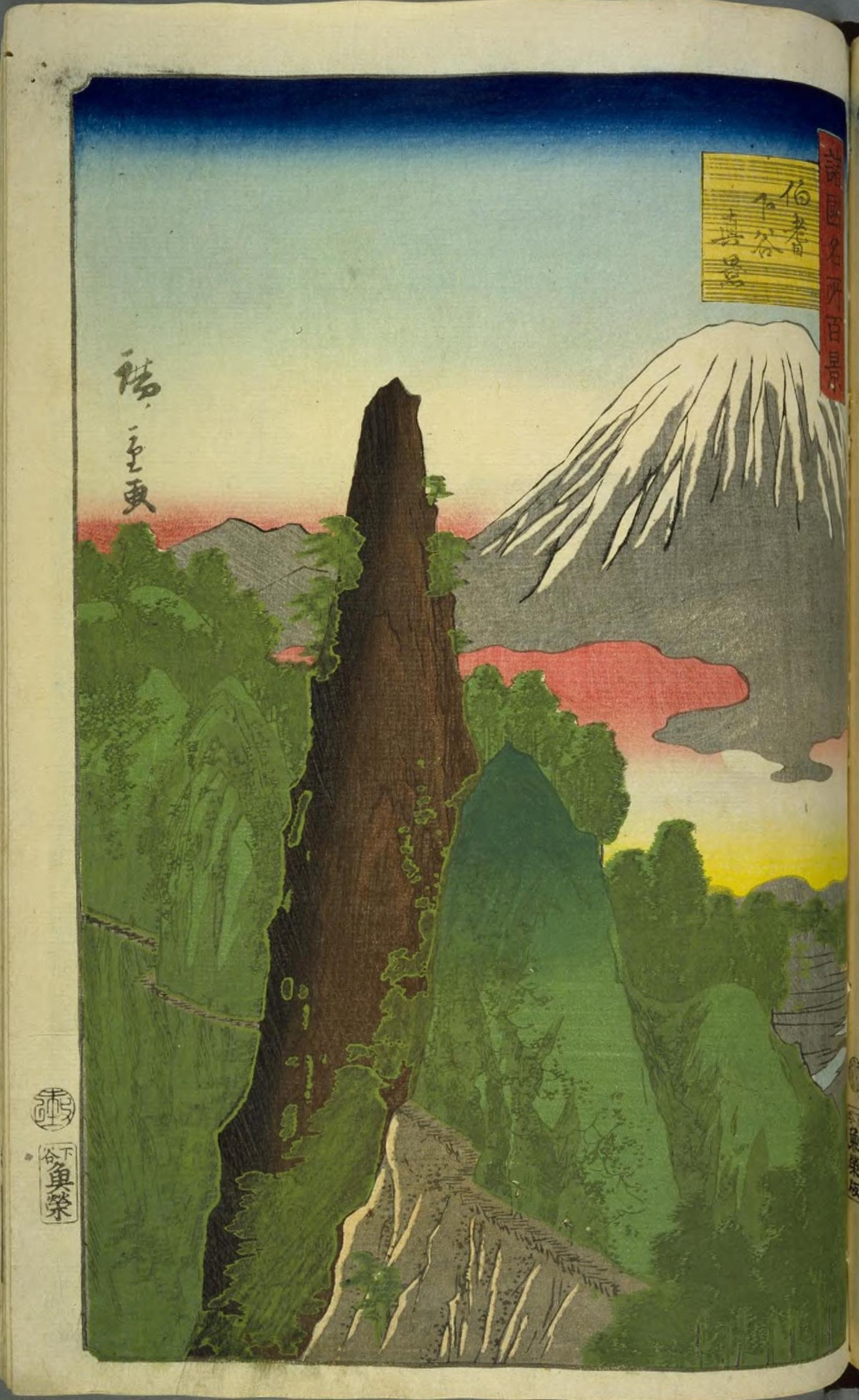
37.伯耆下谷真景（安政6年11月）
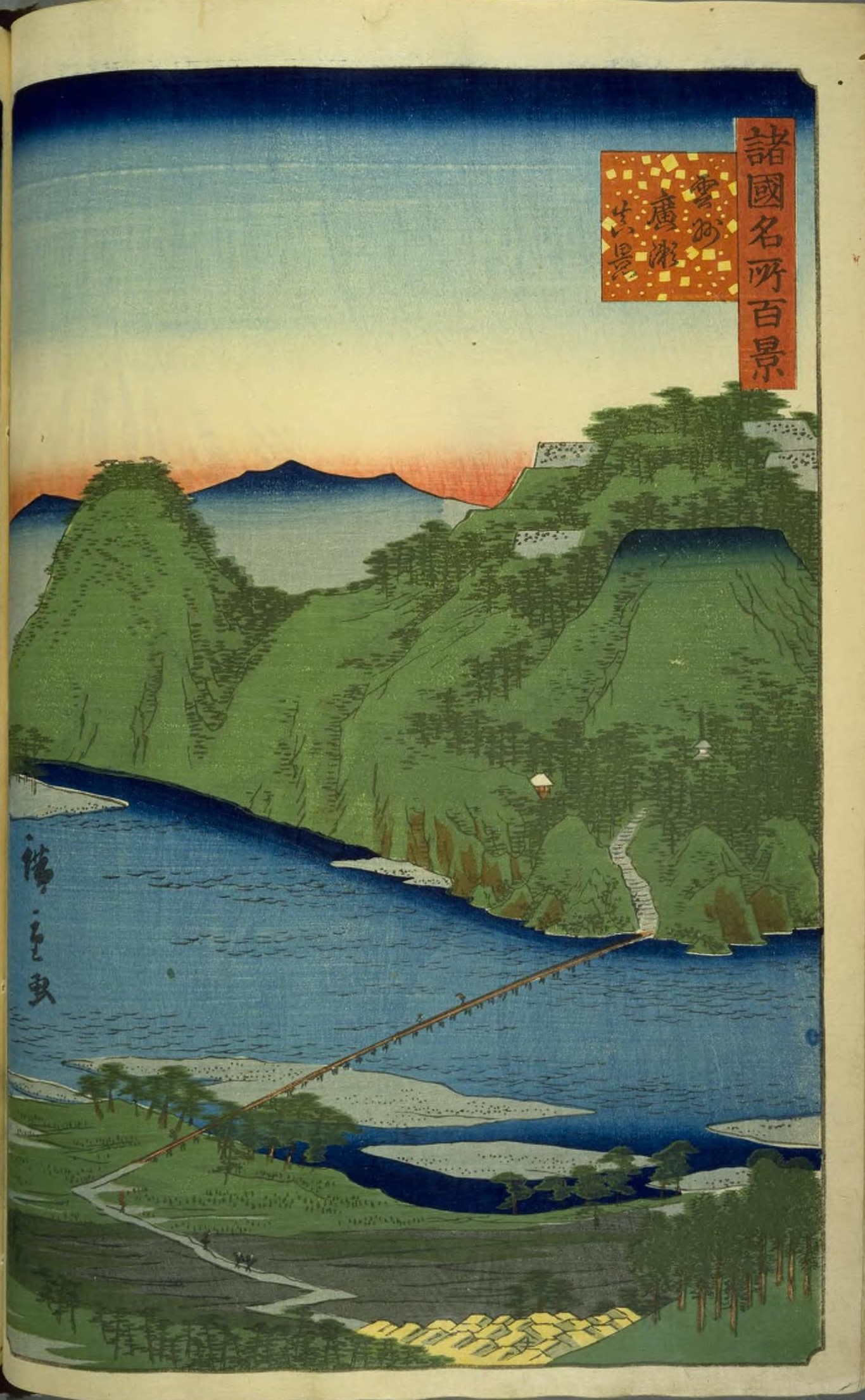
38.雲州広瀬真景（安政6年11月）
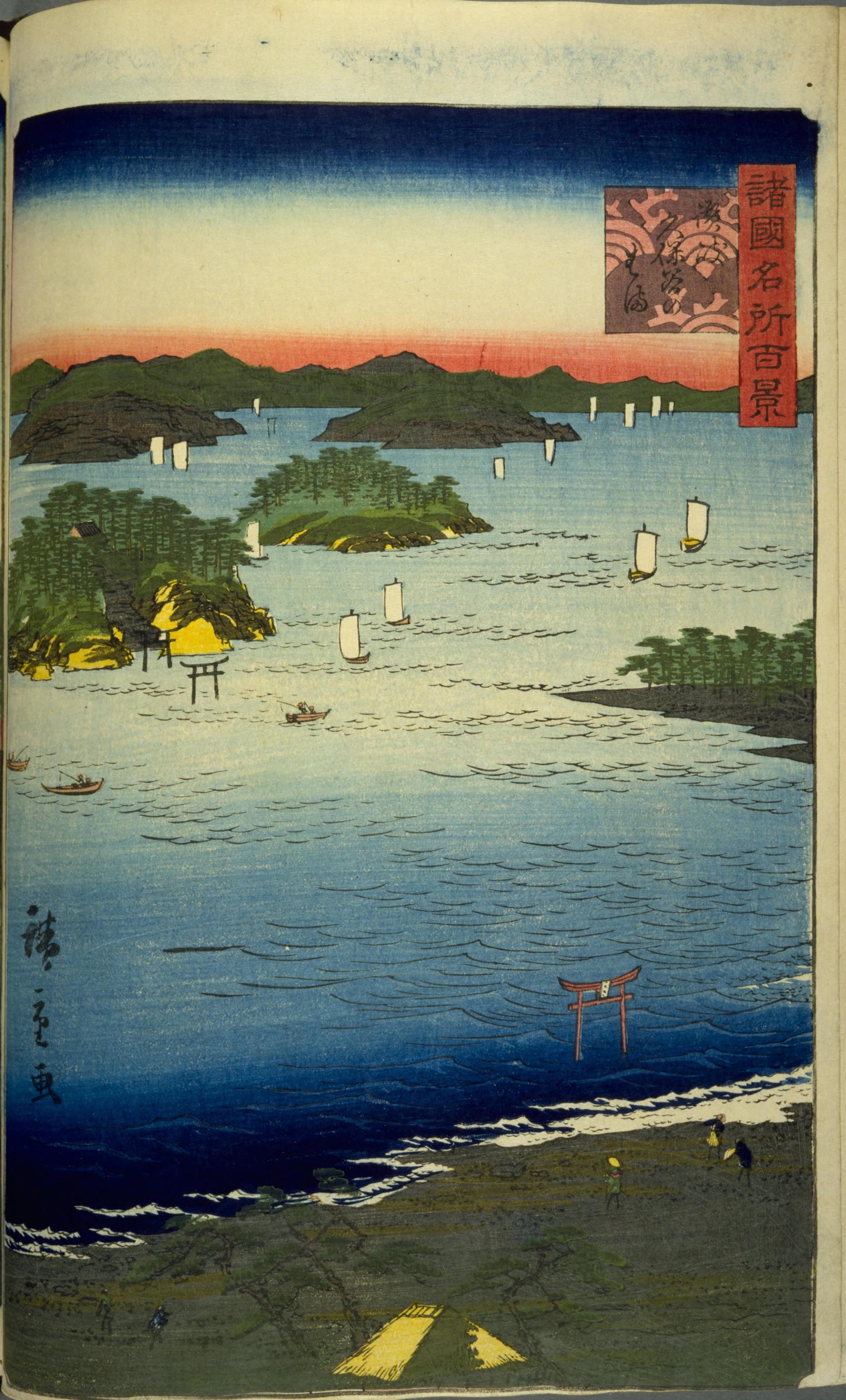
39.讃岐久保谷のはま（安政6年11月）
40.播州姫路市川渡し（安政6年11月）|（画像なし）
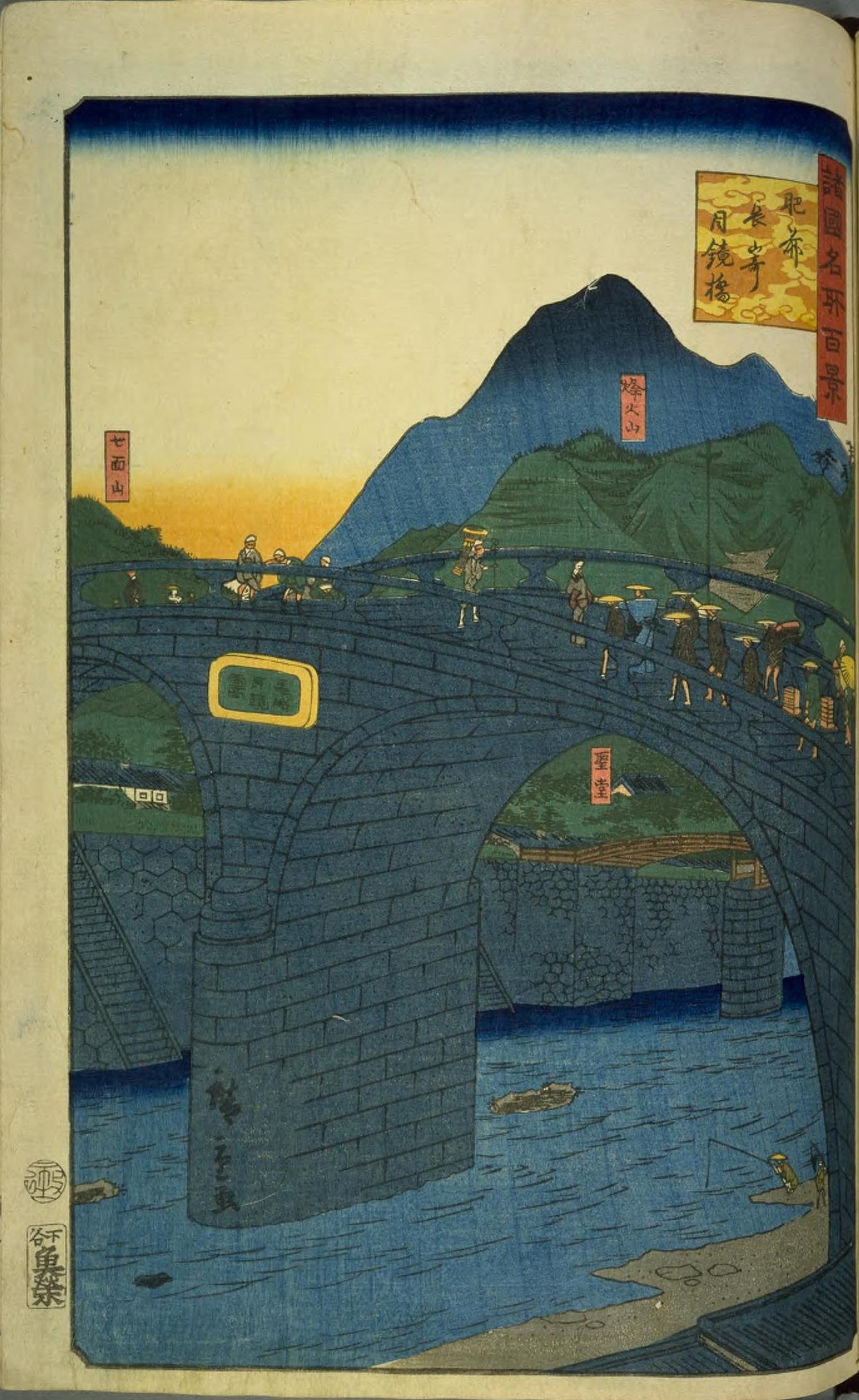
41.肥前長崎目鏡橋（安政6年11月）
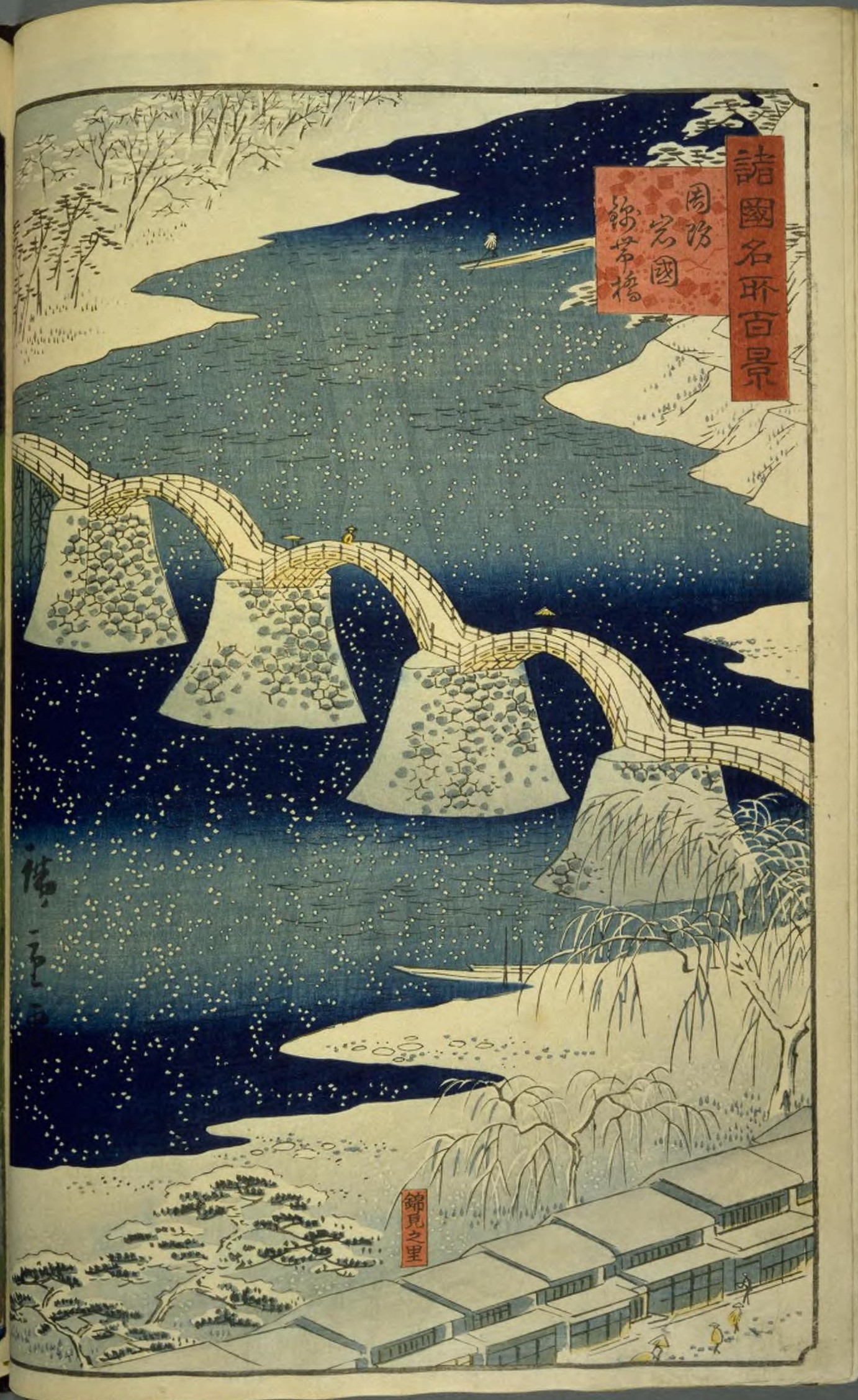
42.周防岩国錦帯橋（安政6年11月）
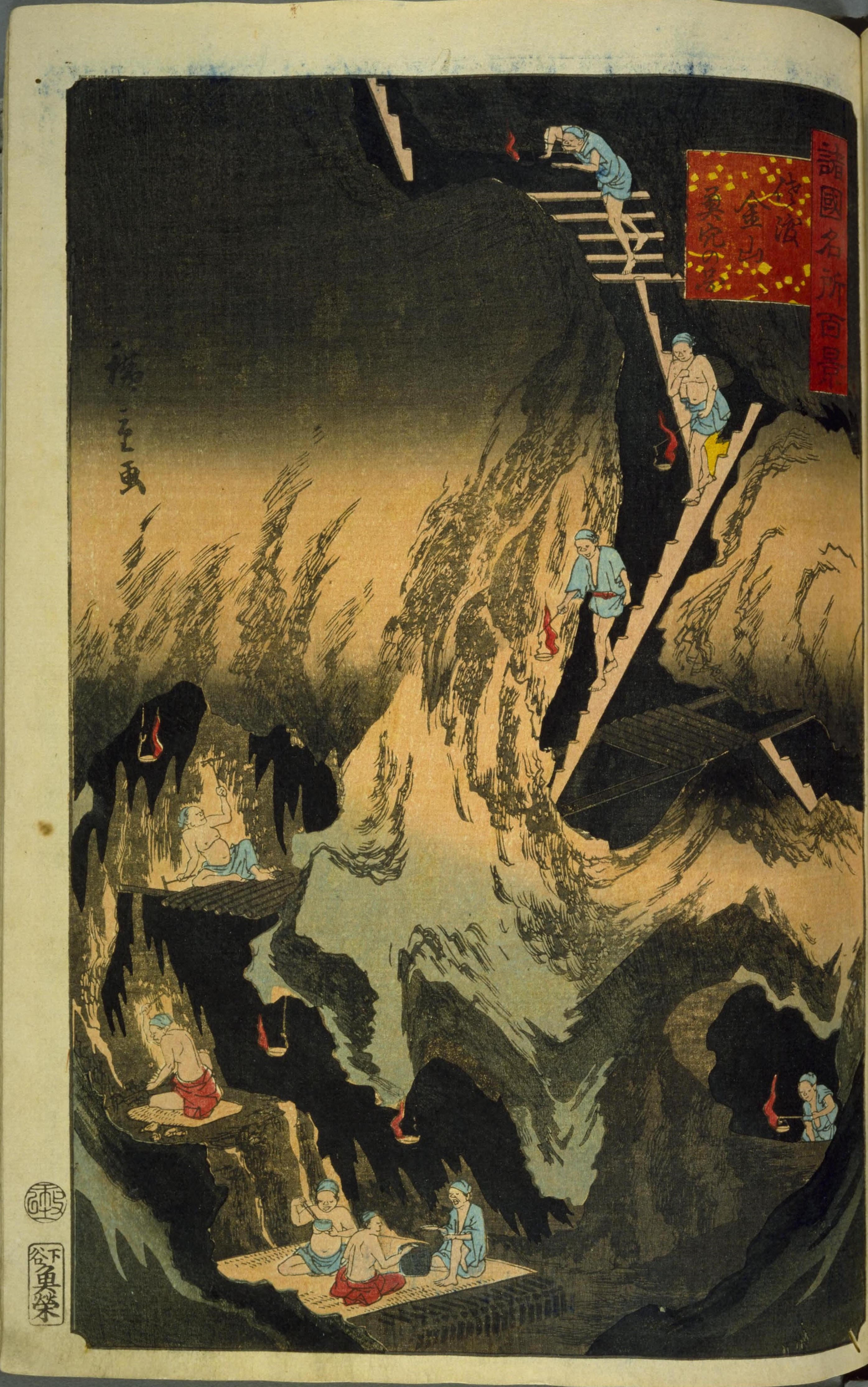
43.佐渡金山奥穴の図（安政6年11月）
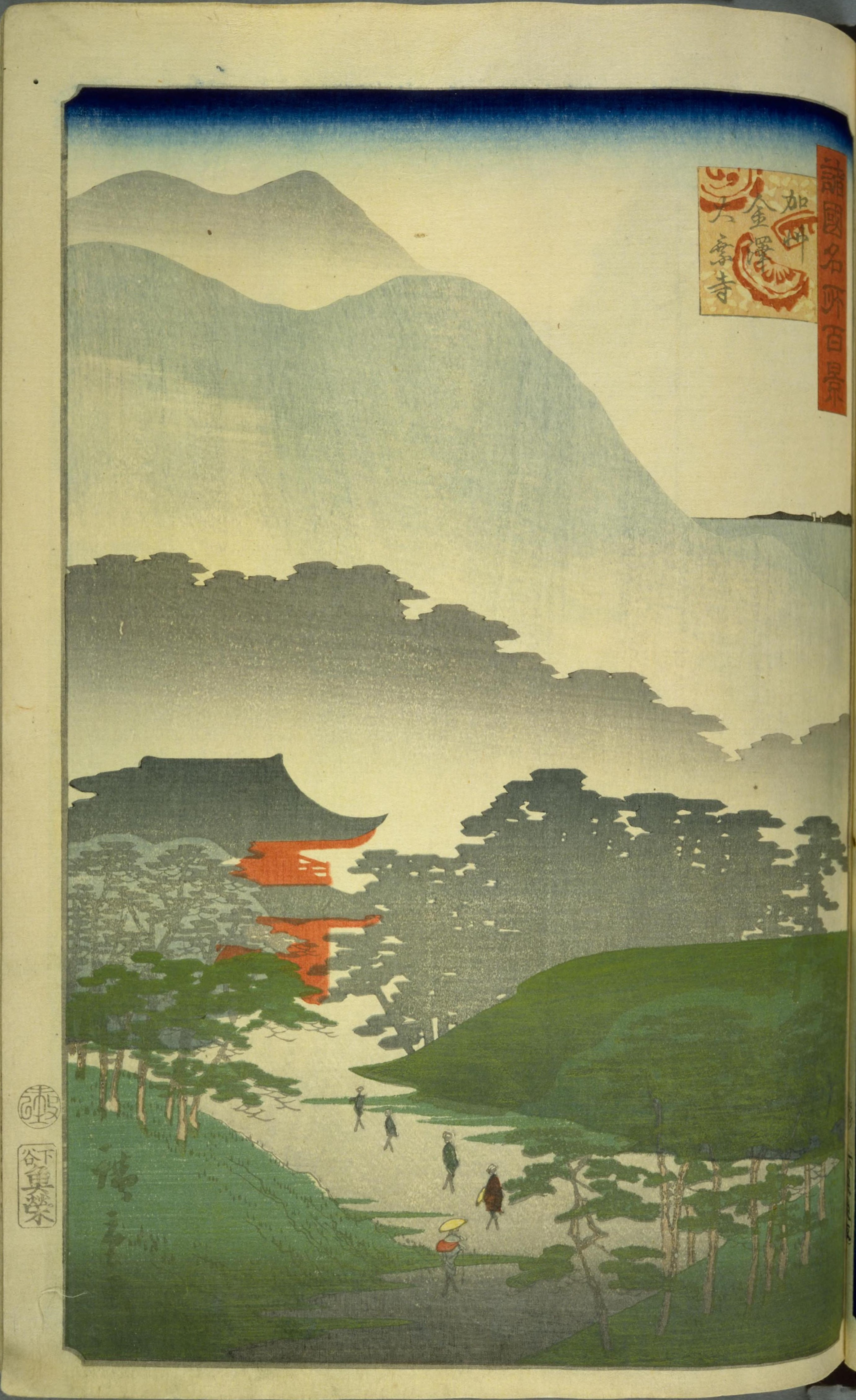
44.加州金沢大乗寺（安政6年11月）
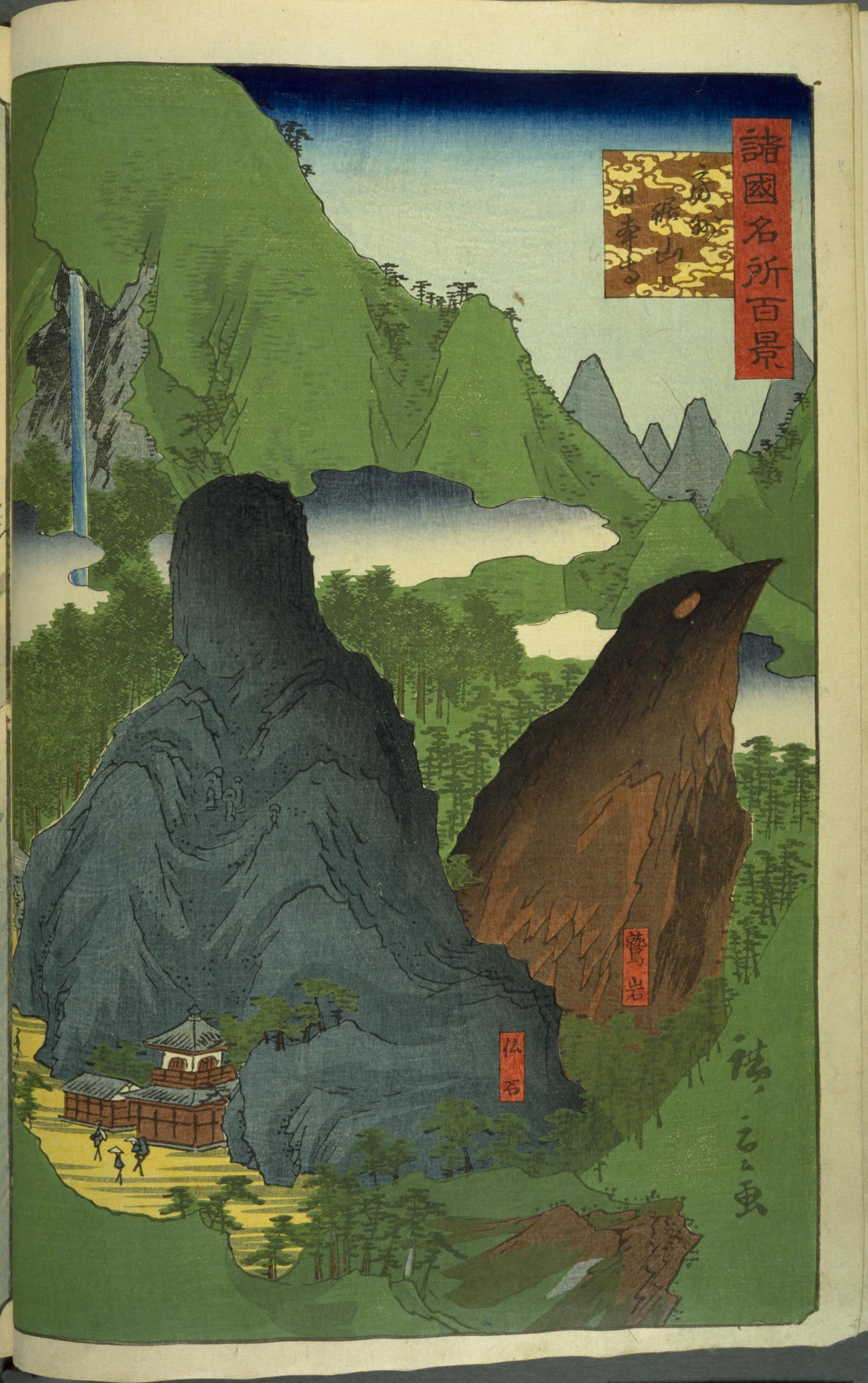
45.房州鋸山日本寺（安政6年11月）
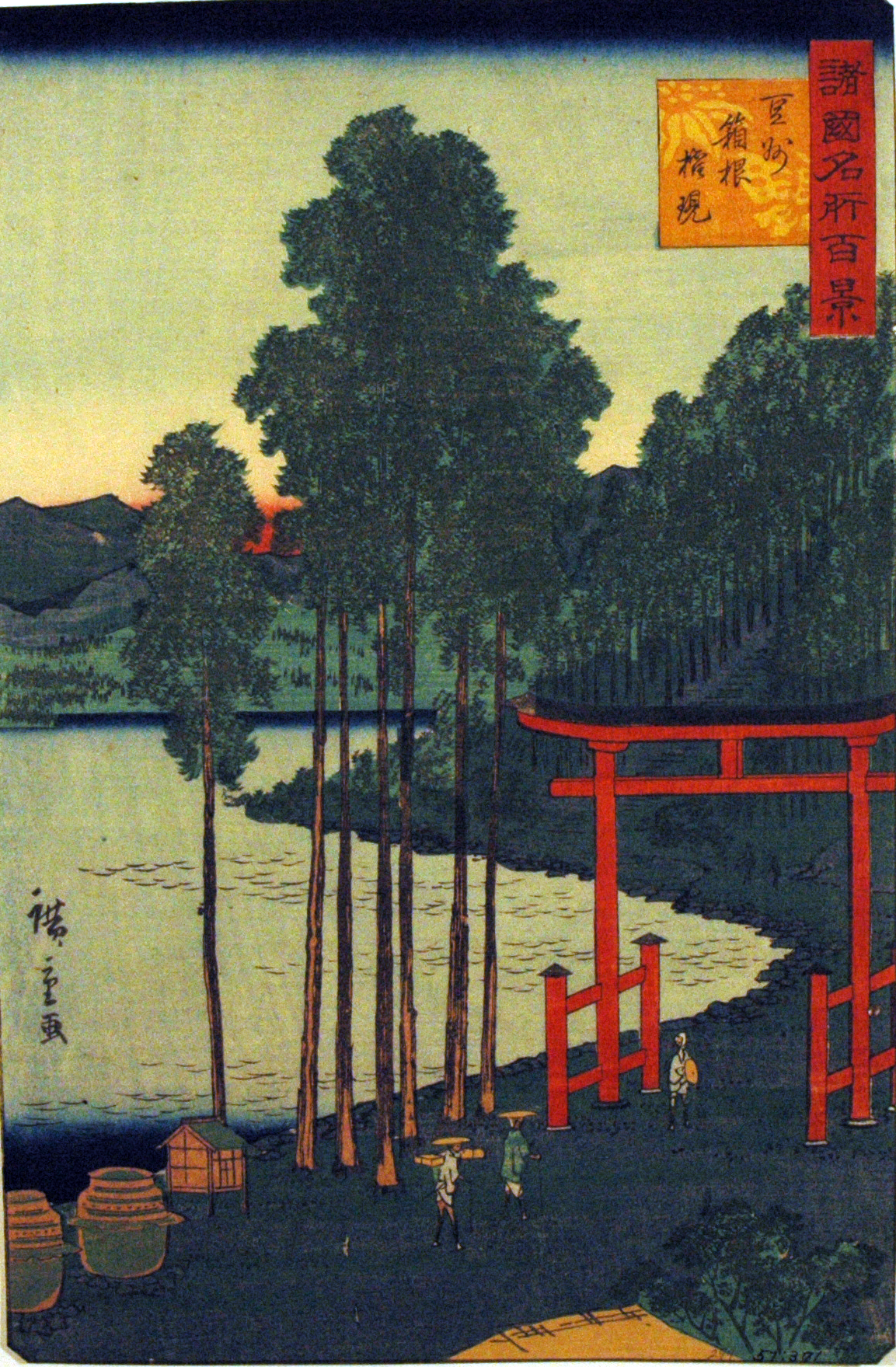
46.豆州箱根権現（安政6年11月）
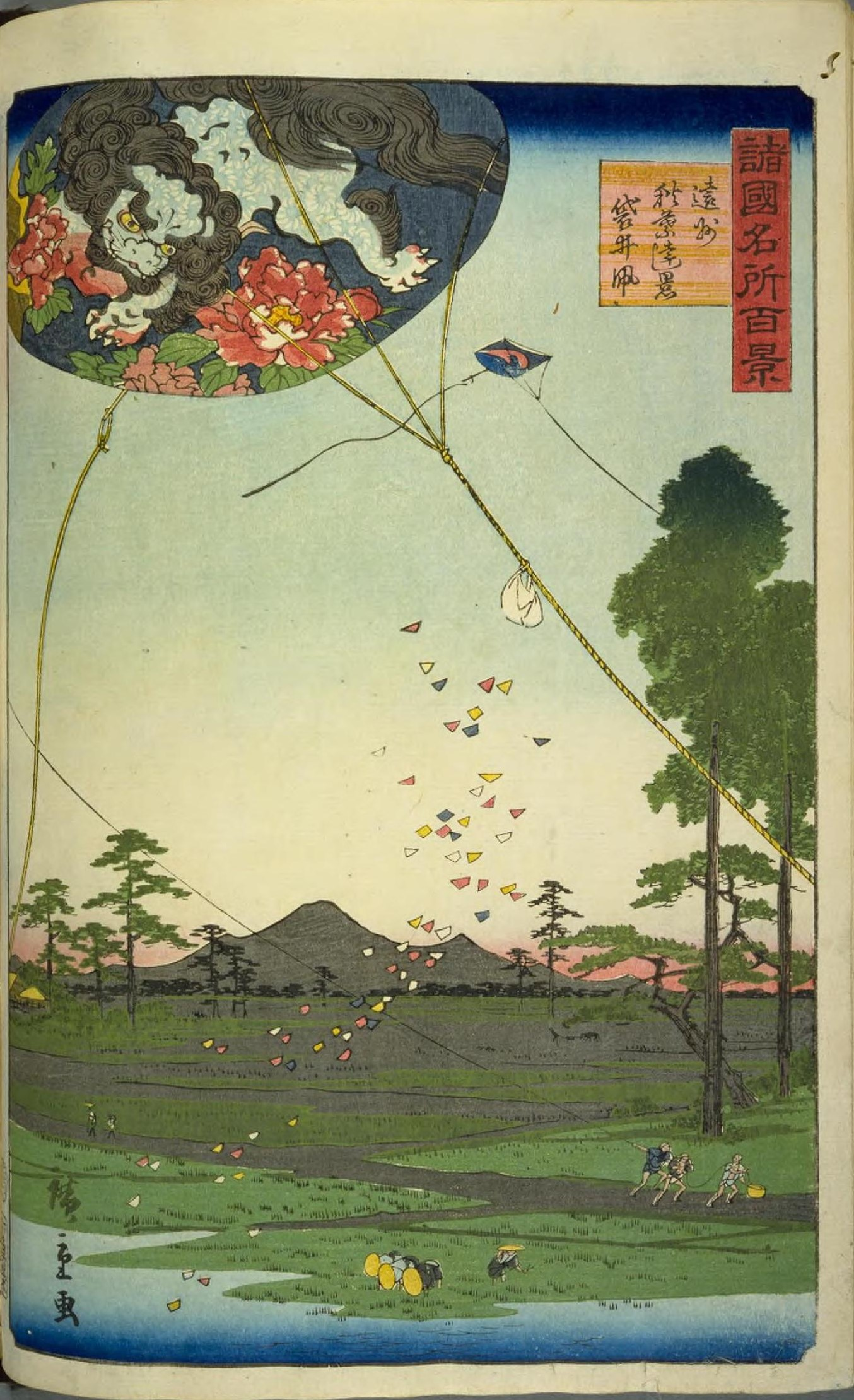
47.遠州秋葉遠景袋井凧（安政6年11月）
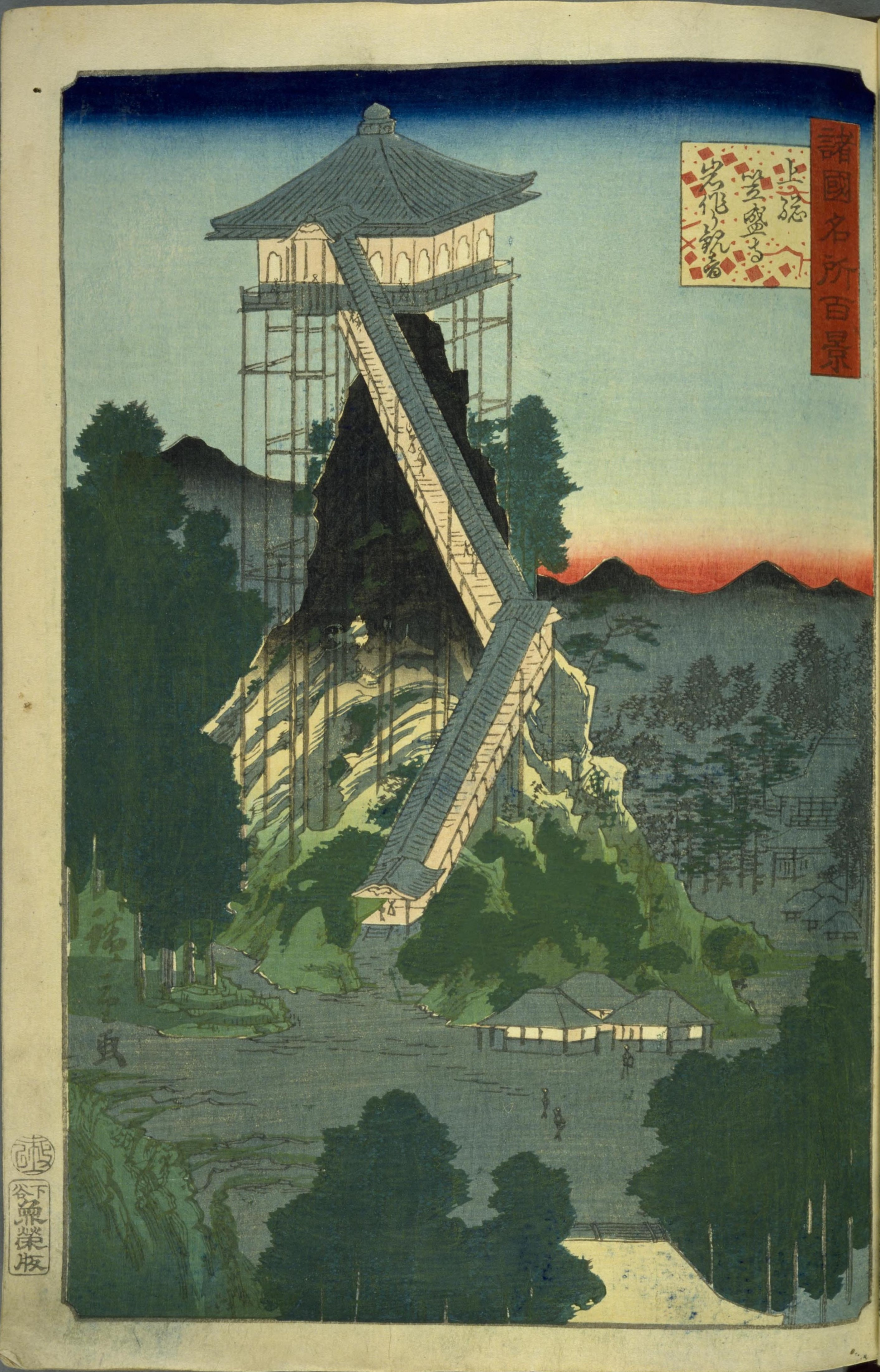
48.上総笠盛寺岩作り観音（安政6年11月）
49.東都猿若町（安政6年11月）|（画像なし）
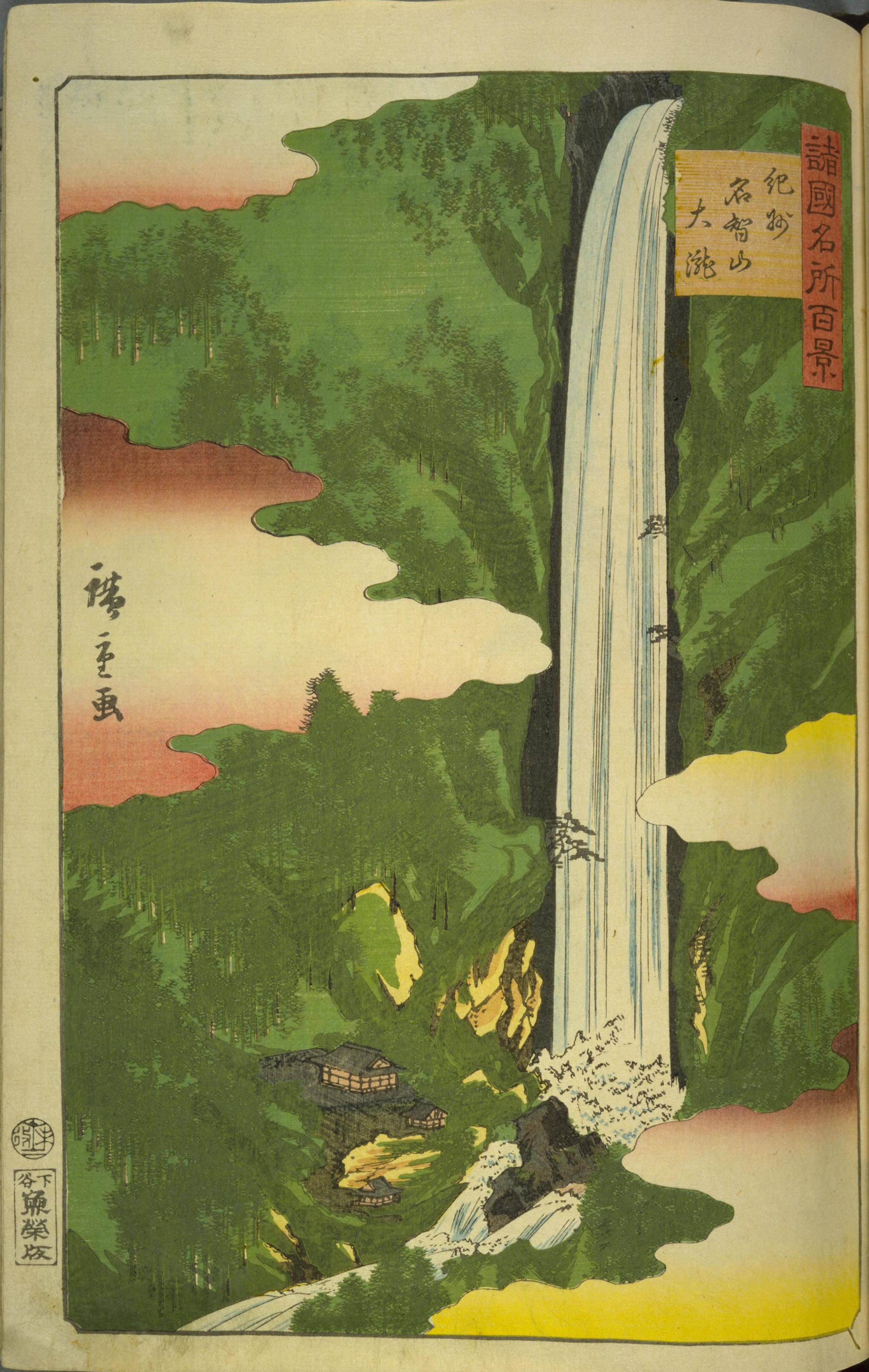
50.紀州那智山大滝（安政6年12月）
51.豊前小倉領海岸景（安政6年12月）|（画像なし）
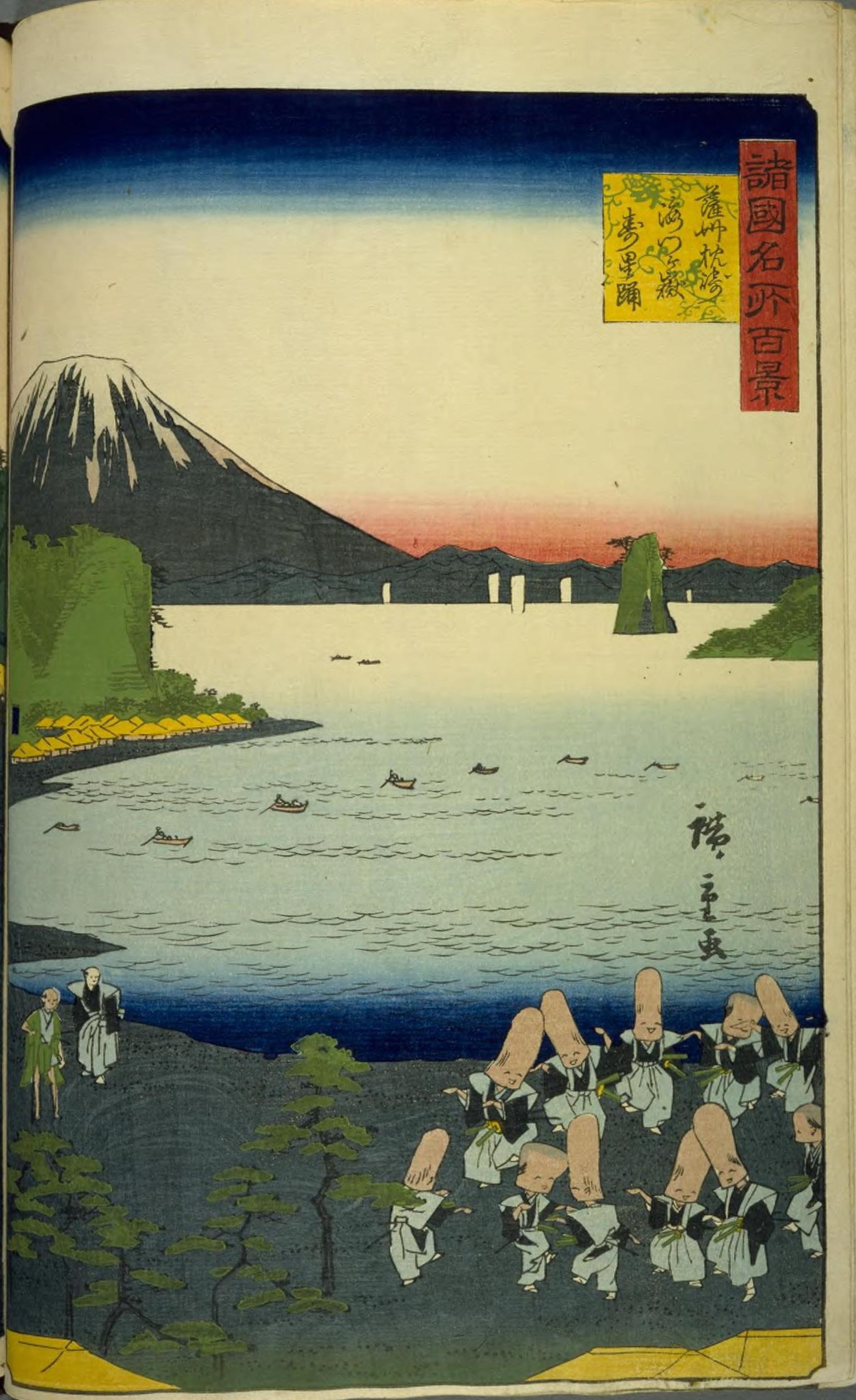
52.薩州枕崎海門ヶ嶽寿星踊（安政6年12月）
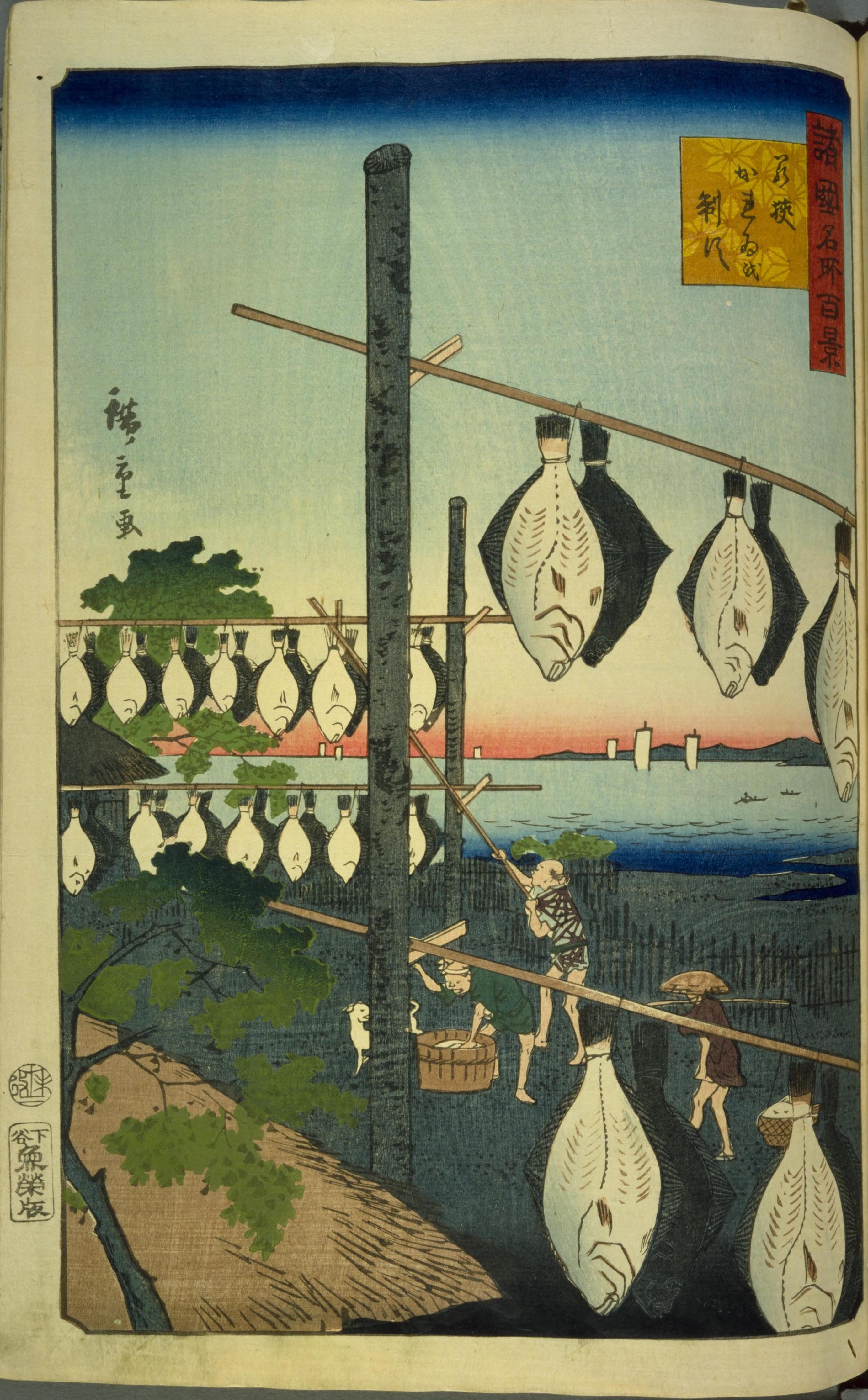
53.若狭かれゐを制す（安政6年12月）
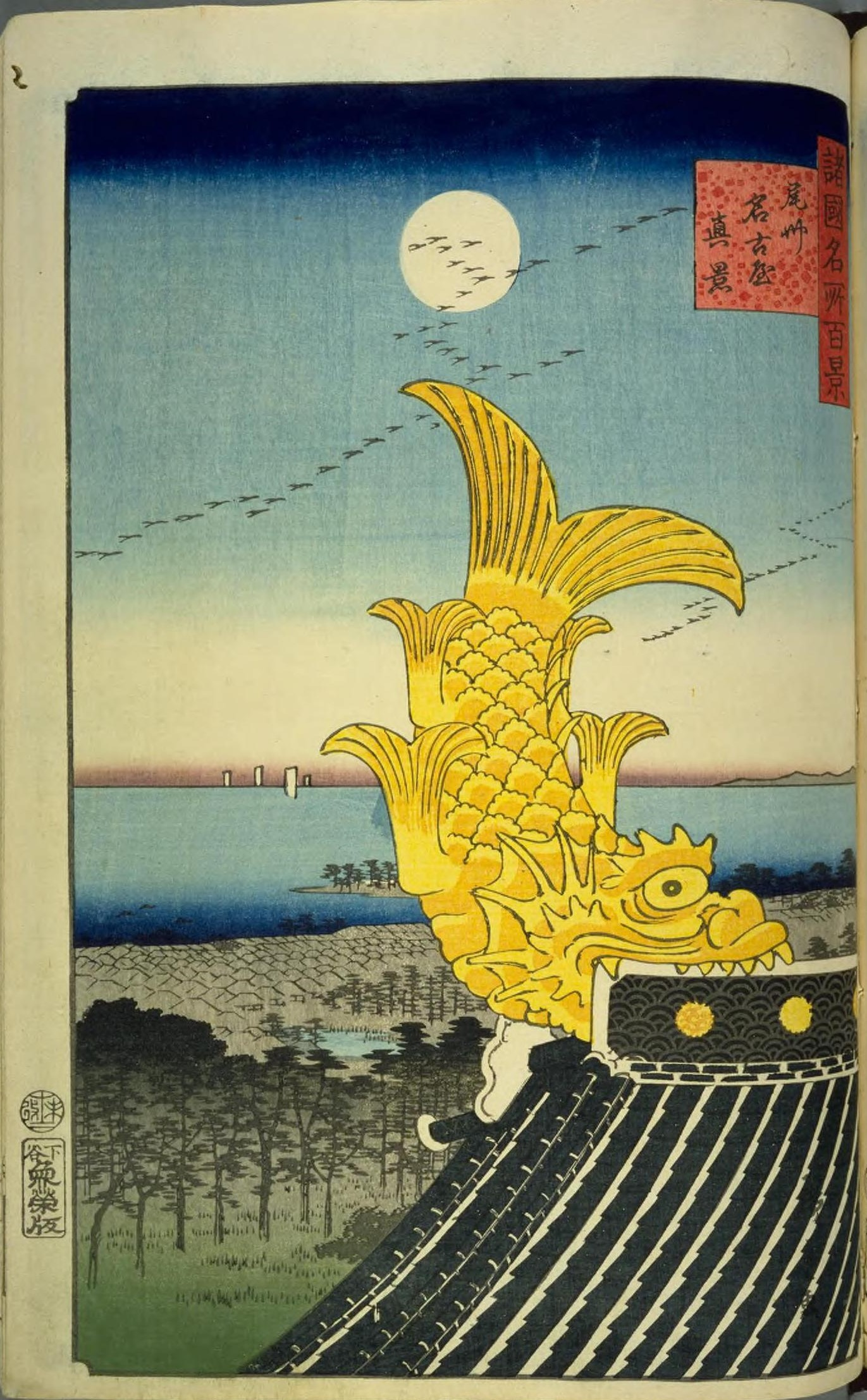
54.尾州名古屋真景（安政6年12月）
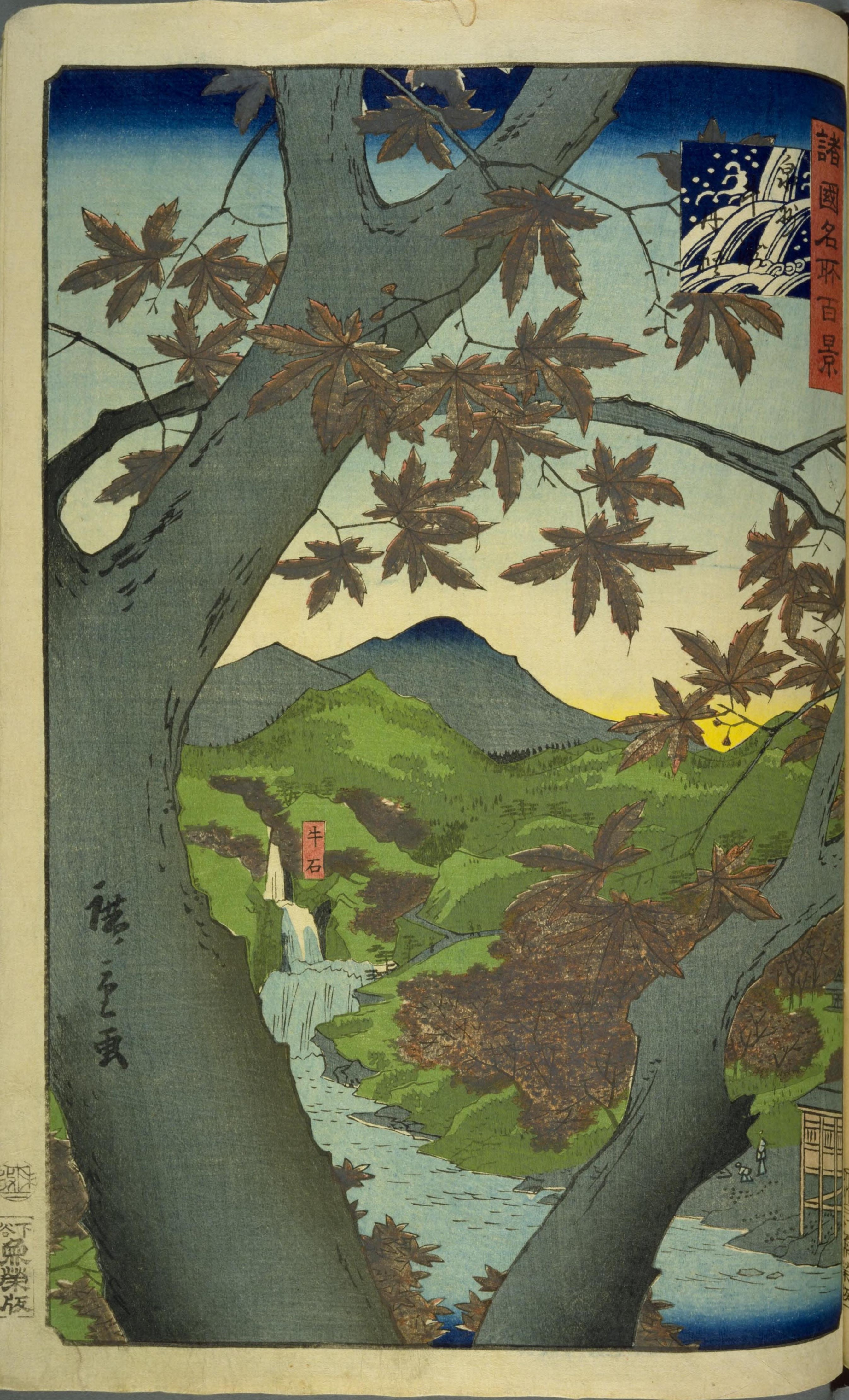
55.泉州牛滝丹楓（安政6年12月）
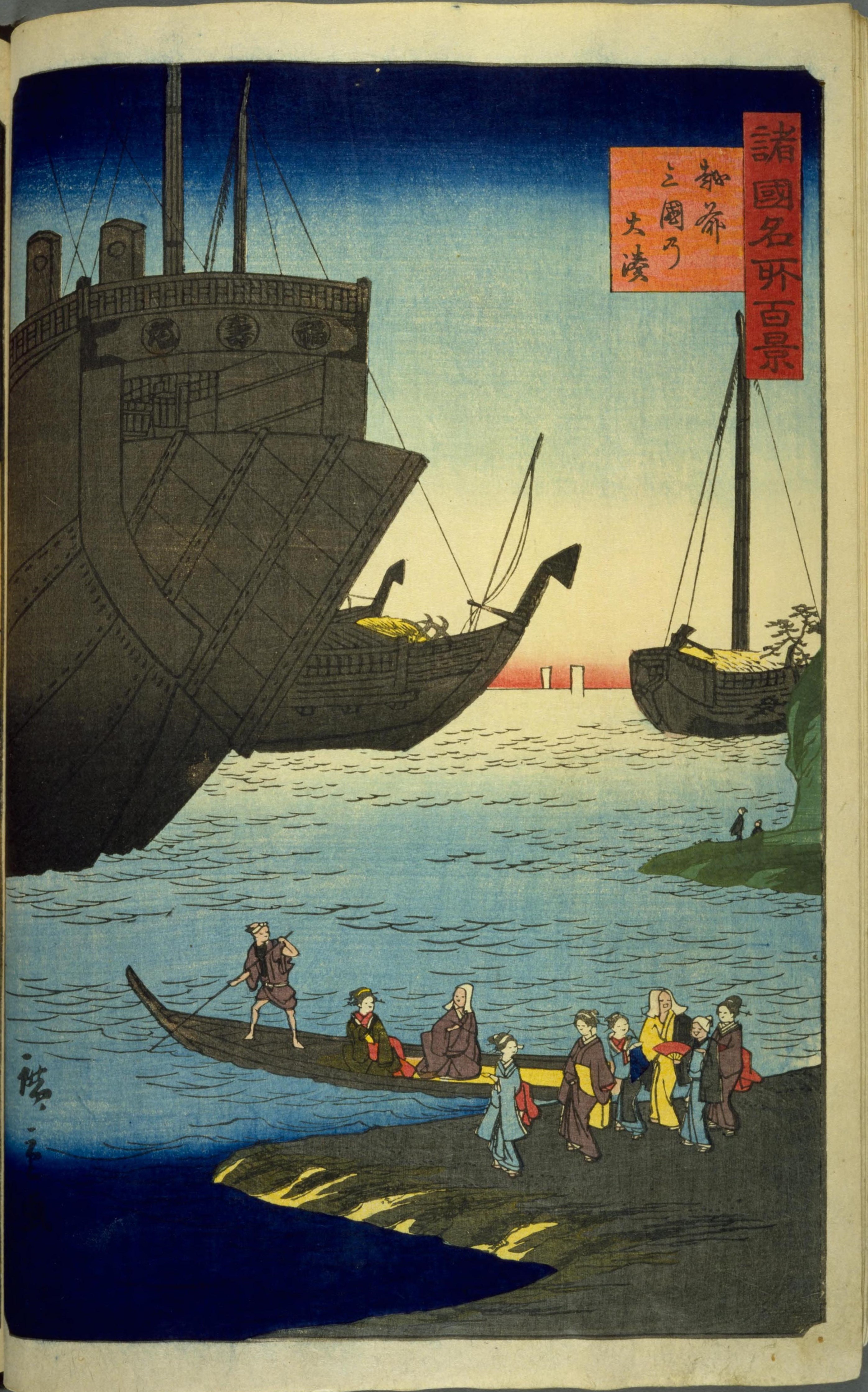
56.越前三国の大湊（万延元年2月）
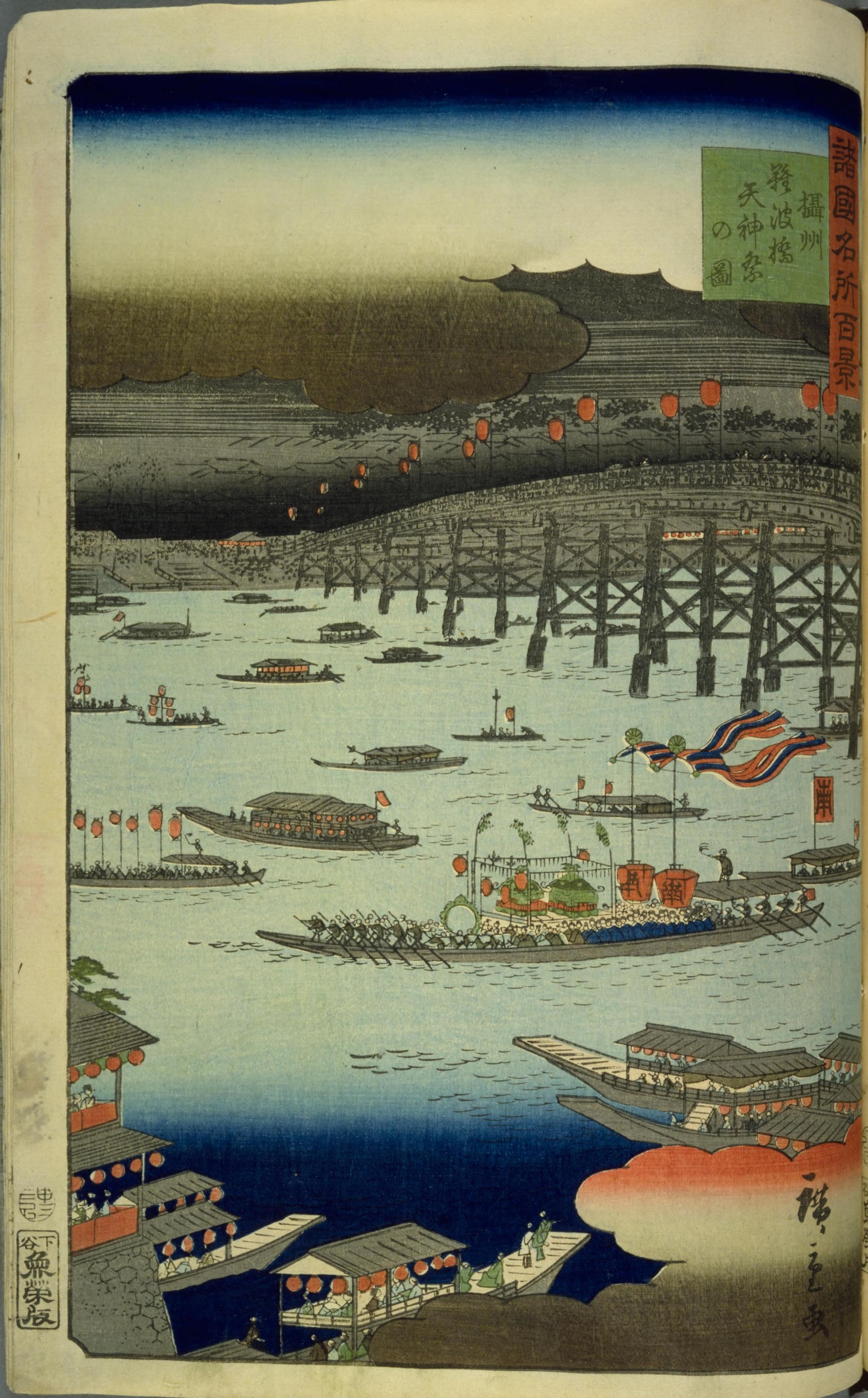
57.摂州難波橋天神祭の図（万延元年3月）
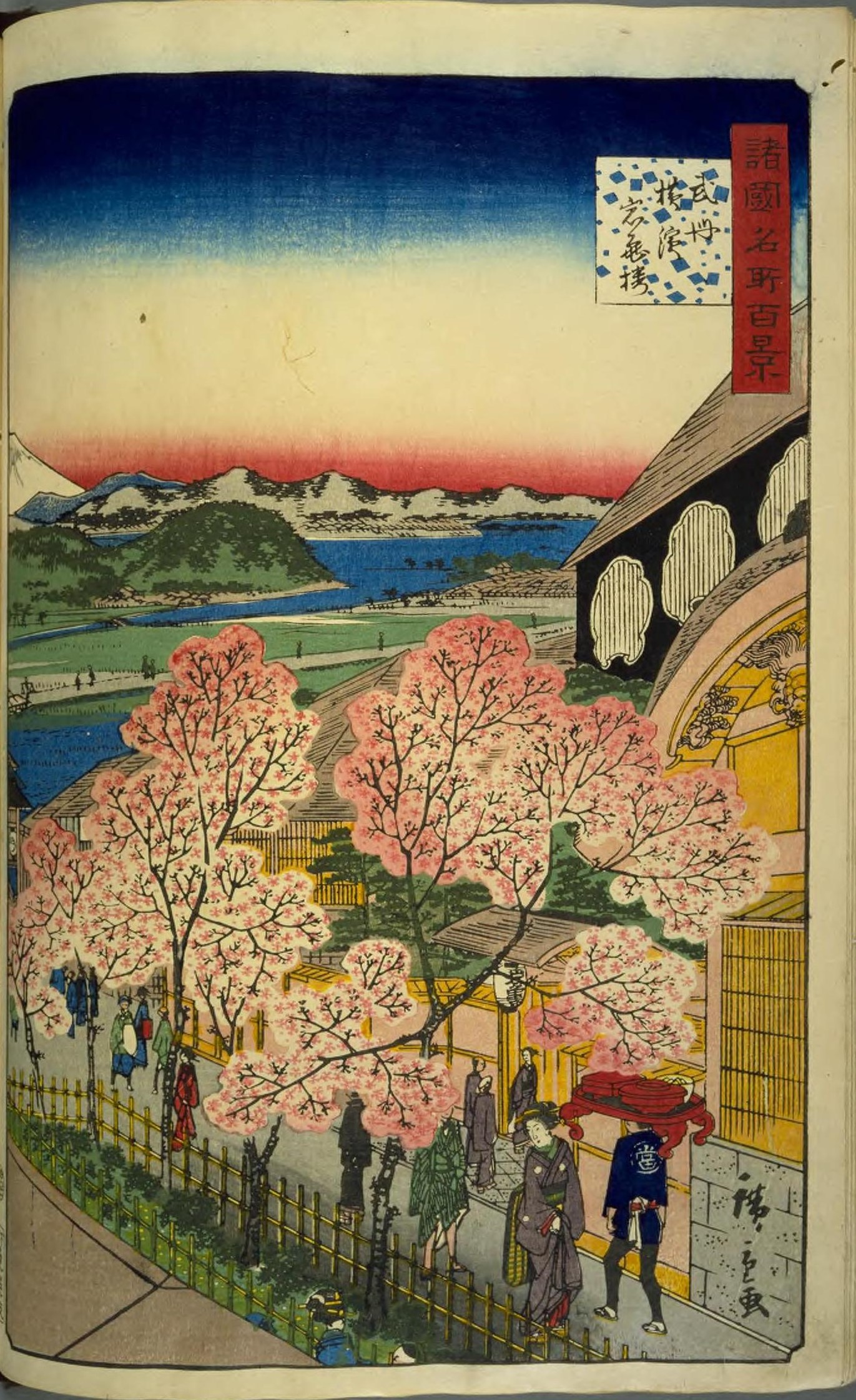
58.武州横浜岩亀楼（万延元年3月）
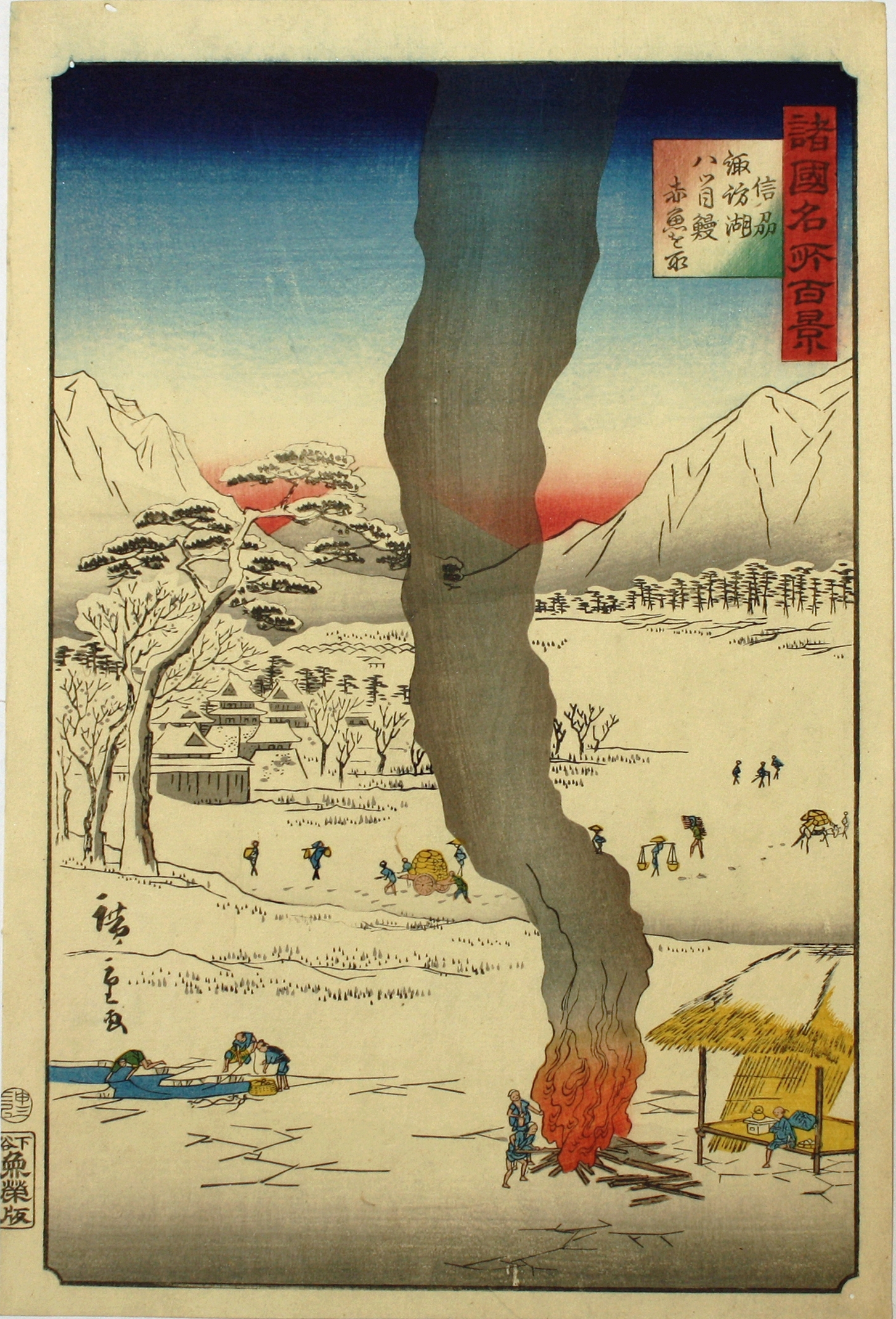
59.信州諏訪湖八ツ目鰻赤魚を取（万延元年3月）
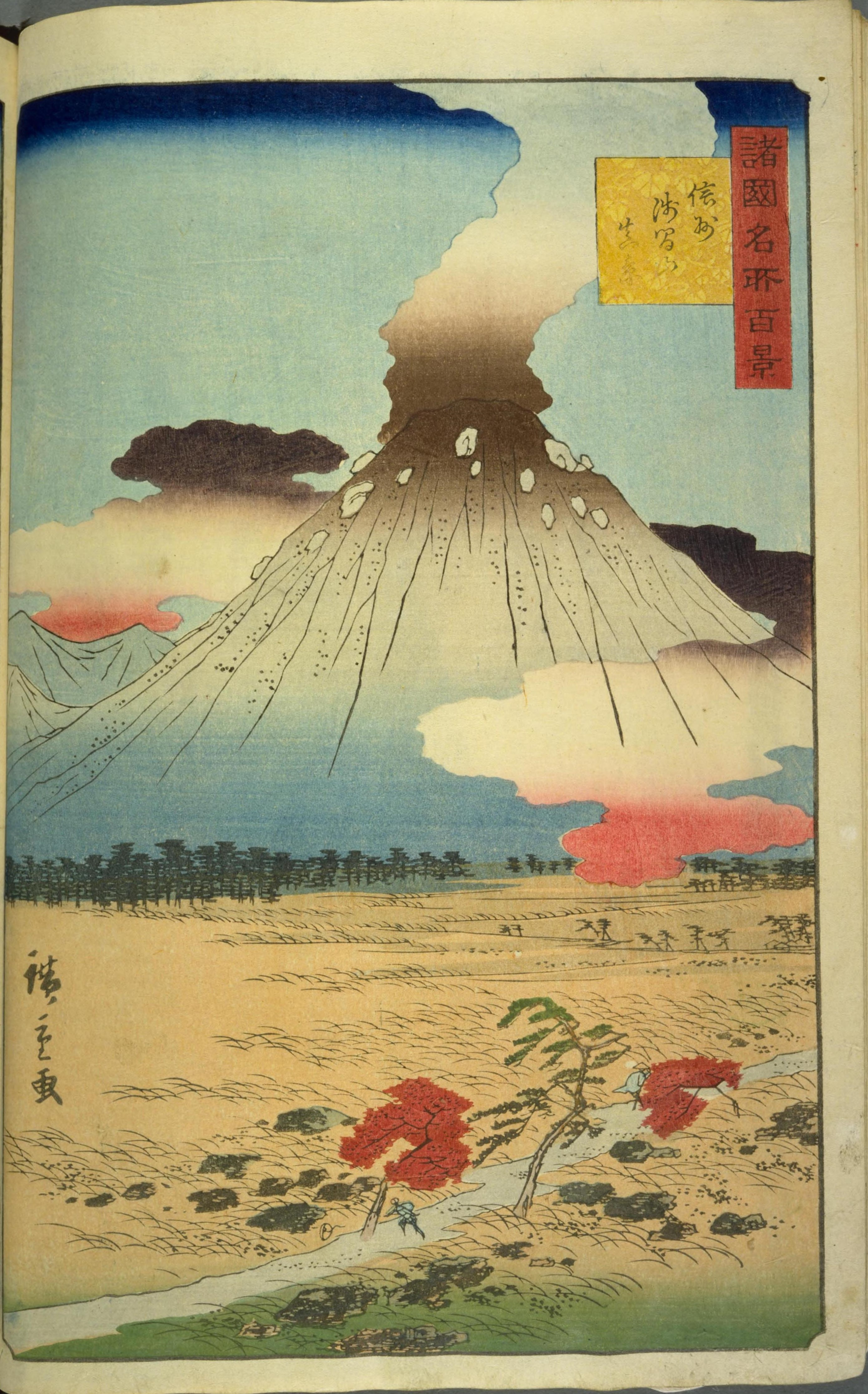
60.信州浅間山真景（万延元年3月）
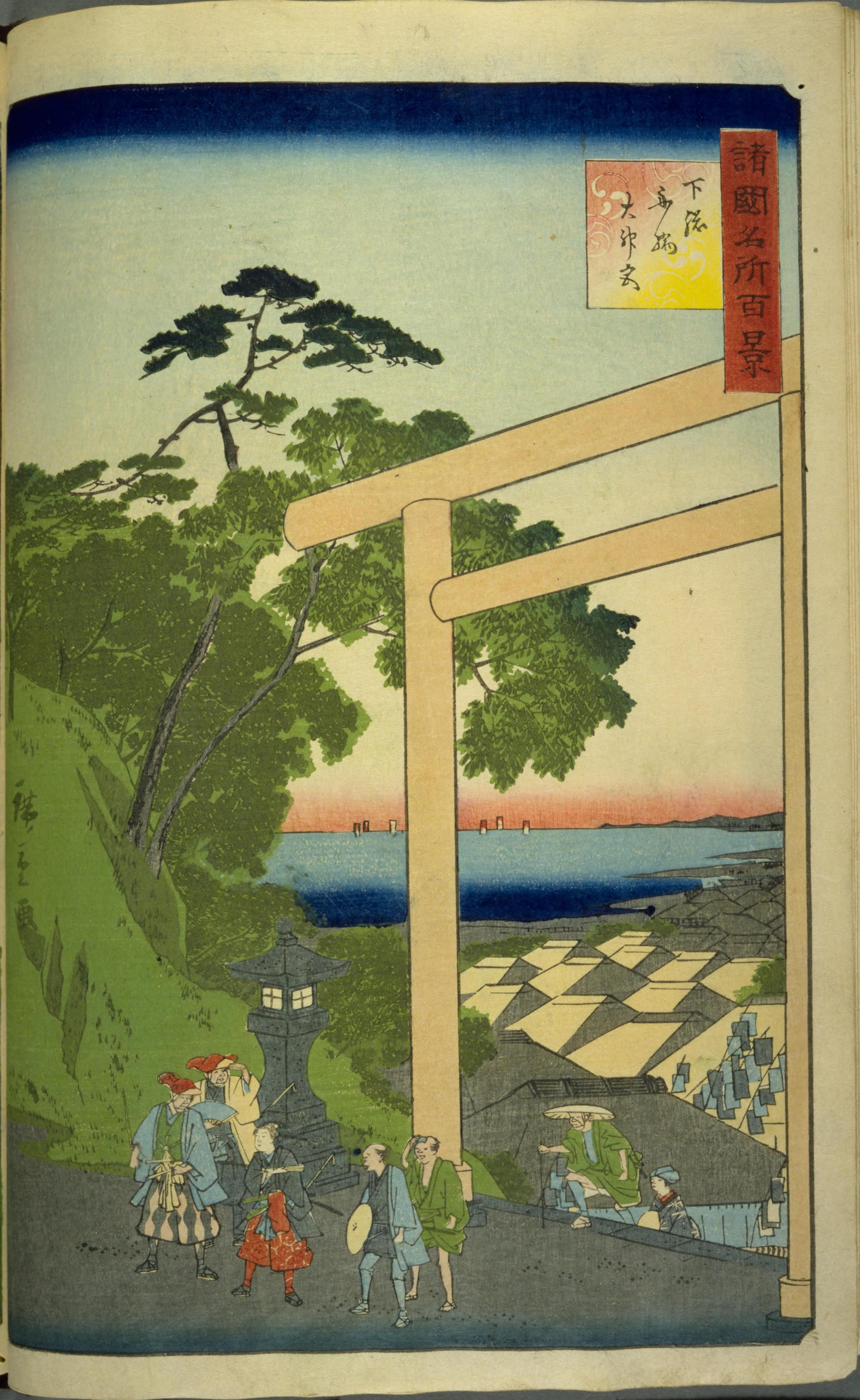
61.下総舟橋大神宮（万延元年4月）
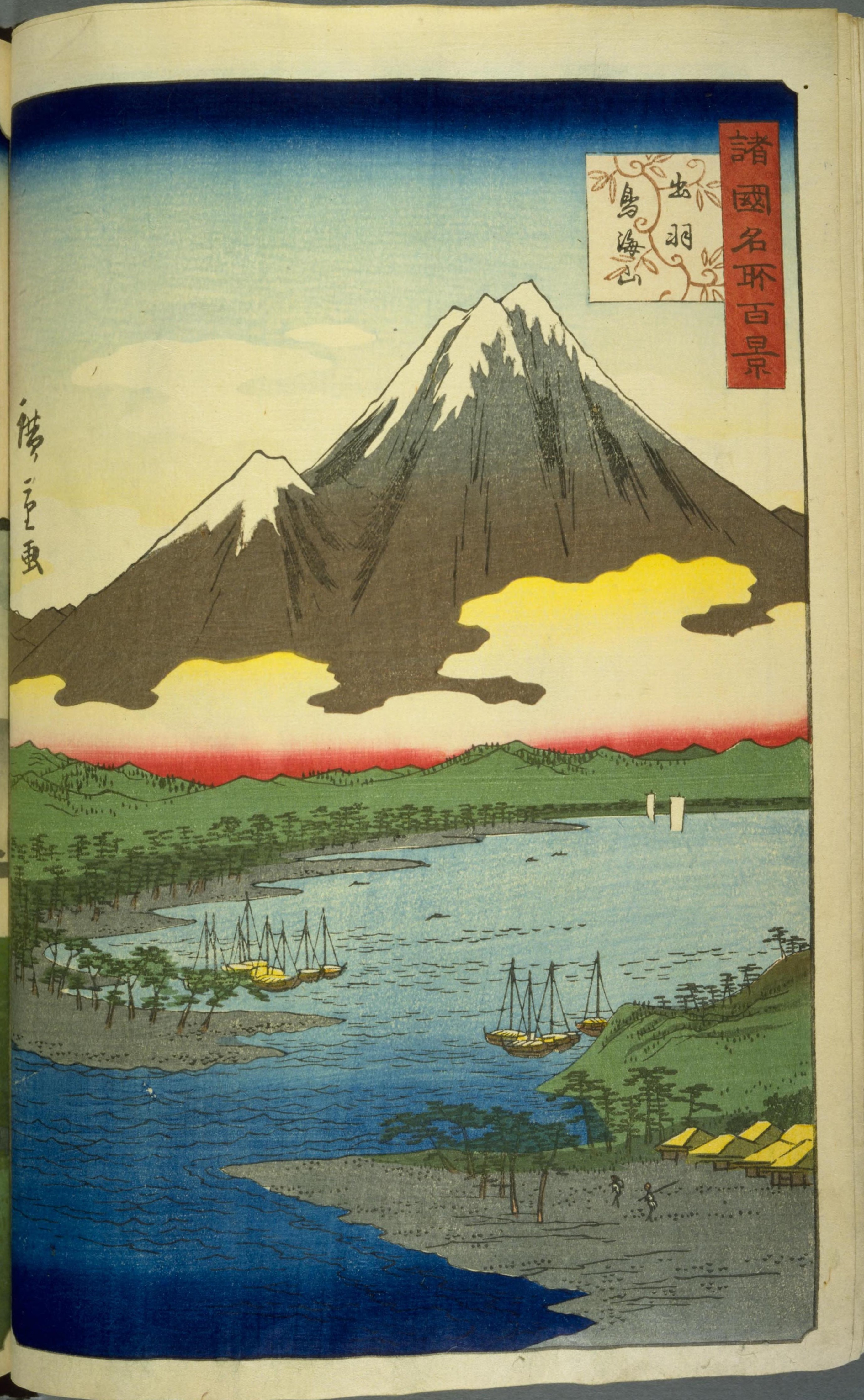
62.出羽鳥海山（万延元年9月）
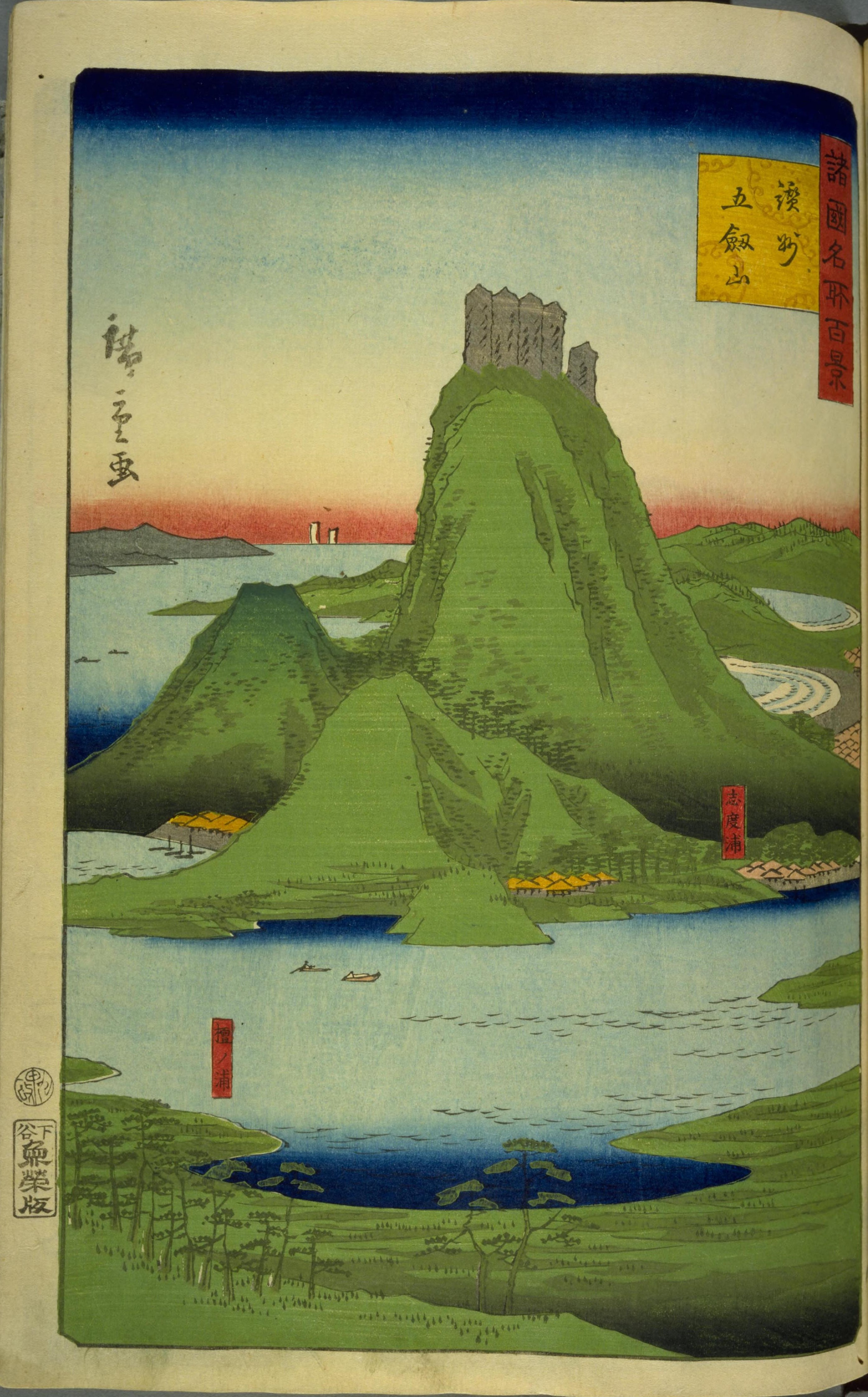
63.讃州五剣山（万延元年9月）
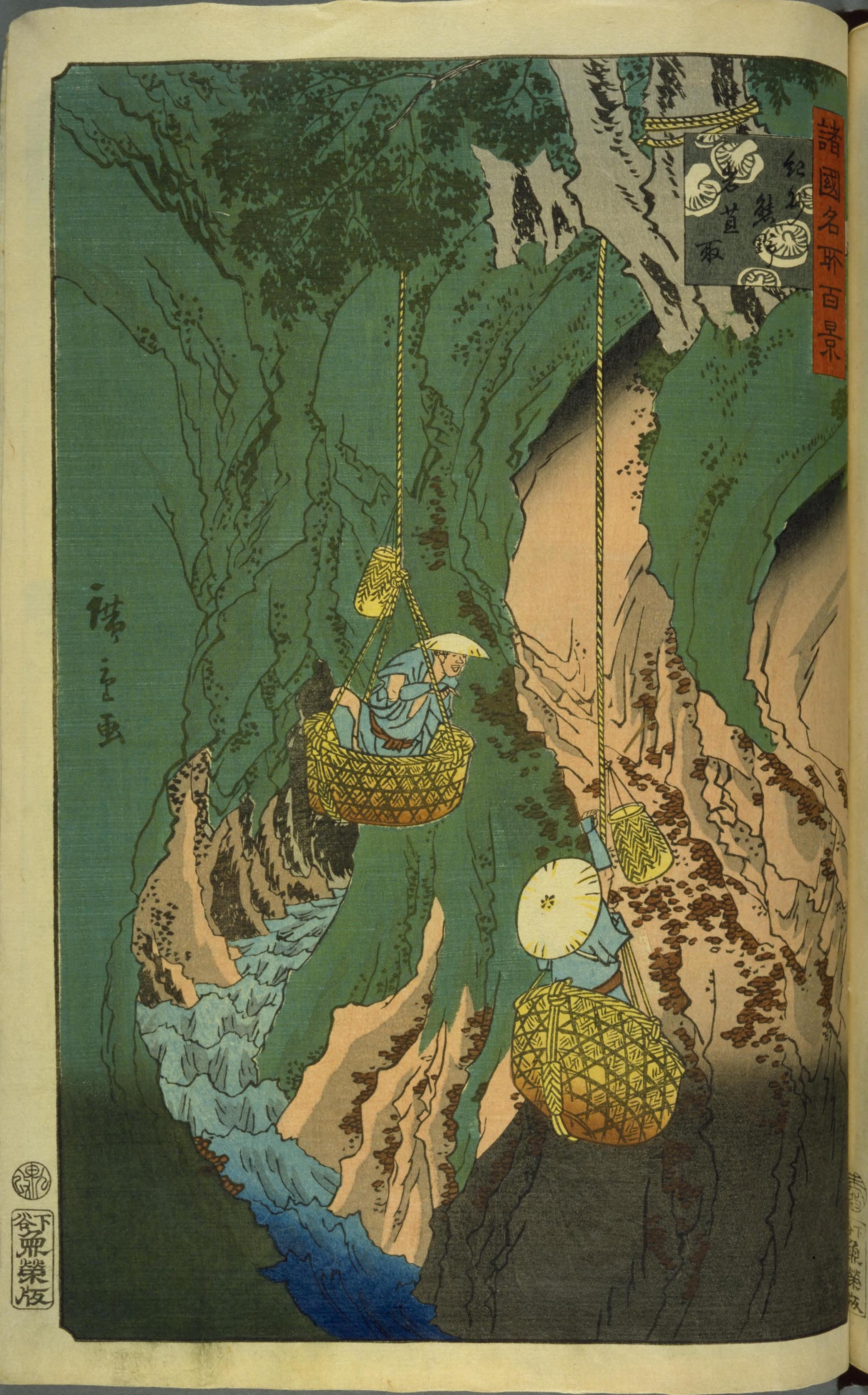
64.紀州熊野岩茸取（万延元年9月）
65.飛騨籠わたし（万延元年9月）|（画像なし）
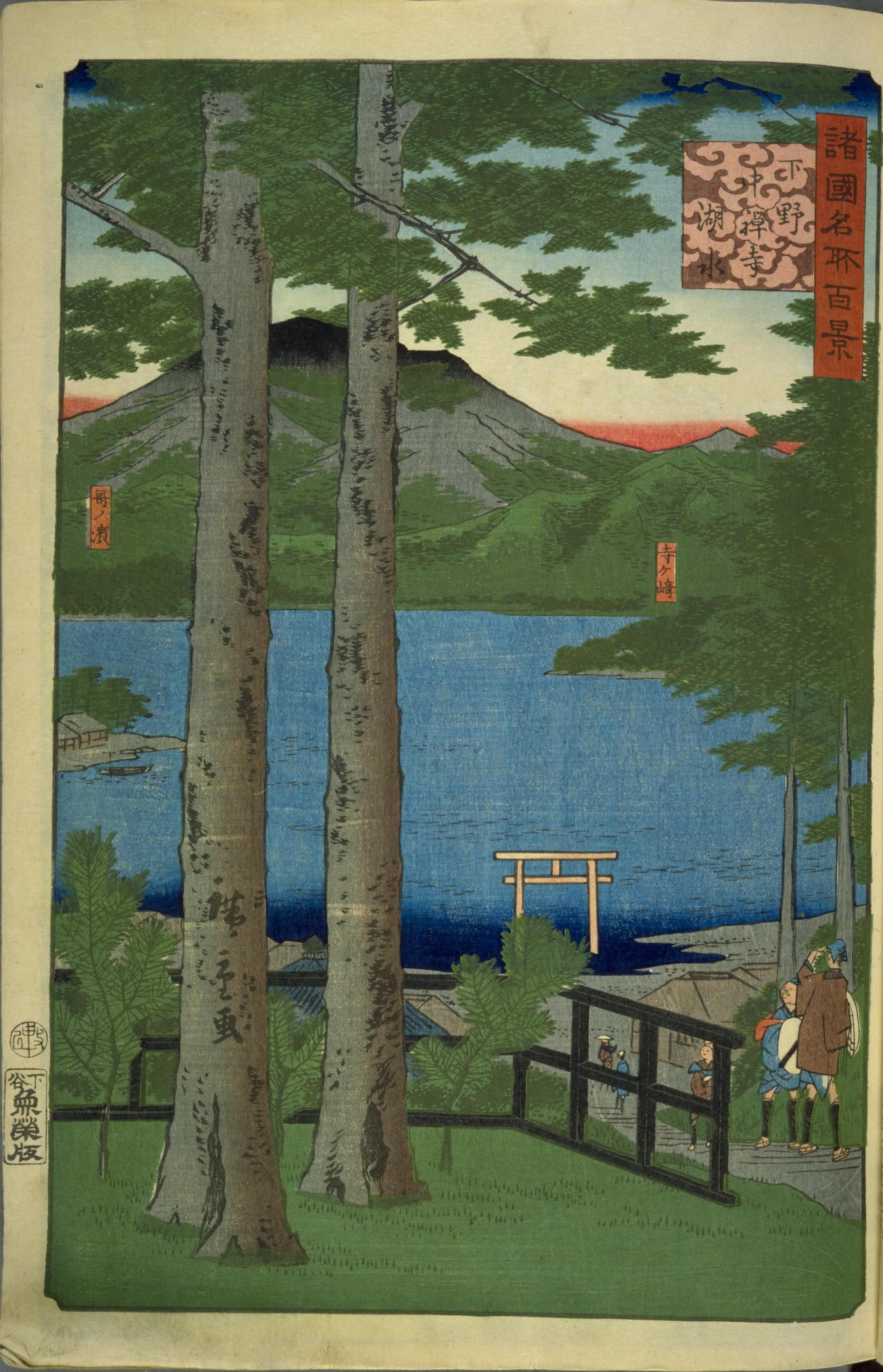
66.下野中禅寺湖水（万延元年10月）
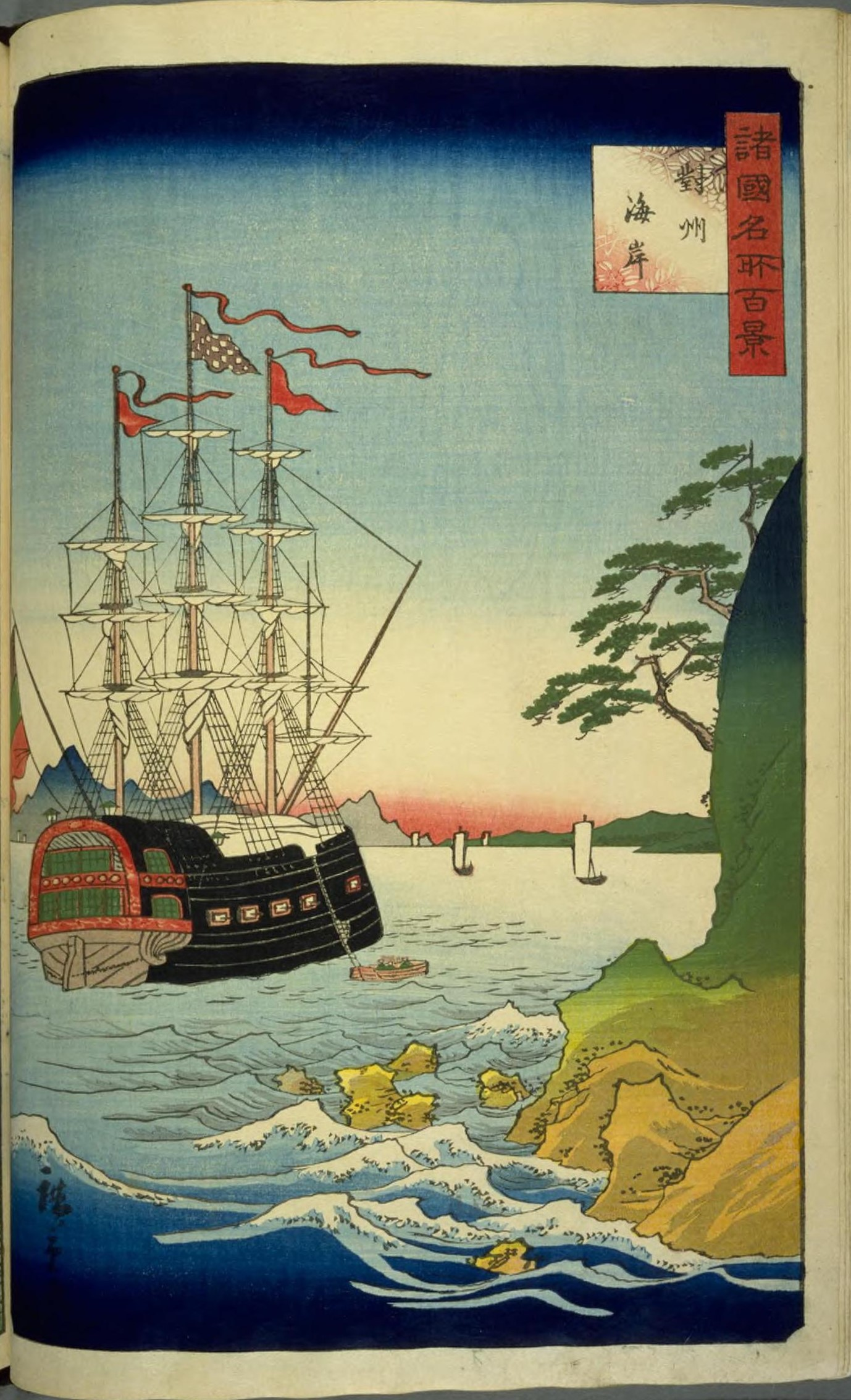
67.対州海岸（万延元年10月）
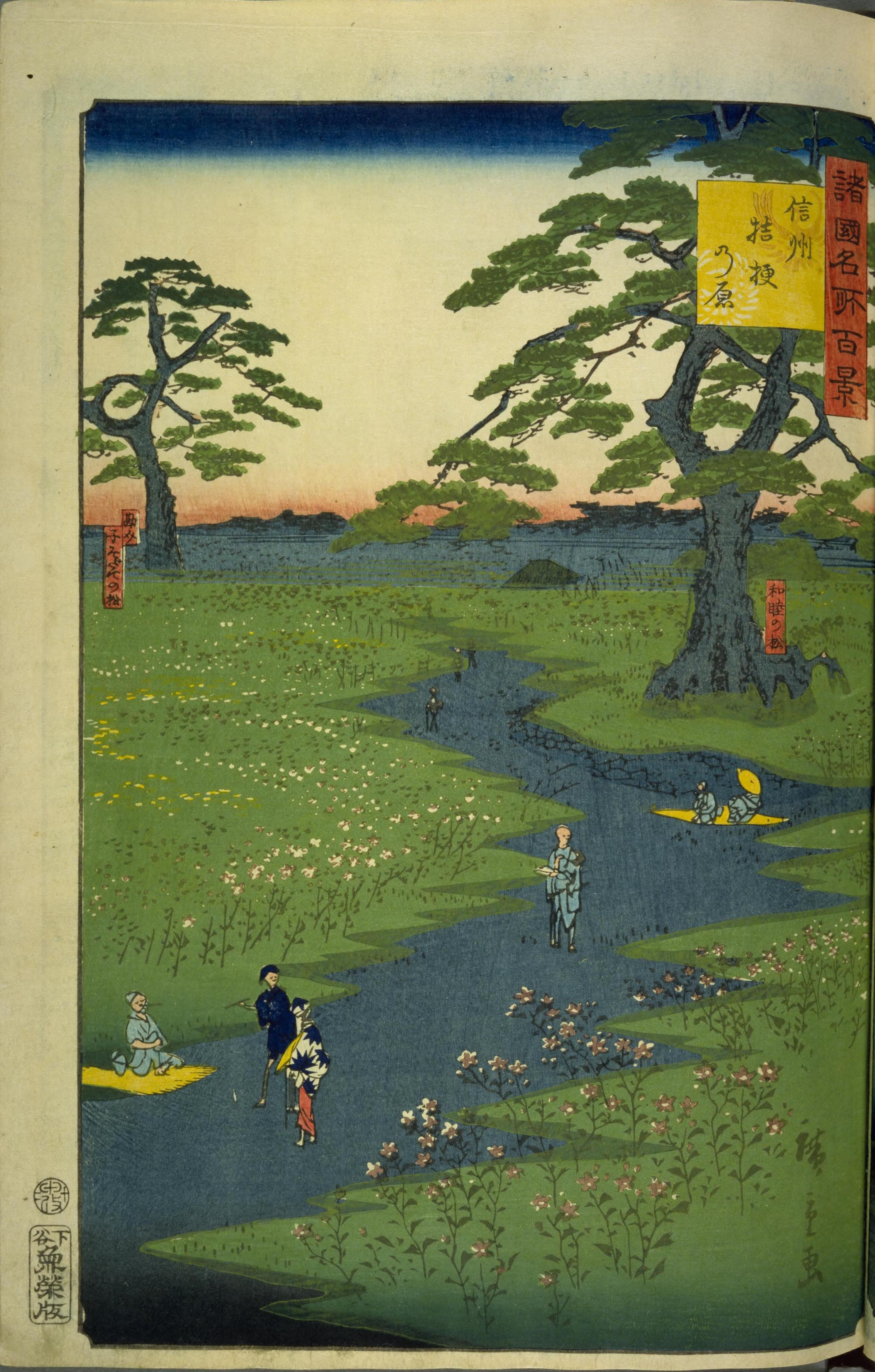
68.信州桔梗の原（万延元年10月）
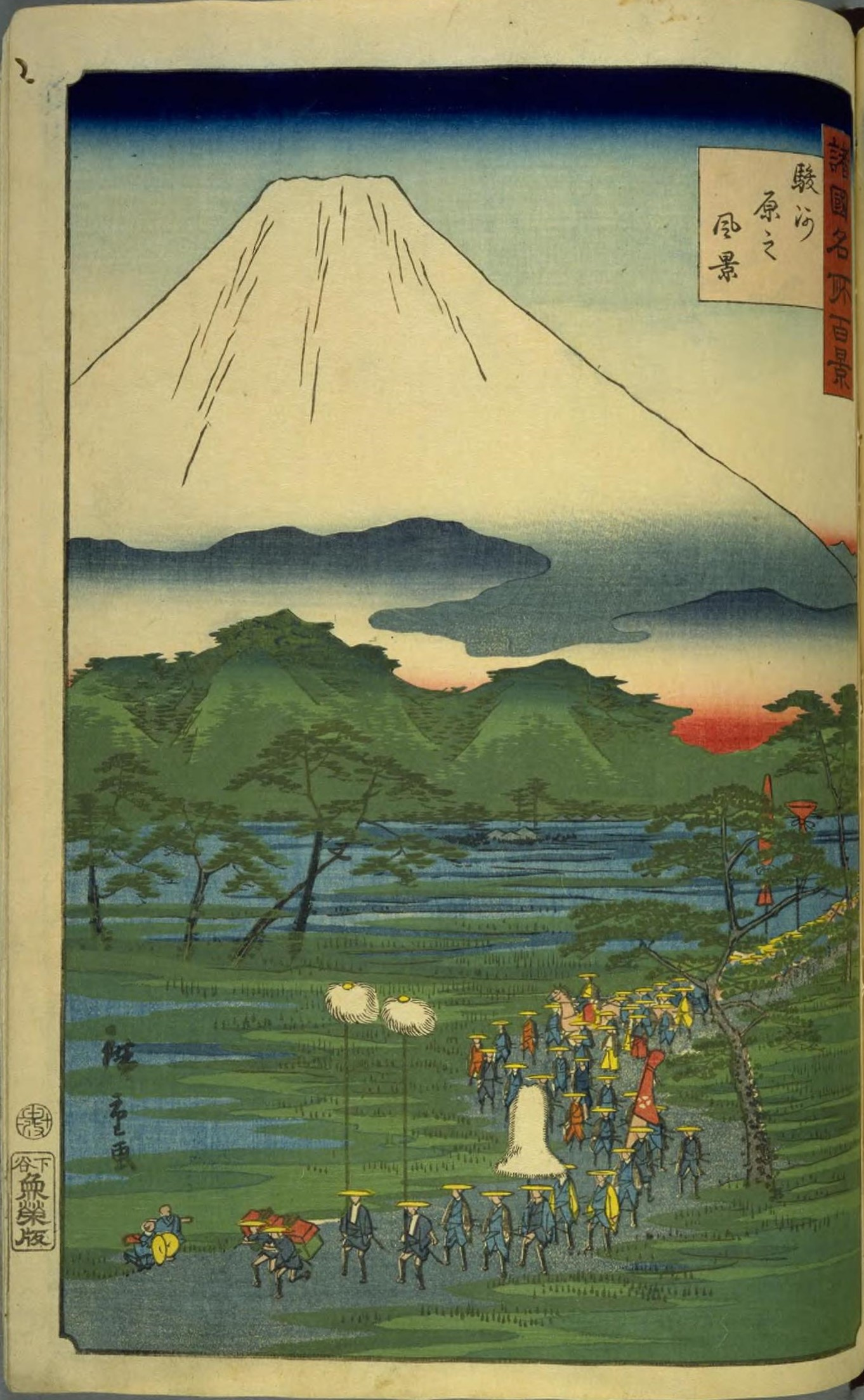
69.駿河原の風景（万延元年10月）
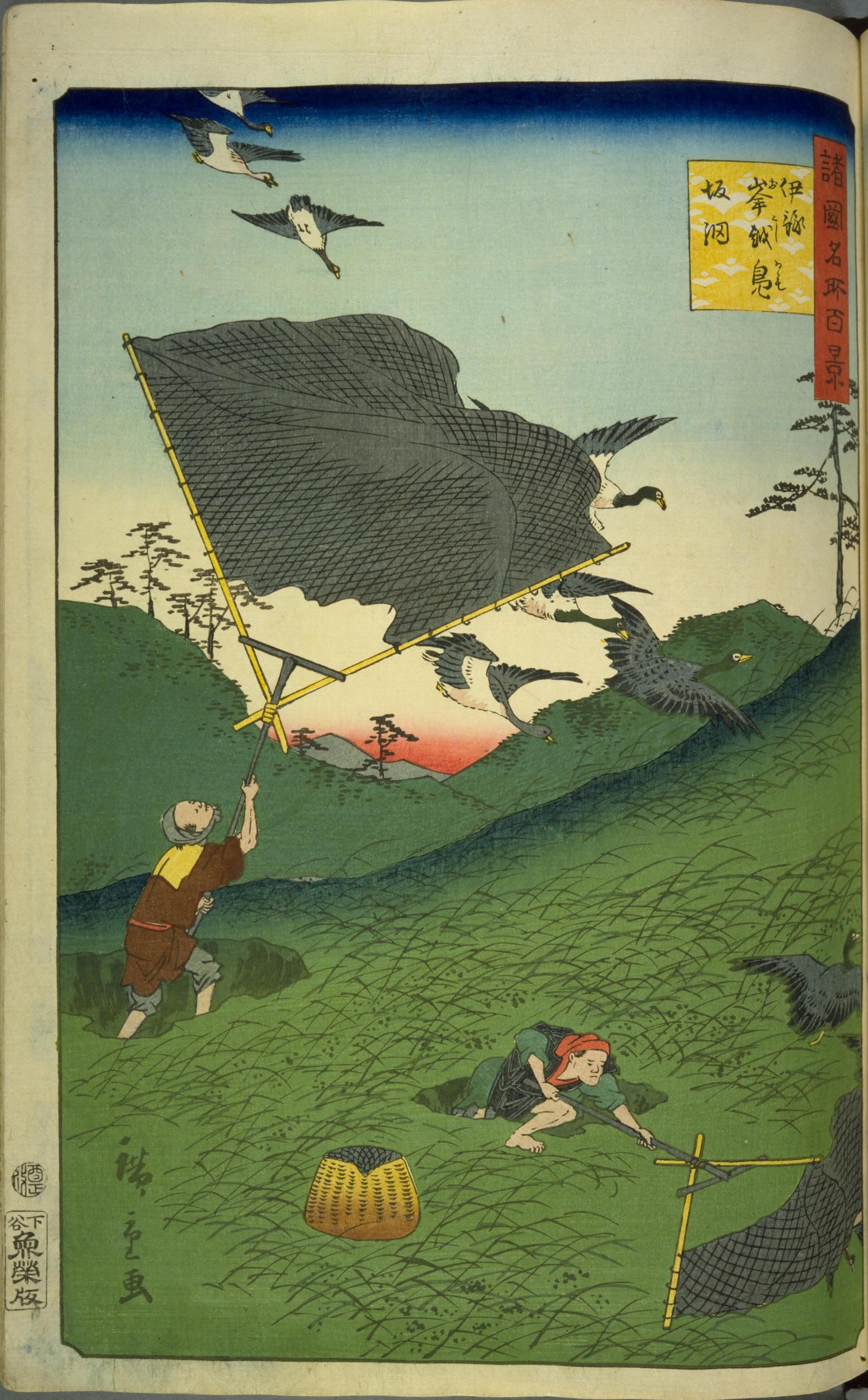
70.伊予峯越鳧坂網（文久元年1月）
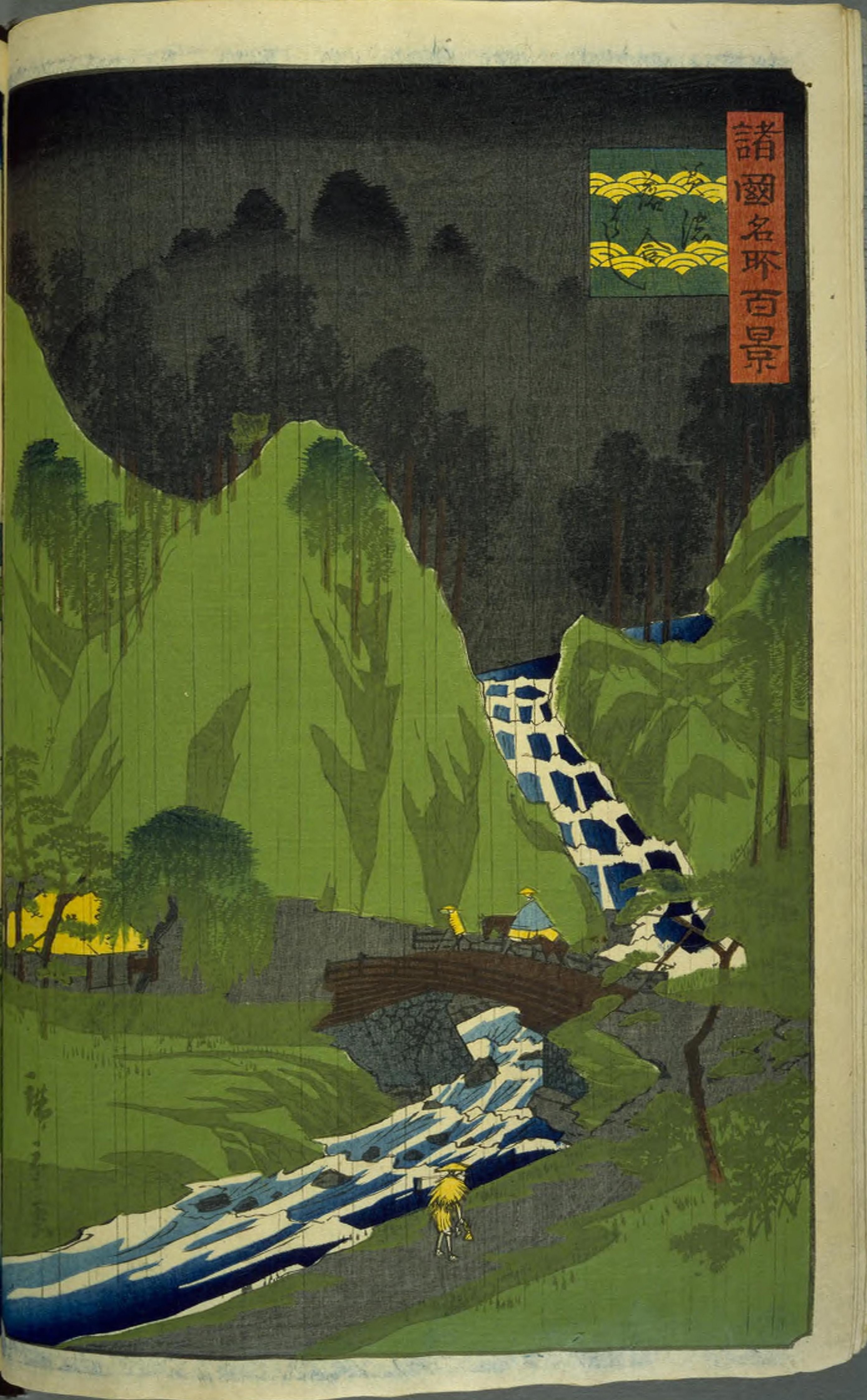
71.美濃落合はし（文久元年5月）
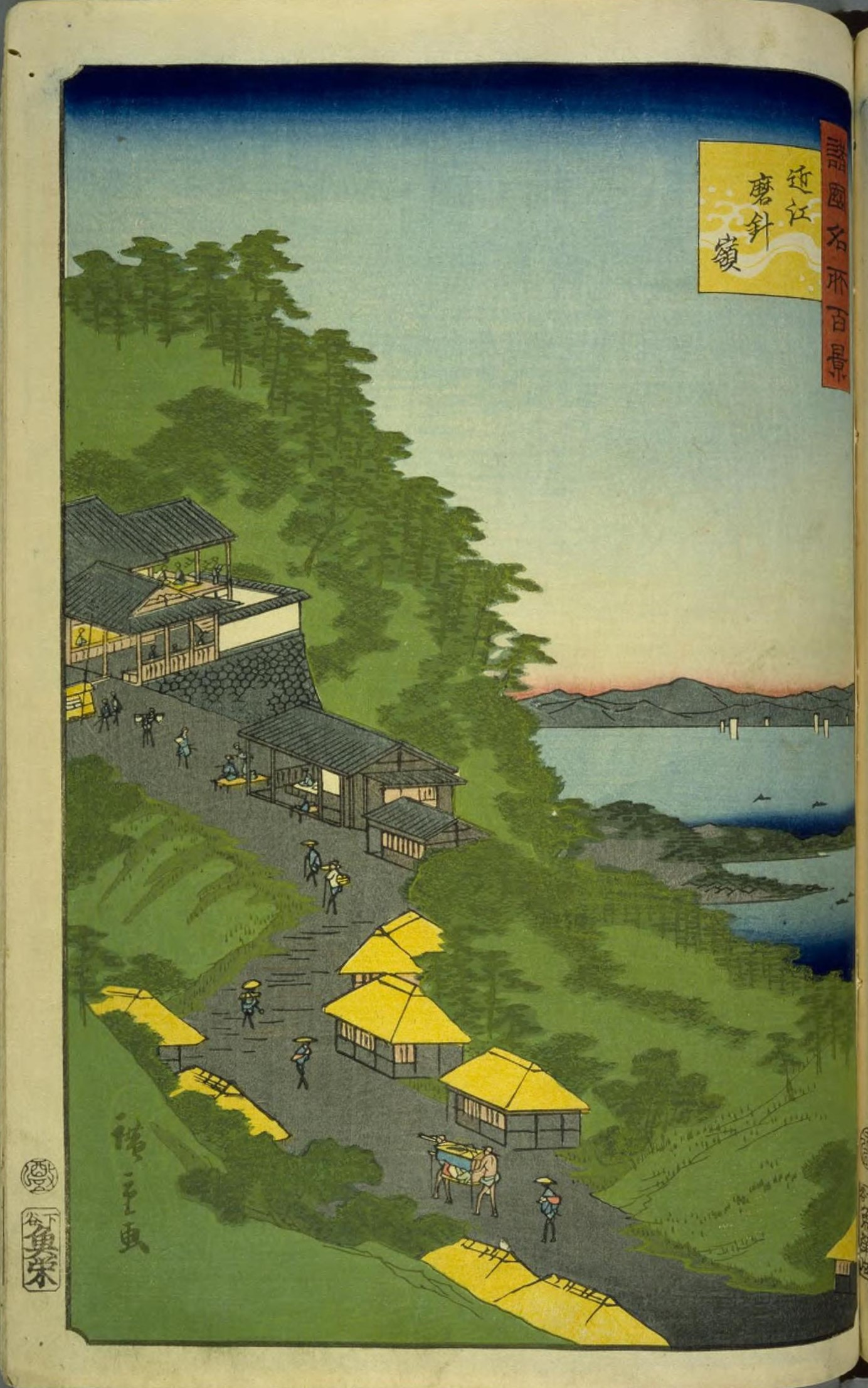
72.近江磨針嶺（文久元年5月）
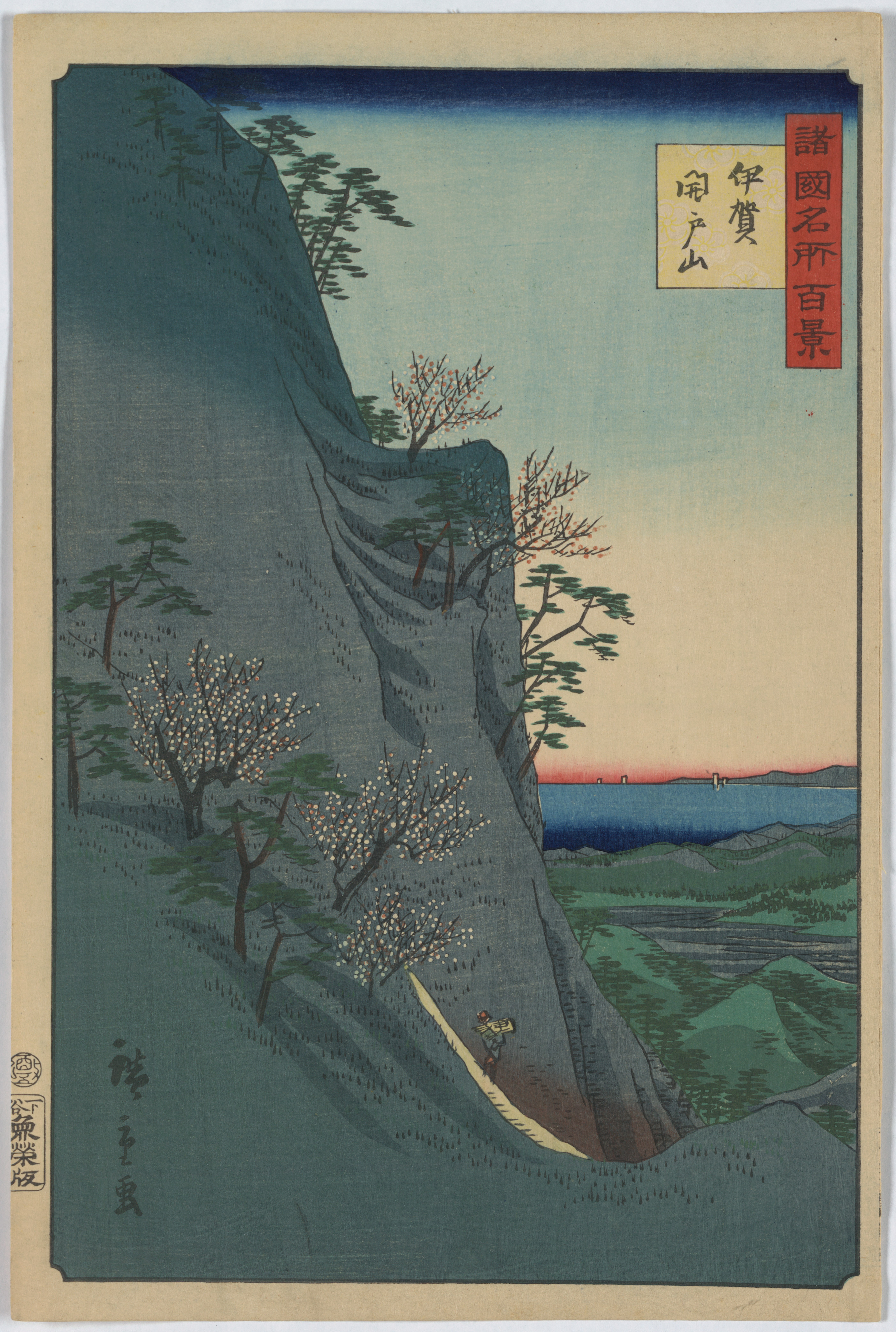
73.伊賀開戸山（文久元年5月）
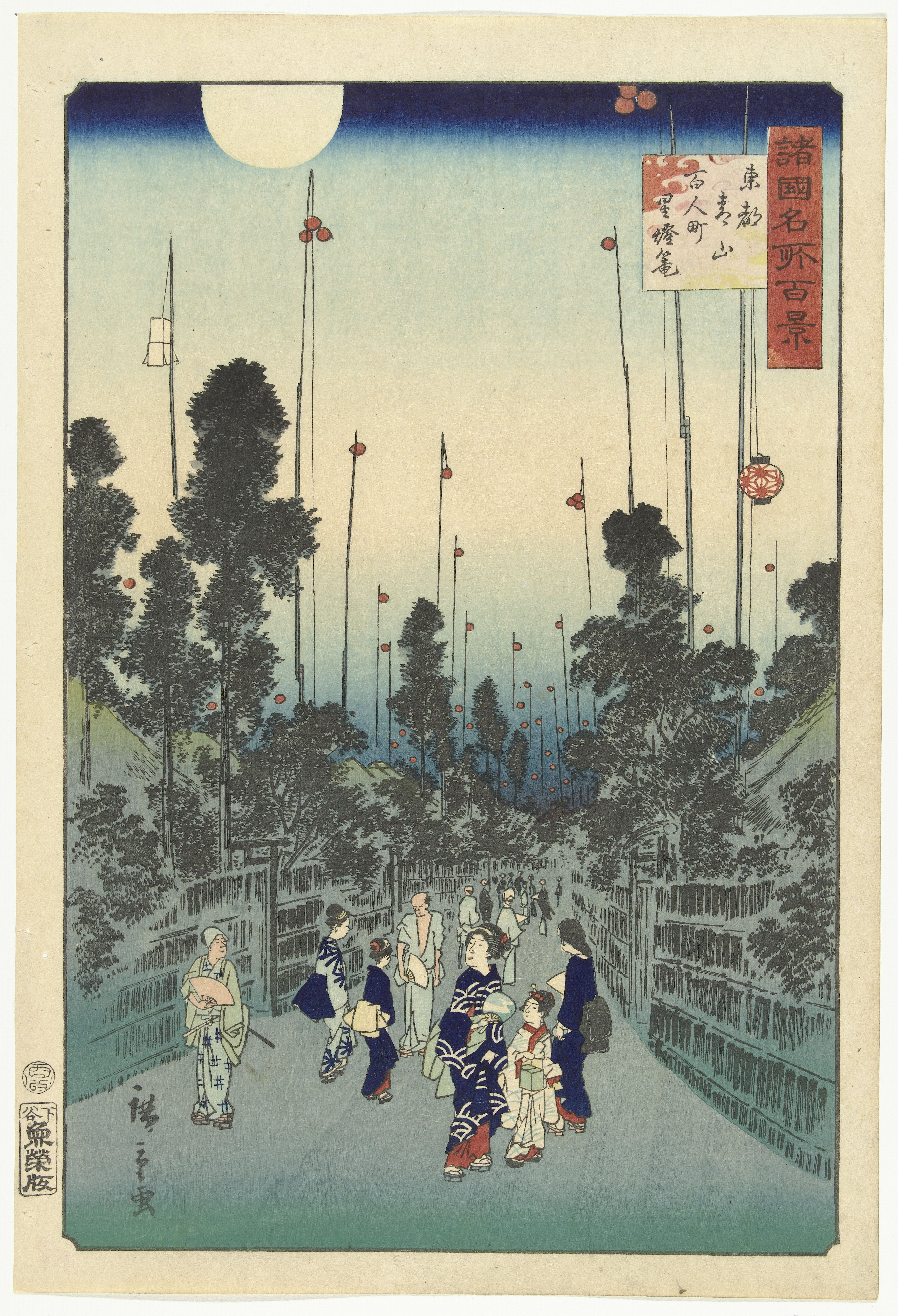
74.東都青山百人町星燈籠（文久元年8月）
75.下総印旛ぬま（文久元年9月）|（画像なし）
76.常陸筑波山（文久元年9月）|（画像なし）
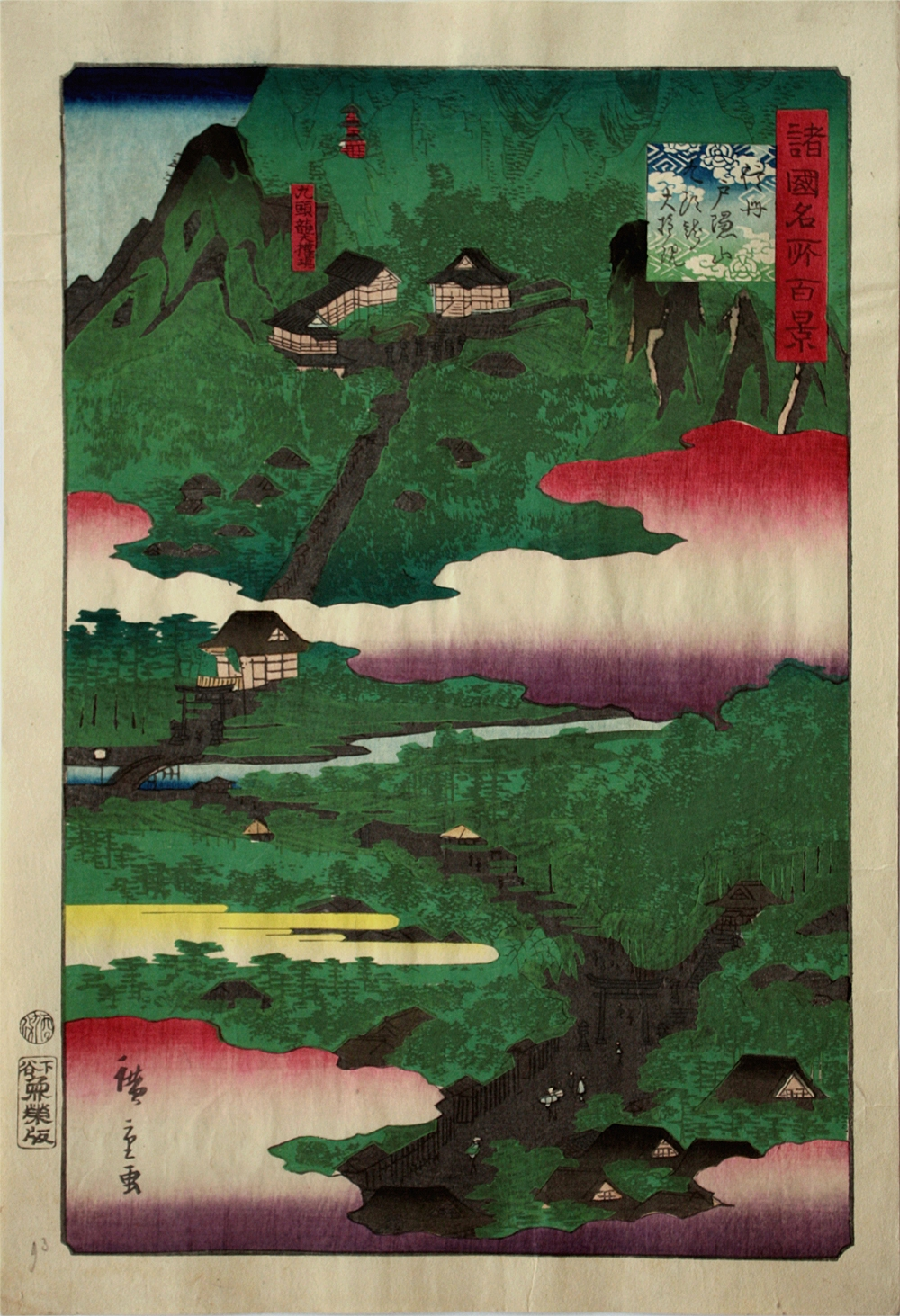
77.信州戸隠山九頭竜大権現（文久元年9月）
78.豊後日田釜渕（文久元年9月）|（画像なし）
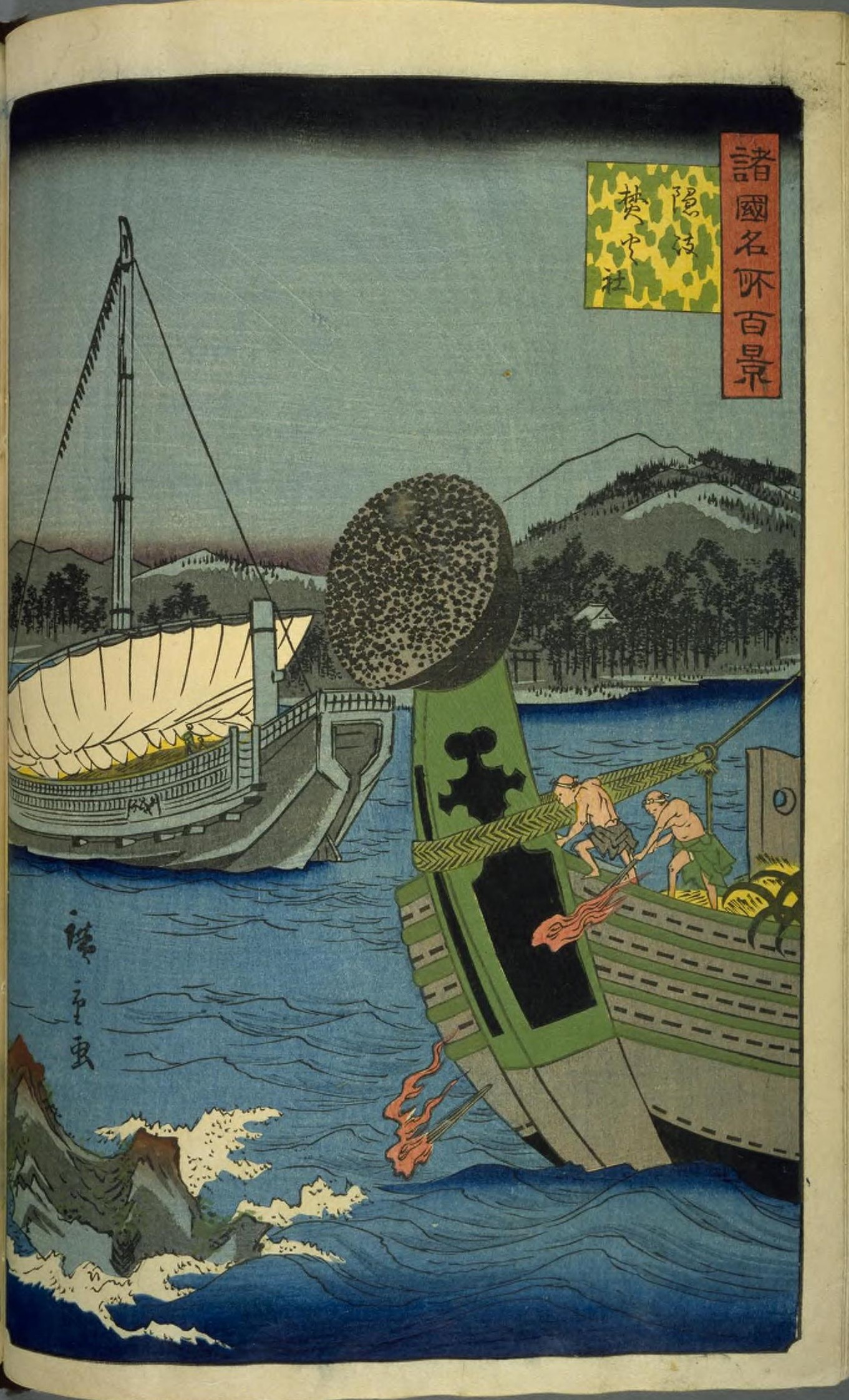
79.隠岐焚火社（文久元年9月）
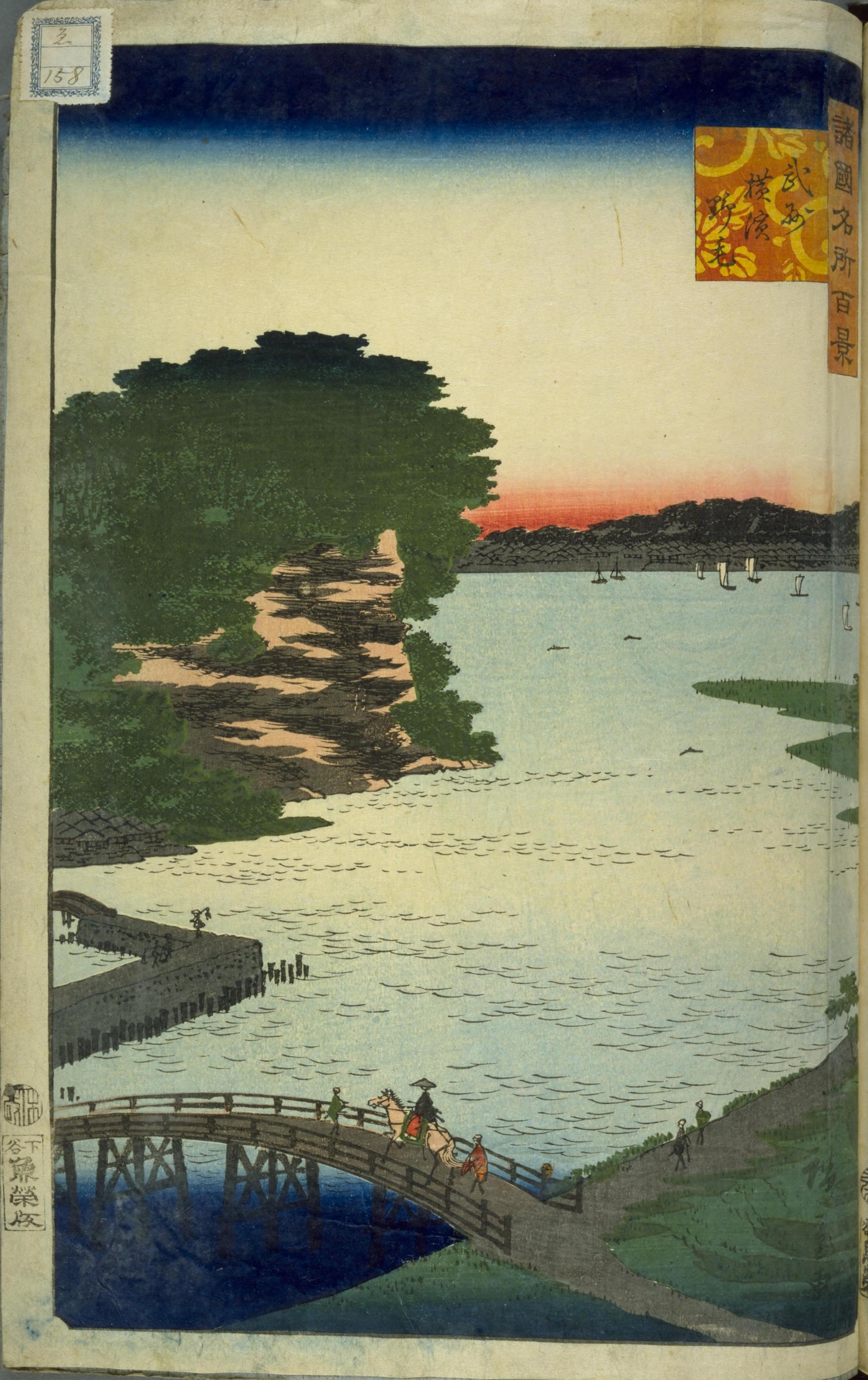
80.武州横浜野毛（安政6年?月）
81.安芸音戸（雪景）（不明）|（画像なし）
82.武蔵金沢（月夜）（不明）|（画像なし）
83.備後鞆津（不明）|（画像なし）
84.播州姫路城（不明）|（画像なし）
85.上州伊賀保さる沢（不明）|（画像なし）